# Royaume-Uni
Pour les articles homonymes, voir RU, GB, UK et Royaume-Uni (homonymie).
Ne doit pas être confondu avec Grande-Bretagne ou Angleterre.
Royaume-Uni de Grande-Bretagne et d'Irlande du Nord
(en-GB) United Kingdom of Great Britain and Northern Ireland
Le Royaume-Uni (prononcé en français : /ʁwajom‿yni/ ), en forme longue le Royaume-Uni de Grande-Bretagne et d'Irlande du Nord (en anglais : United Kingdom /juːˌnaɪtɪd ˈkɪŋdəm/  et United Kingdom of Great Britain and Northern Ireland), est un pays d'Europe de l'Ouest ou, selon d'autres définitions, d'Europe du Nord, situé au nord-ouest de l'Europe continentale. Le Royaume-Uni est formé de quatre nations constitutives : l'Angleterre, l'Écosse, le pays de Galles et l'Irlande du Nord. Le Royaume-Uni comprend l'île de Grande-Bretagne, la partie nord-est de l'île d'Irlande — appelée Irlande du Nord — et de nombreuses petites îles autour des deux principales îles de l'archipel britannique. L'Irlande du Nord partage une frontière terrestre avec la république d'Irlande.
Le Royaume-Uni est entouré par l'océan Atlantique au nord, la mer du Nord à l'est, la Manche au sud, la mer Celtique et le canal de Bristol au sud-ouest, la mer d'Irlande à l'ouest et les mers intérieures de la côte ouest de l'Écosse au nord-ouest, ce qui lui donne la 12e longueur de littoral au monde. Sa superficie totale est de 246 690 km2 et sa population est estimée à plus de 67 millions d'habitants en 2020. L'île de Man, Guernesey et Jersey ne font pas partie du Royaume-Uni, étant des dépendances de la Couronne, le gouvernement britannique étant toutefois responsable de leur défense et de leur représentation internationale. Le Royaume-Uni possède également quatorze territoires d'outre-mer, constituant les derniers vestiges de l'Empire britannique qui, à son apogée dans les années 1920, englobait près d'un quart de la masse continentale mondiale. Le Royaume-Uni était constitué à son apogée d'un tiers de la population mondiale, et a été le plus grand empire de l'histoire.
Le Royaume-Uni est une monarchie constitutionnelle régie par un système de dévolution du pouvoir, constitué d'un Parlement britannique central et d'une gouvernance décentralisée au pays de Galles par le Parlement gallois, en Écosse par le Parlement écossais et en Irlande du Nord par l'Assemblée d'Irlande du Nord. Le monarque, le roi Charles III, règne depuis septembre 2022. La capitale et plus grande ville du pays est Londres, une ville mondiale et un centre financier d'une population métropolitaine de 14 millions d'habitants. Les autres grandes villes sont Birmingham, Manchester, Glasgow, Liverpool et Leeds.
Le premier peuplement des îles Britanniques remonte à environ 30000 av. J.-C. Des peuples celtes colonisent l'archipel au cours du Ier millénaire av. J.-C. La partie méridionale de la Grande-Bretagne est conquise par l'Empire romain, de 43 à 84 après J.-C. Des peuples germaniques commencent à coloniser l’île de Grande-Bretagne au Ve siècle, alors que la puissance romaine décline. Ils parviennent à dominer la majeure partie de ce qu'est aujourd'hui l'Angleterre et le Sud de l'Écosse. Les invasions vikings s'étendent du VIIIe au IXe siècle dans l'ensemble des îles, et sont suivies par la conquête normande de l'Angleterre et de l'Irlande, à partir de 1066 et 1169.
Au Moyen Âge tardif, la Grande-Bretagne est divisée entre le royaume d'Angleterre, le royaume d'Écosse et la principauté de Galles, tandis que le contrôle de l'Irlande oscille entre les royaumes gaéliques, les seigneurs hiberno-normands et la seigneurie d'Irlande dominée par les Anglais (ensuite limitée au Pale). L'Angleterre parvient à unifier l'Irlande en un seul royaume et à annexer le pays de Galles, en 1542. L'Union des Couronnes en 1603 préfigure l'unité politique des îles Britanniques, qui disposent désormais d'un même monarque. Au cours du XVIIe siècle, les trois royaumes (Angleterre, Écosse, Irlande) sont marqués par des guerres civiles qui entraînent l'instauration d'une république dictatoriale, entre 1649 et 1660. Une révolution en 1688 et 1689 instaure définitivement la monarchie constitutionnelle en Angleterre.
Le Royaume-Uni est né et a évolué à partir d'une série d'annexions, d'unions et de séparations des pays constitutifs sur plusieurs centaines d'années. Le traité d'Union entre les royaumes d'Angleterre et d'Écosse en 1707 forme le royaume de Grande-Bretagne. Son union en 1801 avec le royaume d'Irlande crée le royaume-Uni de Grande-Bretagne et d'Irlande. À la suite de la guerre d'indépendance irlandaise de 1919 à 1921, la majeure partie de l'Irlande fait sécession en 1922, laissant l'actuel Royaume-Uni de Grande-Bretagne et d'Irlande du Nord, qui adopte officiellement ce nom en 1927.
Le Royaume-Uni est l'une des plus grandes puissances mondiales, avec une influence politique, économique, culturelle, militaire, scientifique et technologique considérable au niveau international. L'influence britannique peut être observée dans la langue, la culture, les systèmes juridiques et politiques de plusieurs de ses anciennes colonies. En 2023, la puissance économique du pays est la sixième au niveau mondial, juste derrière l'Inde et immédiatement devant la France, en termes de produit intérieur brut nominal (PIB) et la dixième en parité de pouvoir d'achat (PPA). Le Royaume-Uni possède une économie à revenu élevé et un indice de développement humain très élevé, se classant au 18e rang mondial en 2021. Le Royaume-Uni est devenu le premier pays industrialisé au monde et a été la première puissance mondiale au XIXe siècle et durant la première moitié du XXe siècle. Il possède l'arme nucléaire et est classé au quatrième rang mondial en matière de dépenses militaires. En 2024, le Royaume-Uni est classé en 5e position pour l'indice mondial de l'innovation.
Le Royaume-Uni est membre du Commonwealth, du Conseil de l'Europe, du G7, du G10, du G20, de l'ONU, de l'OTAN, de l'AUKUS, de l'OCDE, d'Interpol, de l'Organisation mondiale du commerce ainsi qu'un membre permanent du Conseil de sécurité des Nations unies depuis sa première session en 1946. Il était un membre des Communautés européennes et de leur successeur, l'Union européenne, depuis son adhésion en 1973 jusqu'à son retrait en 2020 à la suite d'un référendum tenu en 2016.

## Géographie

### Localisation, frontières et superficie
La partie européenne du Royaume-Uni est dans les îles Britanniques, dans l'océan Atlantique. Le pays est situé à l'extrémité nord-ouest de l'Europe continentale, et sa délimitation est définie depuis la fin du traité anglo-irlandais et la création de l'État libre d'Irlande en 1922.
L'île de Grande-Bretagne constitue la plus grande partie du Royaume-Uni. La Grande-Bretagne est bordée par la mer du Nord à l'est et au nord-est, la Manche au sud, la mer Celtique au sud-ouest, la mer d'Irlande à l'ouest et la mer des Hébrides au nord-ouest. L'Irlande du Nord, de l'autre côté de la mer d'Irlande sur l'Irlande, ainsi que les nombreuses petites îles entourant la Grande-Bretagne et l'Irlande du Nord, y compris les Orcades et les Shetland, composent le reste du Royaume-Uni métropolitain.
Au sud, à l'ouest et au nord-ouest, l'Irlande du Nord est frontalière avec le pays voisin, l'Irlande. La frontière entre le Royaume-Uni et l'Irlande est la seule frontière terrestre du Royaume-Uni métropolitain. Près de la ville de Douvres (en anglais : Dover), le tunnel sous la Manche relie la Grande-Bretagne à l'Europe continentale en France.
Le Royaume-Uni est également composé de nombreux territoires situés en dehors du continent européen, appelés territoires britanniques d'outre-mer, qui lui permettent d'être présent dans tous les océans du monde sauf l'océan Arctique.
Ces territoires ont des statuts variés dans l'administration territoriale du Royaume-Uni et sont situés :
- en Amérique du Nord : les Bermudes ;
- en Amérique du Sud : les îles Malouines ;
- en Antarctique : le Territoire antarctique britannique ;
- à Chypre : Akrotiri et Dhekelia (bases militaires souveraines) ;
- en Europe continentale : Gibraltar ;
- dans les Antilles : Anguilla, les îles Caïmans, les îles Vierges britanniques, Montserrat et les îles Turks-et-Caicos ;
- dans l'océan Atlantique : Sainte-Hélène, Ascension et Tristan da Cunha ainsi que la Géorgie du Sud-et-les îles Sandwich du Sud ;
- dans l'océan Indien : le territoire britannique de l'océan Indien ;
- dans l'océan Pacifique : les îles Pitcairn.

Le Royaume-Uni possède une frontière terrestre avec l'Espagne à Gibraltar, ainsi qu'avec Chypre via les bases militaires britanniques de l'île.
La majeure partie de l'Angleterre a un relief très varié hormis le Nord et la péninsule de Cornouailles. Les deux principaux fleuves sont la Tamise (346 km) et la Severn (354 km) qui est le plus long cours d'eau du Royaume-Uni.

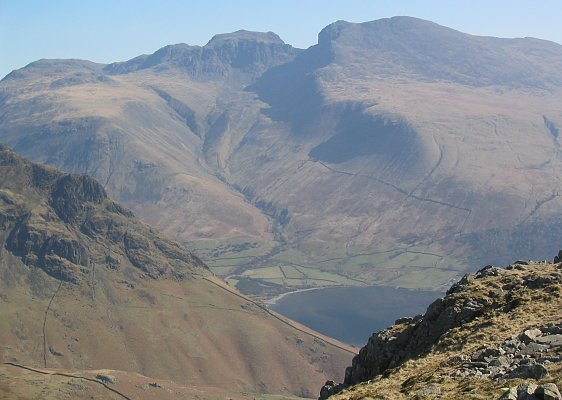
Scafell Pike.

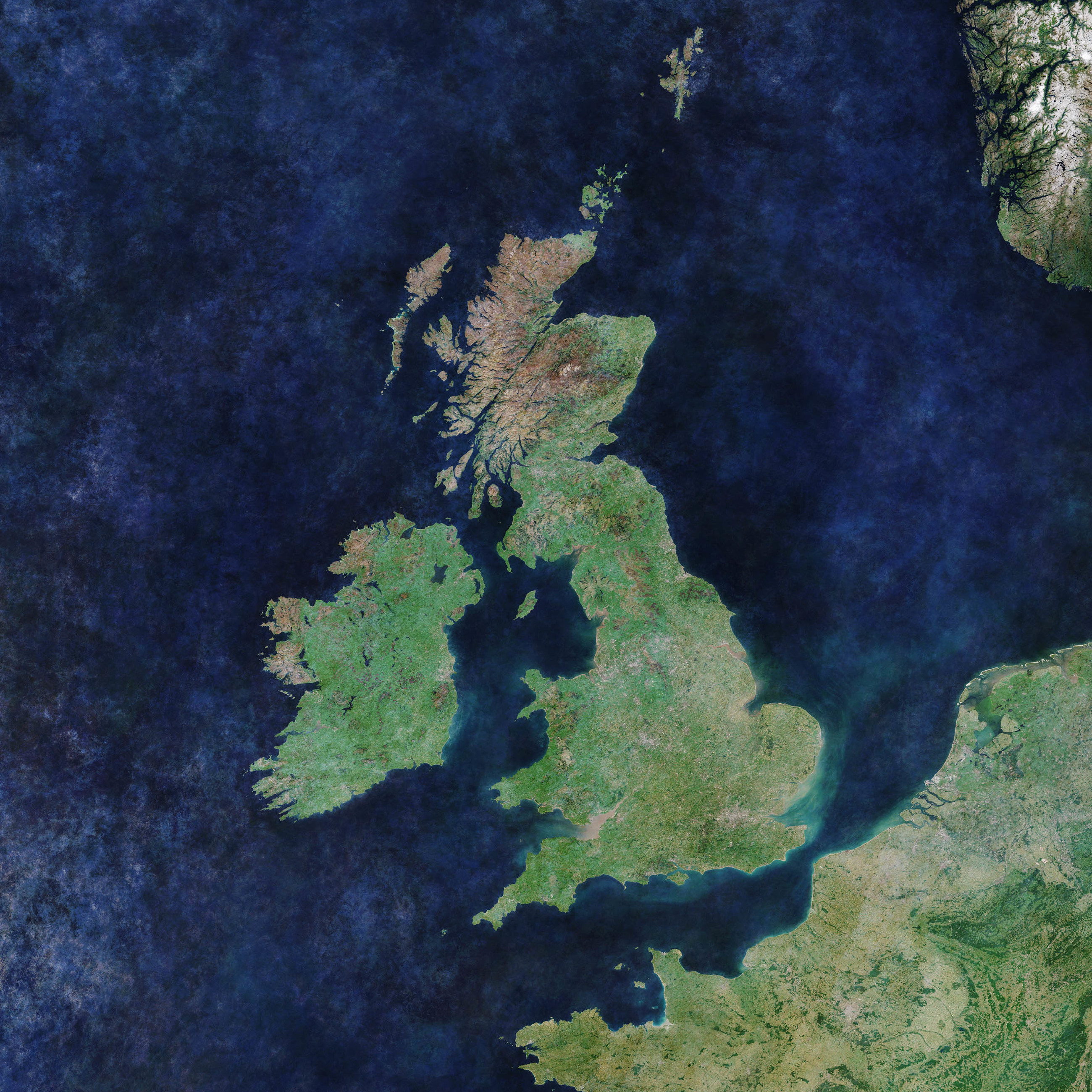
La partie métropolitaine du Royaume-Uni se trouve dans les îles Britanniques. Les dépendances de la Couronne britannique se trouvent également dans les îles britanniques (l'île de Man et les îles Anglo-Normandes). La plupart de l'île d'Irlande fait partie d'un état séparé : l'Irlande.

Il n'existe pas de sommet en Angleterre dépassant les mille mètres d'altitude ; le point culminant anglais, le Scafell Pike, culmine à 978 m d'altitude dans le Lake District, en Cumbria.

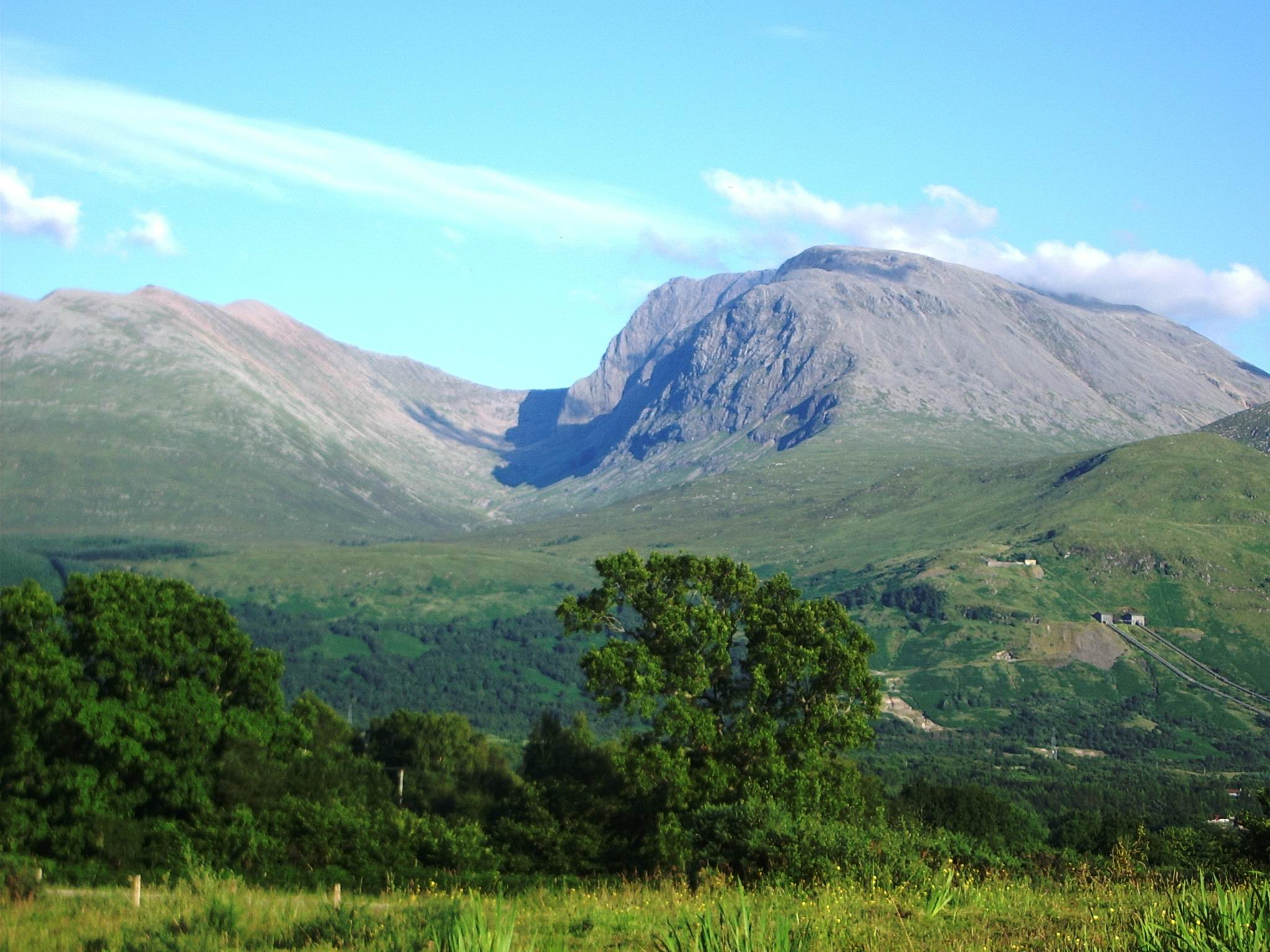
Le Ben Nevis est le plus haut point du Royaume-Uni.

La géographie de l'Écosse est variée, avec ses lowlands du Sud et ses highlands dans le Nord et l'Ouest — incluant le Ben Nevis (1 345 m), point culminant du Royaume-Uni (pourtant dépassé par le mont Paget (2 935 m), en Géorgie du Sud, point culminant des territoires d'outre-mer du Royaume-Uni).
On y trouve de longs et profonds bras de mer qui s'enfoncent dans les terres. L'Écosse possède près de huit cents îles, se situant pour la plupart dans l'Ouest et dans le Nord du pays, notamment les Hébrides, les Orcades (en anglais : Orkney Islands) et les Shetland. Bien qu'Édimbourg soit la capitale, riche d'un bel héritage historique et architectural, la ville principale est Glasgow.
Le pays de Galles (en anglais : Wales et en gallois : Cymru) demeure en majorité un terrain montagneux. Son point culminant, le mont Snowdon (en gallois : Yr Wyddfa) culmine à 1 085 mètres. Cardiff (en gallois : Caerdydd), capitale galloise depuis 1955, se situe dans le Sud. La plupart des populations se trouvent dans le Sud, notamment dans les villes telles que Swansea, Newport et Cardiff. La plus grande ville du Nord est Wrexham.

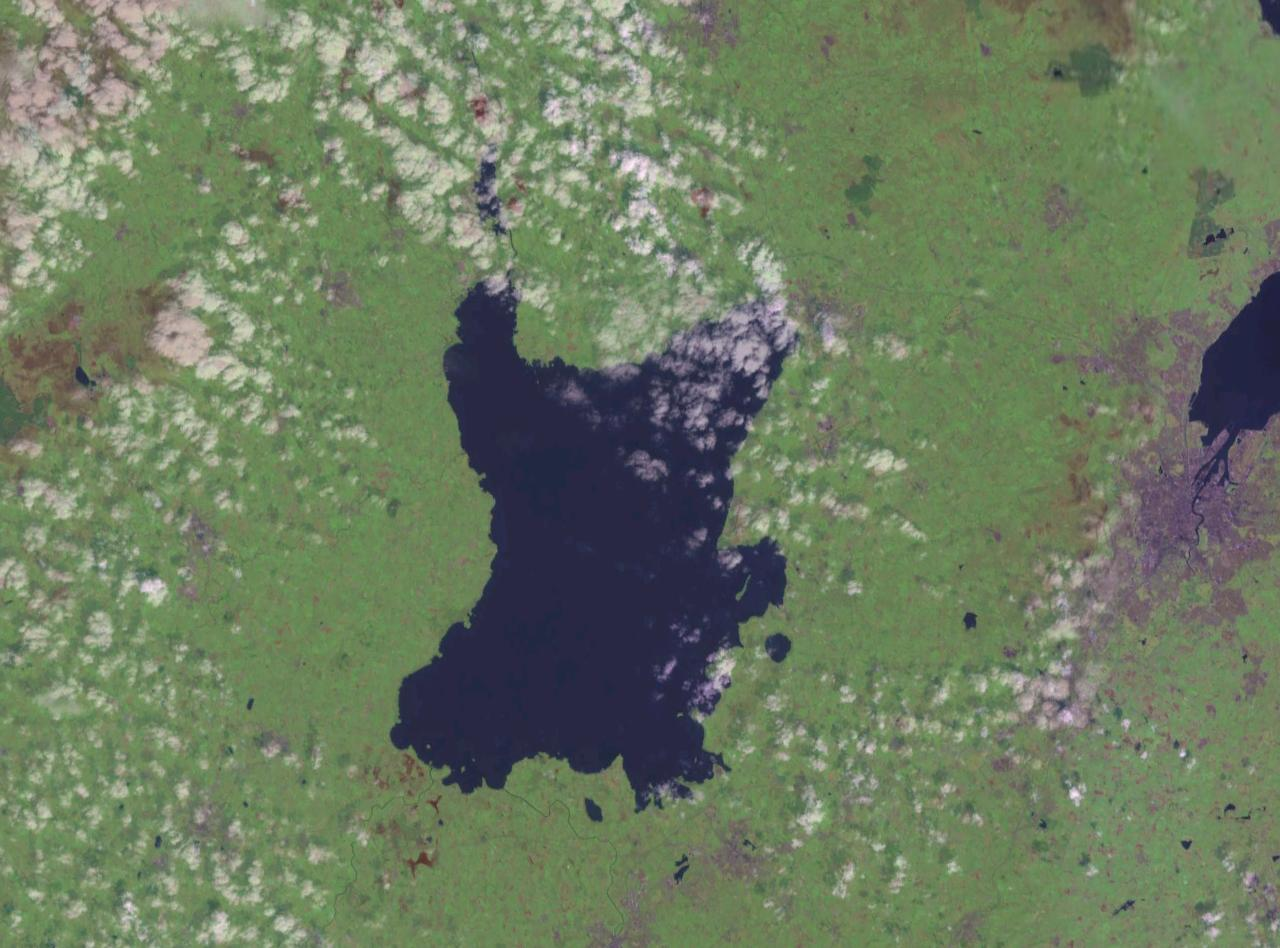
Lough Neagh est le plus grand lac du Royaume-Uni (et des îles Britanniques).

L'Irlande du Nord fait partie du patrimoine du Royaume-Uni. Lough Neagh est le plus grand lac du Royaume-Uni avec ses 388 km2. Le lac est situé à peu près à trente kilomètres au sud-ouest de Belfast. Le Slieve Donard est le plus haut sommet d'Irlande du Nord, et culmine à 849 m.
Au total, on estime que le Royaume-Uni possède près d'un millier d'îles, huit cents pour la seule Écosse. La plupart de ces îles sont naturelles, mais certaines ont été créées artificiellement à l'aide de pierres et de bois.
À titre comparatif, le Royaume-Uni possède une superficie proche de celle de la Roumanie, de l'Équateur, du Ghana ou de l'Ouganda.

#### Climat
Au Royaume-Uni, en raison du changement climatique, les hivers et les étés sont de plus en plus chauds, le niveau de la mer sur la côte britannique augmente d'environ 3 mm par an et des signes de modification de la configuration des précipitations sont observés. Les scientifiques du climat s'attendent à ce que les vagues de chaleur, telles que celles de 2003, deviennent la norme dans les années 2040 à la suite de la crise climatique. Les calculs du modèle de 2019 montrent que Londres serait déplacée dans une autre zone climatique si le scénario RCP4.5 était appliqué. Le climat à Londres en 2050 ressemble alors plus au climat précédent à Barcelone (Espagne) qu'au climat précédent à Londres. Même les phénomènes météorologiques extrêmes deviennent de plus en plus fréquents et intenses. Il a été démontré que les inondations en Angleterre 2013-2014 (en) peuvent être reliées au changement climatique provoqué par l'homme.

### Paysages et environnement
En 2019, le jour du dépassement (date de l'année, calculée par l'ONG Global Footprint Network, à partir de laquelle l'humanité est supposée avoir consommé l'ensemble des ressources que la planète est capable de régénérer en un an) du Royaume-Uni est le 17 mai.
En 2019, une étude de Greenpeace s'inquiète de la pollution des rivières par le microplastique, évoquant un « problème d'une complexité énorme ».

### Préservation de l'environnement
La préservation de l'environnement n'est pas considérée comme une priorité par les gouvernements britanniques successifs. Le budget de l’Agence nationale de l’environnement (EA) a été réduit de moitié en 2010 par le gouvernement de David Cameron pour répondre à la politique d’austérité.
La population de rossignols a chuté de 90 % au Royaume-Uni depuis les années 1960.
Les structures de retraitement et d'approvisionnement en eau ont été privatisées à la fin des années 1980 durant l'ère Thatcher et sont aujourd’hui vétustes faute d'investissements suffisants. Depuis leur privatisation, leurs investissements cumulés ont diminué d’un cinquième, malgré la hausse de la quantité d’eaux usées à traiter en raison de la croissance démographique. Dans le même temps, les factures d’eau ont augmenté de 31 % en valeur réelle, tandis que les sociétés versaient un total de 72 milliards de livres sterling (83 milliards d’euros) de dividendes à leurs actionnaires.
La loi n'autorise ces entreprises à rejeter directement dans la nature les eaux non traitées qu'en cas de tempête mais la réglementation n'est pas respectée. Cette pratique, courante, a généré une forte pollution des cours d'eau d'Angleterre. En 2021, les sociétés privées des eaux ont effectué à 375 000 reprises des lâchers d’eaux sales dans les rivières. Seules 16 % des rivières et des rivages sont dans un « bon état » écologique au regard de la directive européenne cadre sur l’eau.

#### Zones naturelles protégées
En Angleterre et au pays de Galles, la désignation de parc national peut inclure des communautés humaines et des usages du sol importants et qui sont souvent partie intégrante du paysage. Il y a actuellement 13 parcs nationaux en Angleterre et au pays de Galles.

##### Réseau européen Natura 2000
Le réseau Natura 2000 rassemble des sites naturels ou semi-naturels de l'Union européenne ayant une grande valeur patrimoniale, par la faune et la flore exceptionnelles qu'ils contiennent.
En décembre 2018, le Royaume-Uni compte 934 sites, dont :
- 276 zones de protection spéciale (ZPS) pour les oiseaux sur une superficie de 37 597 km2 ;
- 660 zones spéciales de conservation (ZSC) (dont les pSIC, SIC) pour les habitats et les espèces sur une superficie de 134 921 km2.

La superficie totale est de 153 137 km2, ce qui représente 8,6 % de la surface terrestre et marine du territoire du Royaume-Uni.

### Répartition spatiale des hommes et des activités
| 1                     | Londres    | Londres                  | 8 673 713 | 11 | Leicester          | Midlands de l'Est       | 296 594 |
| 2                     | Birmingham | Midlands de l'Ouest      | 4 322 654 | 12 | Bradford           | Yorkshire-et-Humber     | 278.984 |
| 3                     | Manchester | Manchester               | 3 129 465 | 13 | Coventry           | Midlands de l'Ouest     | 267 775 |
| 4                     | Glasgow    | Glasgow                  | 1 621 980 | 14 | Kingston upon Hull | Yorkshire-et-Humber     | 265 615 |
| 5                     | Liverpool  | Angleterre du Nord-Ouest | 1 452 773 | 15 | Belfast            | Belfast                 | 258 659 |
| 6                     | Sheffield  | Sheffield                | 1 129 065 | 16 | Plymouth           | Angleterre du Sud-Ouest | 253 188 |
| 7                     | Leeds      | Yorkshire-et-Humber      | 886 580   | 17 | Stoke-on-Trent     | Midlands de l'Ouest     | 249 086 |
| 8                     | Bristol    | Angleterre du Sud-Ouest  | 567 850   | 18 | Derby              | Midlands de l'Est       | 247 530 |
| 9                     | Edinburgh  | Édimbourg                | 496 067   | 19 | Wolverhampton      | Midlands de l'Ouest     | 246 236 |
| 10                    | Cardiff    | Galles du Sud            | 316 793   | 20 | Nottingham         | Midlands de l'Est       | 240 373 |
| Estimations pour 2010 |            |                          |           |    |                    |                         |         |

## Histoire

### États antérieurs

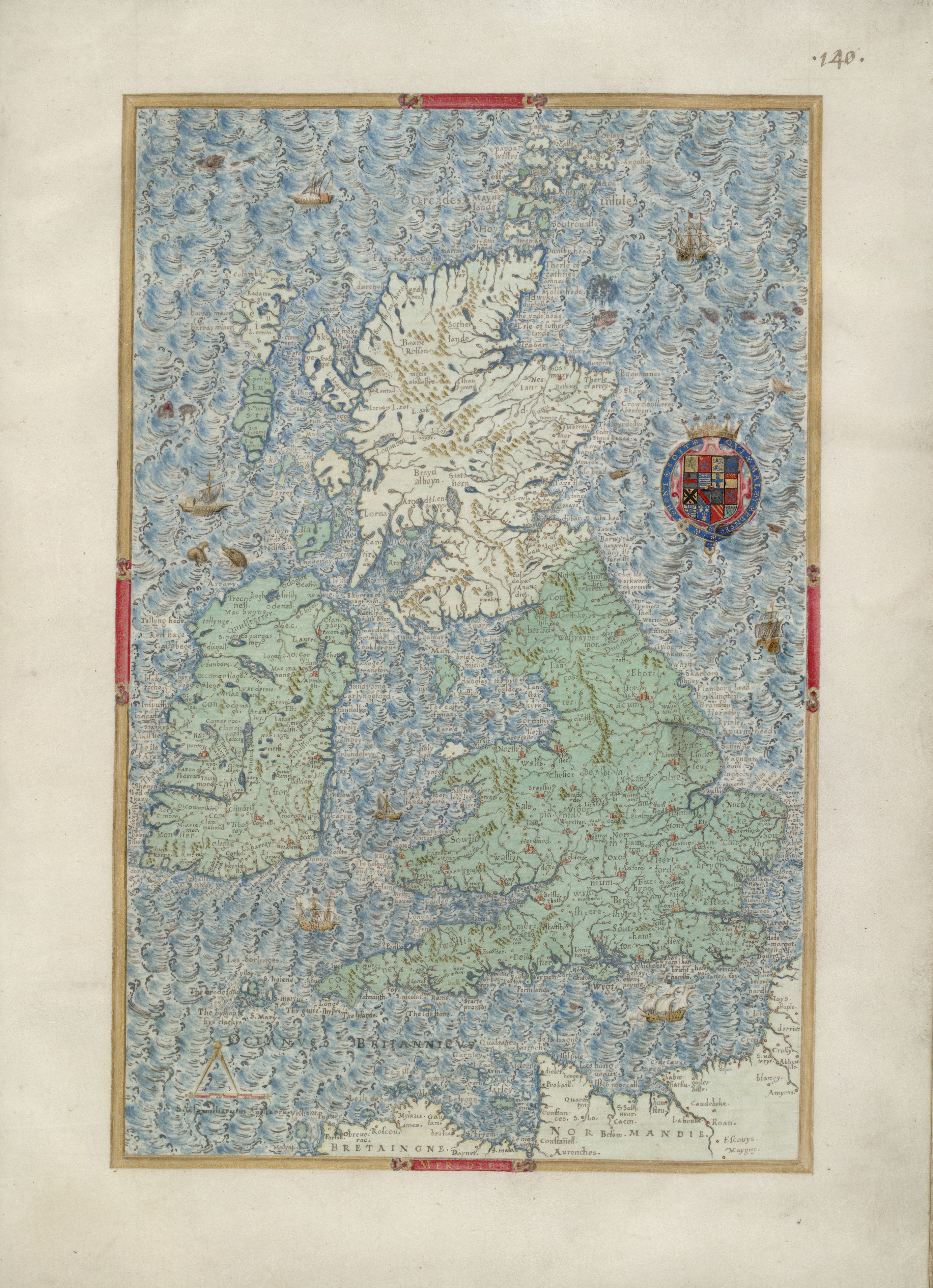
Carte des îles Britanniques pour la Heroica Eulogia de William Bowyer, 1567.

Le premier peuplement des îles Britanniques remonte à environ 30 000 ans av. J.-C. Les royaumes d'Angleterre et d'Écosse ont cohabité en tant que nations souveraines et indépendantes avec leurs propres monarques et structures politiques depuis le IXe siècle. La principauté de Galles est intégrée au royaume d'Angleterre en 1536, après son annexion à la suite du statut de Rhuddlan en 1284. L'Irlande, conquise à partir du XIIe siècle et l'invasion normande de l'Irlande. En 1541, Henri VIII d'Angleterre devient roi d'Irlande, formant le Royaume d'Irlande composé des possessions anglaises de l'île, qui est lentement tombée sous contrôle anglais entre l'invasion normande de l'Irlande et 1691.
Les rois d'Angleterre et d'Écosse avaient tenté d'établir un lien entre les deux royaumes par le mariage en 1474. Édouard IV d'Angleterre et Jacques III d'Écosse proposèrent d'unir les familles royales de this Nobill Isle, callit Gret Britanee (« cette noble île, appelée la Grande-Bretagne ») : le prince héritier d'Écosse (futur Jacques IV) épousera une princesse d'Angleterre, Cécile d'York,.
Henri VIII, roi d'Angleterre et d'Irlande, chercha à unifier les royaumes en mariant son héritier, le prince de Galles (futur Édouard VI d'Angleterre), à Marie Ire d'Écosse. Après la mort d'Henri VIII, le lord-protecteur Edward Seymour, 1er duc de Somerset poursuivit cette politique. Une proposition de 1548, selon le diplomate français Odet de Selve, concernait un royaume uni de Grande-Bretagne : « seront les deux peuples et les deux royaulmes unys et réduictz en ung empire quy sera dict et nommé tousjours l'empire de la Grande Bretaigne et le prince dominateur d'icelluy empereur de la Grande Bretaigne »,,. En fin de compte, ces tentatives ont été infructueuses, quoique la question de la succession à Henri VIII ait finalement abouti à l'union personnelle entre les trois royaumes après la mort de son fils Édouard VI et de ses filles Marie Ire d'Angleterre et Élisabeth Ire.

Le, conçu pour Jacques VI et Ier.

À partir de l'Union des Couronnes en 1603, les trois royaumes partagent également le même souverain, Jacques VI et Ier, mais Angleterre, Écosse et Irlande restent des États distincts. Le Union Flag (« drapeau de l'Union ») a été conçu pour combiner les drapeaux de l'Écosse et de l'Angleterre. La Maison Stuart, la dynastie royale écossaise, a donc hérité des royaumes anglais et irlandais (et la revendication anglaise du trône français) de la Maison Tudor.

Les ancêtres de Jacques – les Stuart et les Tudor – prétendaient qu'ils descendaient des anciens Britanniques (les Bretons insulaires). Les Tudor prétendaient descendre du mythique premier Britannique, l'éponyme Brutus de Troye par l'intermédiaire de leurs ancêtres gallois. Les Stuart prétendaient dériver les mêmes Bretons de l'Antiquité, par leur descendance de Fleance (en), fils de Banquo. Alors que Jacques voyageait vers le sud pour prendre possession de son nouveau royaume, l'ambassadeur vénitien Giovanni Carlo Scaramelli (en) rapporta que son intention était de faire revivre la légendaire monarchie britannique, une royauté autrefois détenue par le roi Arthur, réunifiant l'île en un seul royaume uni,. Le 20 octobre 1604, le roi publia une proclamation, changeant son titre en King of Great Britain (« Roi de Grande-Bretagne »),,.

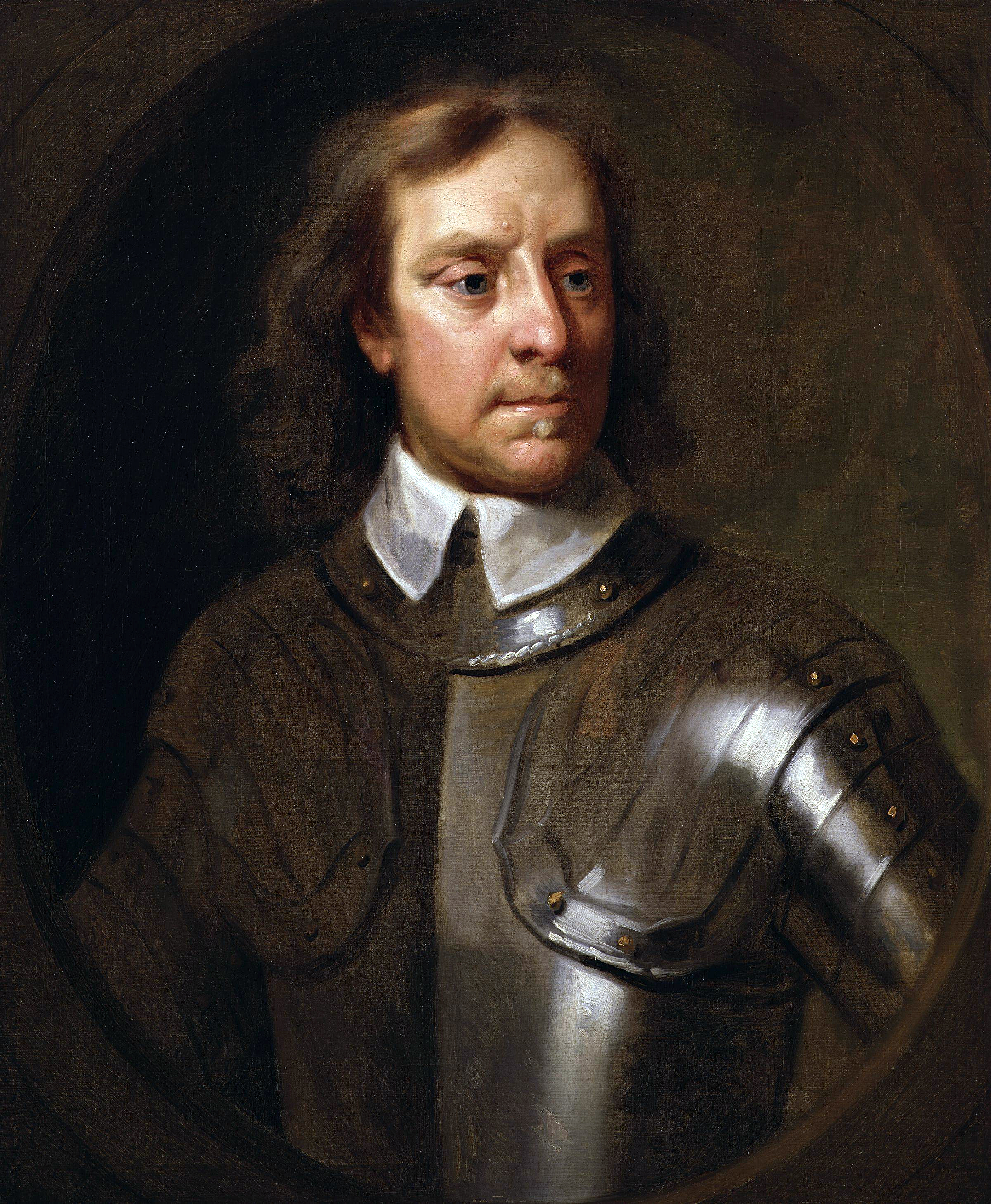
Oliver Cromwell, pendant la période de l'Interrègne anglais, a été à la tête du seul régime républicain anglais de toute l'histoire.

Après une série de guerres, Charles Ier d'Angleterre, d'Écosse, et d'Irlande fut exécuté au palais de Whitehall. Durant les guerres des Trois Royaumes et l'Interrègne, l'état républicain en Angleterre, le Commonwealth d'Angleterre, annexe l'Écosse. (La perpétuation du contrôle anglais en Irlande n'a pas été altérée.) Le Commonwealth d'Angleterre, d'Écosse et d'Irlande a finalement été créé sous le régime d'Oliver Cromwell. La situation précédente est restaurée avec la royauté Stuart en 1660.
La maison des Stuart fut de nouveau déposée et exilée en 1688 à la suite de la tyrannie de Charles II. Cette Glorieuse Révolution a remplacé la lignée Stuart catholique par les protestants Guillaume III et Marie II. La révolution a établi la Déclaration des droits (en anglais : Bill of Rights), assurant le gouvernement parlementaire et constitutionnel en Angleterre. Le contenu de la Déclaration a été influencé par la philosophie de John Locke, et la Déclaration reste l'un des documents constitutionnels majeurs du Royaume-Uni.

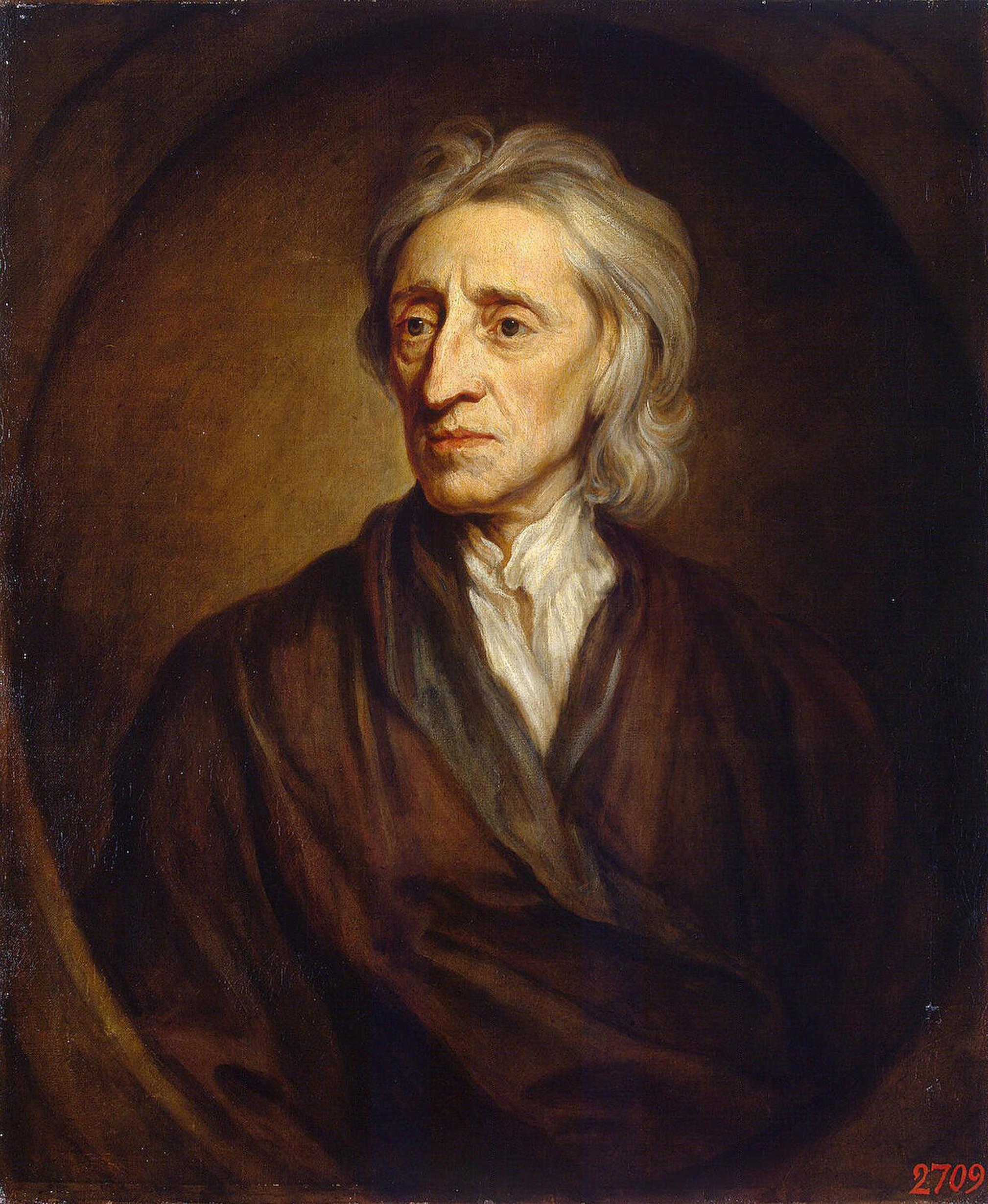
Le philosophe anglais John Locke.

L'Acte d'Établissement promulgué par le Parlement d'Angleterre a rendu illégale une succession catholique au trône d'Angleterre. L'Acte d'Établissement a assuré que la Maison de Hanovre hériterait après la mort d'Anne. Le manque d'enfants de la reine Anne menaçait donc une divergence des monarchies anglaise et écossaise et la fin de l'Union des couronnes si les héritiers catholiques d'Anne étaient autorisés à hériter de son domaine écossais. Les efforts pour unifier les deux royaumes se sont intensifiés à la fin de la vie de Guillaume III et pendant le règne d'Anne, mais ces efforts politiques ont échoué, car le Parlement d'Écosse a demandé le pouvoir de nommer lui-même le successeur d'Anne tandis que le Parlement d'Angleterre a cherché à forcer son équivalent écossais à accepter l'Acte d'Établissement et assurer une succession protestante commune.
La Révolution financière britannique et le développement d'une presse indépendante et de très nombreuses sociétés par actions renforcent l'économie anglaise, tandis que l'effondrement de la Compagnie du Darién du financier écossais William Paterson engloutit les économies des Écossais et suscite une grave crise financière.

### Naissance d'une Union

#### Première union
Celle-ci débouche sur les Actes d'Union (1707), à travers lesquels l'Angleterre (incluant le pays de Galles) et l'Écosse deviennent une union politique sous la forme du Royaume-Uni de Grande-Bretagne (également connu à ses débuts comme le Royaume-Uni). Le nouveau royaume avait une monarchie unique avec une maison royale définitivement protestante. Il avait une seule législature, le Parlement de Grande-Bretagne au palais de Westminster. Le Union Flag (« drapeau de l'Union ») est devenu son drapeau.

#### Deuxième Union
L'Acte d'Union de 1800 a unifié le Royaume-Uni de Grande-Bretagne et le Royaume d'Irlande, pour former le Royaume-Uni de Grande-Bretagne et d'Irlande en 1801.

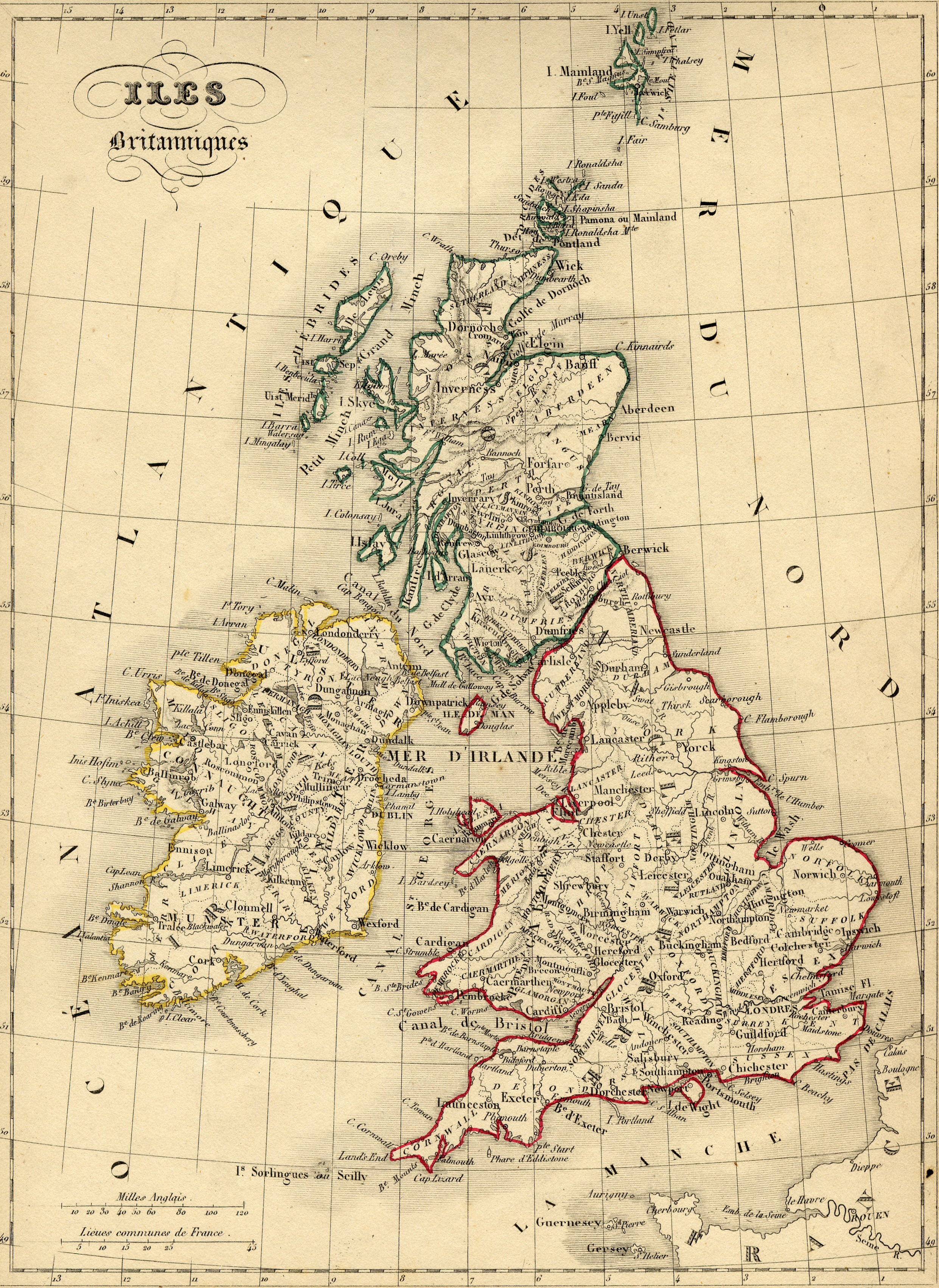
Le Royaume-Uni de Grande-Bretagne et d'Irlande, en 1843.

### Empire britannique
Le Royaume-Uni a joué un rôle important durant le siècle des Lumières, avec une présence forte en philosophie et en sciences ainsi qu'une grande influence dans la tradition théâtrale et littéraire. Tout au long du siècle qui suivit, le royaume a pris une part importante dans le développement des idées occidentales de démocratie parlementaire, avec une remarquable contribution en littérature, en arts et en sciences[réf. souhaitée]. La richesse de l'Empire britannique, comme celle des autres grandes puissances, fut aussi en partie générée par l'exploitation coloniale dont l'industrialisation, après 1750, du commerce des esclaves, avec la flotte britannique du XVIIIe siècle, la plus importante à l'époque. Cependant au début du XIXe siècle, la Grande-Bretagne a voté le Slave Trade Act en 1807 et est devenue la première entité politique à avoir aboli durablement le commerce d'esclaves.

La révolution industrielle débuta en Grande-Bretagne vers 1780 et en 1825, pour la première fois dans l'Histoire, la valeur ajoutée industrielle d'un pays dépasse celle de son agriculture. Jusqu'au milieu XIXe siècle, l'économie britannique se développe dans un cadre fortement protectionniste. En 1846, les lois sur le blé sont abrogées. D'après l'historien de l'économie Charles Kindleberger, l'abrogation de ces lois était motivée par un « impérialisme libre-échangiste » destiné à « stopper les progrès de l'industrialisation du continent en y élargissant le marché des produits agricoles et des matières premières ». C'est aussi argumentation soutenue à l'époque les principaux porte-parole de l'Anti-Corn Law League. Pour l'économiste allemand Friedrich List, « les prêches britanniques en faveur du libre-échange faisaient penser à celui qui, parvenu au sommet d'un édifice, renvoie l'échelle à terre d'un coup de pied afin d'empêcher les autres de le rejoindre ». 

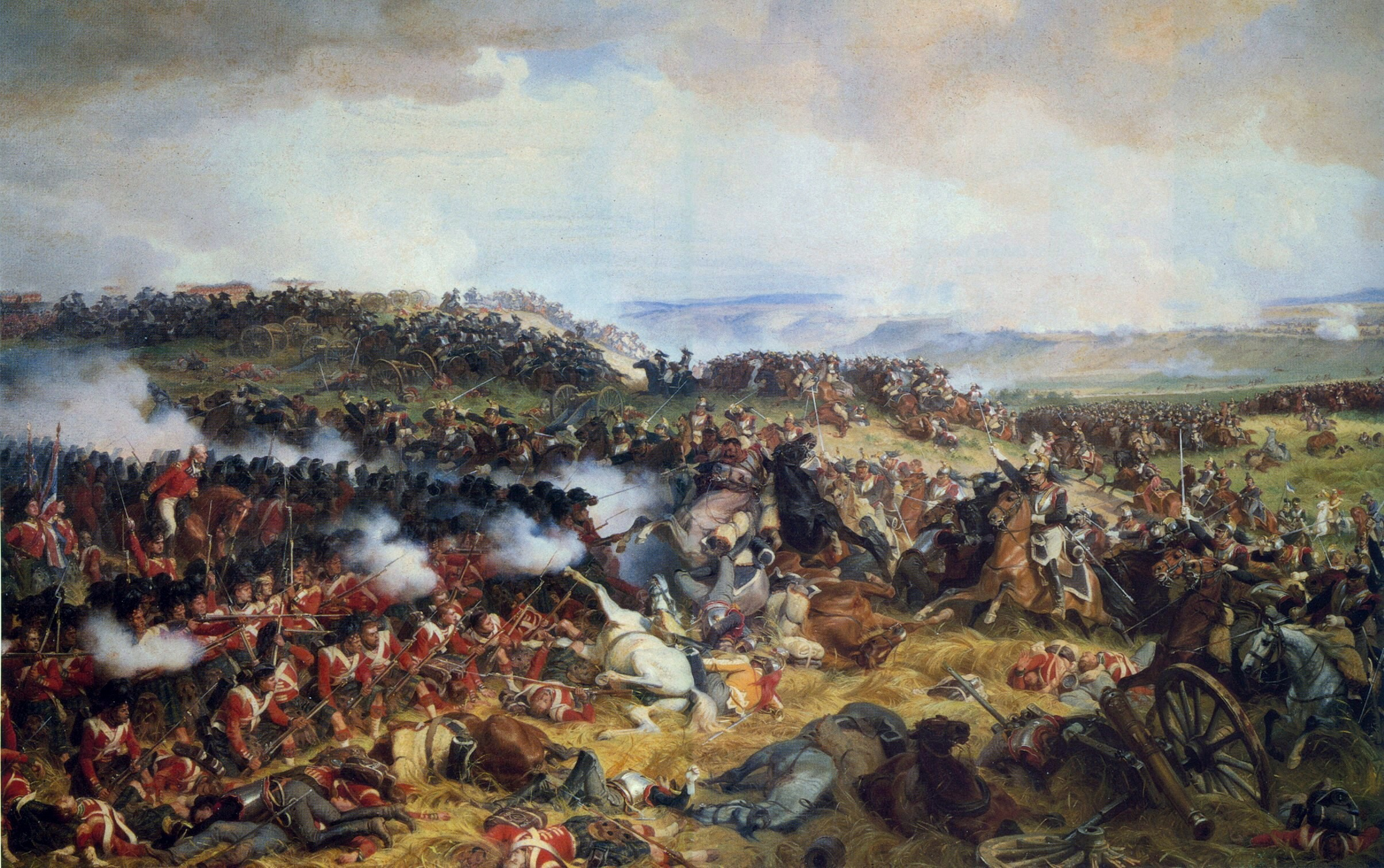
Bataille de Waterloo: les Highlanders en carré résistent aux charges des cuirassiers français.

Après la défaite de la France lors des guerres napoléoniennes, la Grande-Bretagne devint la première puissance mondiale du XIXe siècle. L'Angleterre est la première au monde dans la banque, la sidérurgie, le textile et les chantiers navals. La très forte expansion boursière des années 1840, appelée « railway mania », lui donne la moitié des 9 500 kilomètres de rail européen dès 1845. Ce succès l'amène à exporter la technologie ferroviaire sur les cinq continents. C'est aussi la première nation à vivre un essor rapide de la monnaie de papier grâce à son système bancaire.

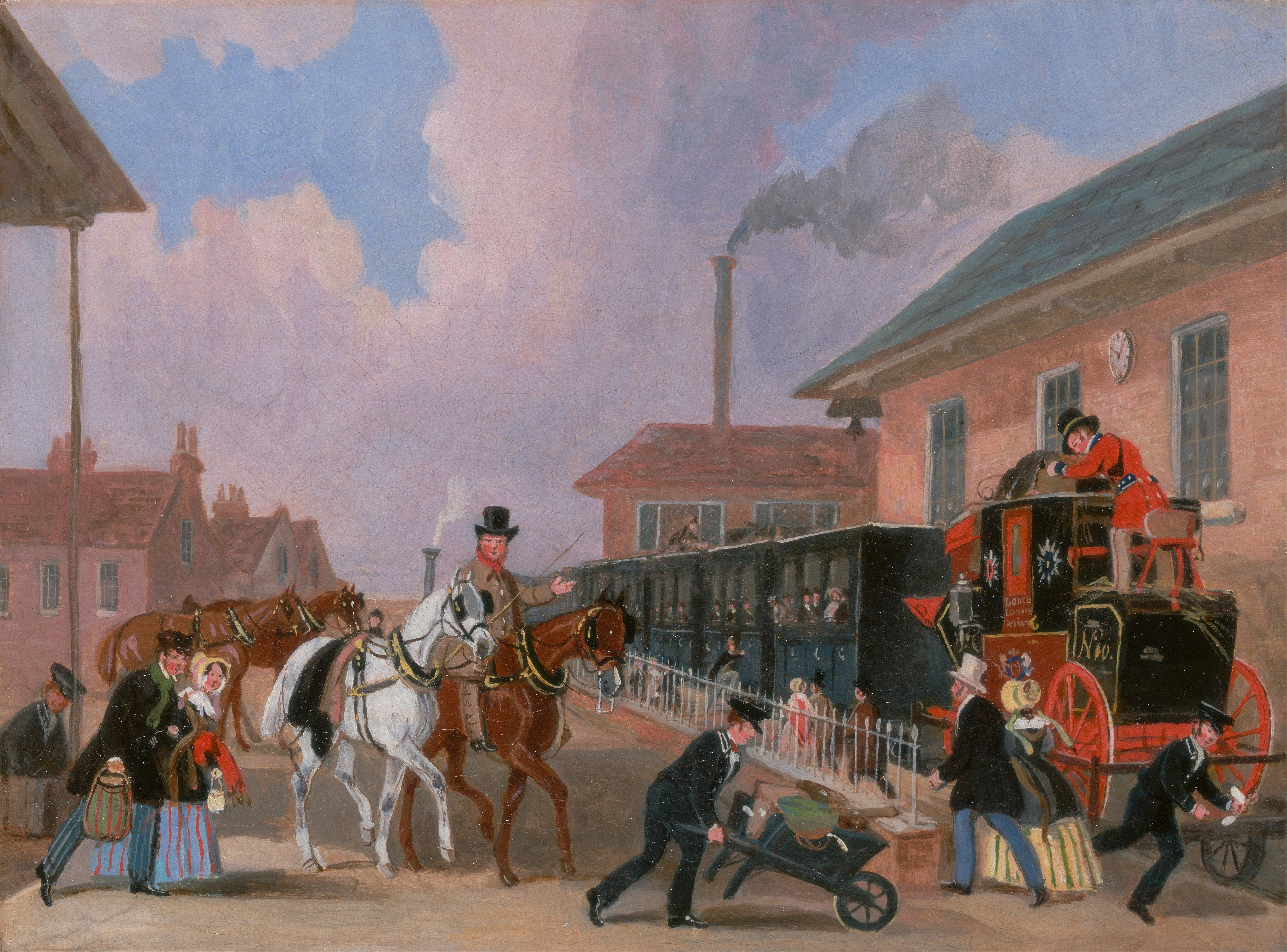
L'époque victorienne.

À son apogée, l'Empire britannique, incluant le Royaume-Uni et toutes les entités dont il est légalement séparé, mais qu'il contrôle, s'étendait sur un tiers des terres émergées et englobait un tiers de la population mondiale. L'Empire britannique fut donc le plus grand et le plus peuplé que l'histoire ait connu. On l'appelait communément l'« empire sur lequel le Soleil ne se couche jamais » (The empire on which the sun never sets) ; en effet, on dit qu'il y avait toujours une partie de l'empire où il faisait jour.

Au XIXe siècle et plus particulièrement dans la période comprise en 1763 et 1918, le Royaume-Uni est la première puissance économique et politique dans le monde et cela grâce à sont industrie (la plus prospère dans le monde) et sont immense empire colonial (le plus vaste de l'histoire).

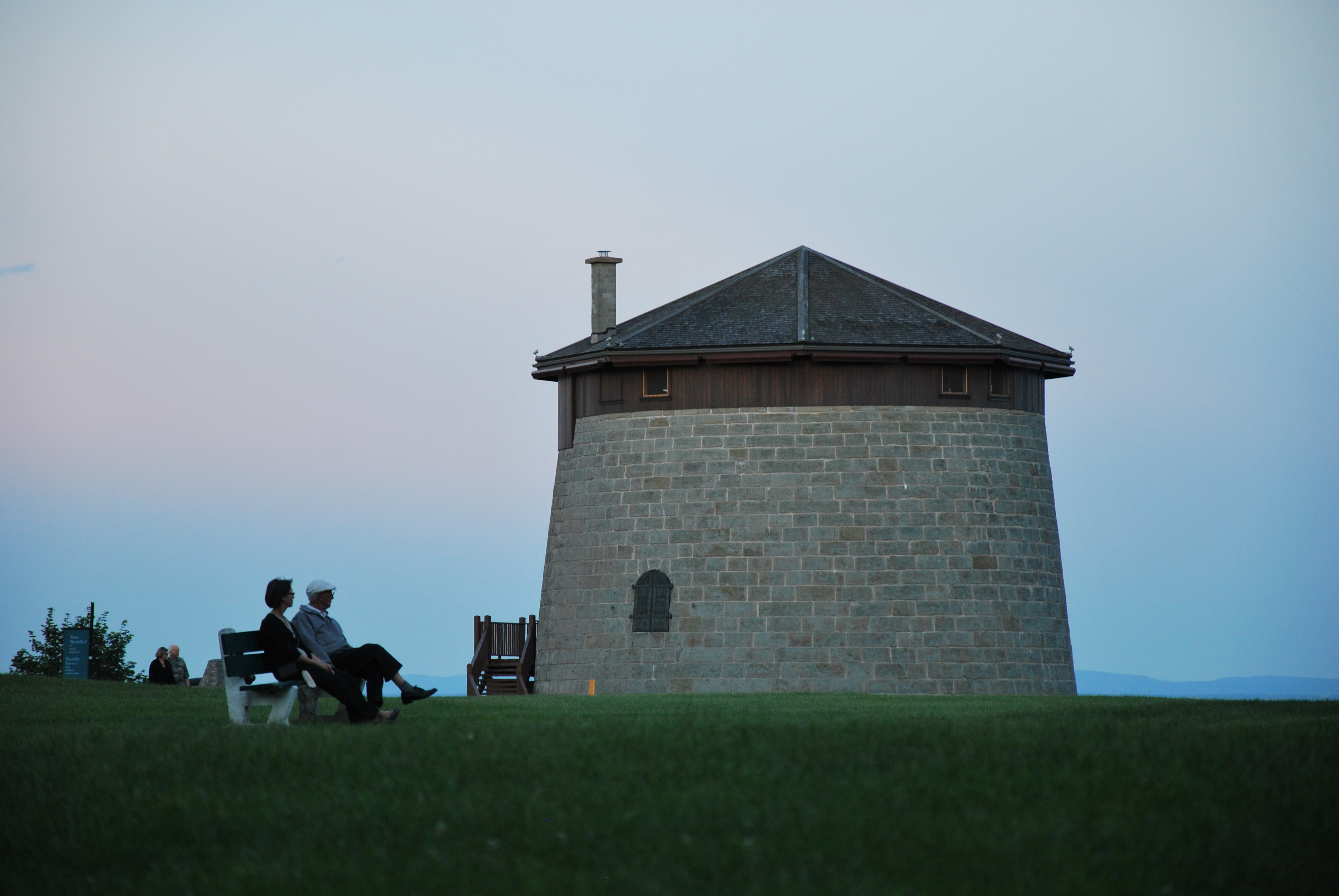
Les tours Martello de Québec.

Un des symboles marquant de la suprématie anglaise durant cette période est l'érection un peu partout sur le globe de petites forteresses défensives appelées les tours Martello. On pouvait ainsi apercevoir ces ouvrages défensifs notamment sur la côte sud et est de l'Angleterre, de l'Irlande, de Jersey et de Guernesey. De plus, on pouvait également en retrouver en Afrique du Sud, en Australie et au Canada.

Sur tout le XIXe siècle, le pays a joué un rôle prédominant dans le développement de la démocratie parlementaire, en partie par l'émergence d'un système à multiples partis politiques et une expansion du suffrage universel. Le développement des arts et des sciences, avec des personnalités comme Isaac Newton, montre également le rôle moteur du Royaume-Uni dans la construction du patrimoine culturel et scientifique du XVIIIe siècle. À la fin de l'époque victorienne, le Royaume-Uni a perdu énormément de son monopole industriel. 

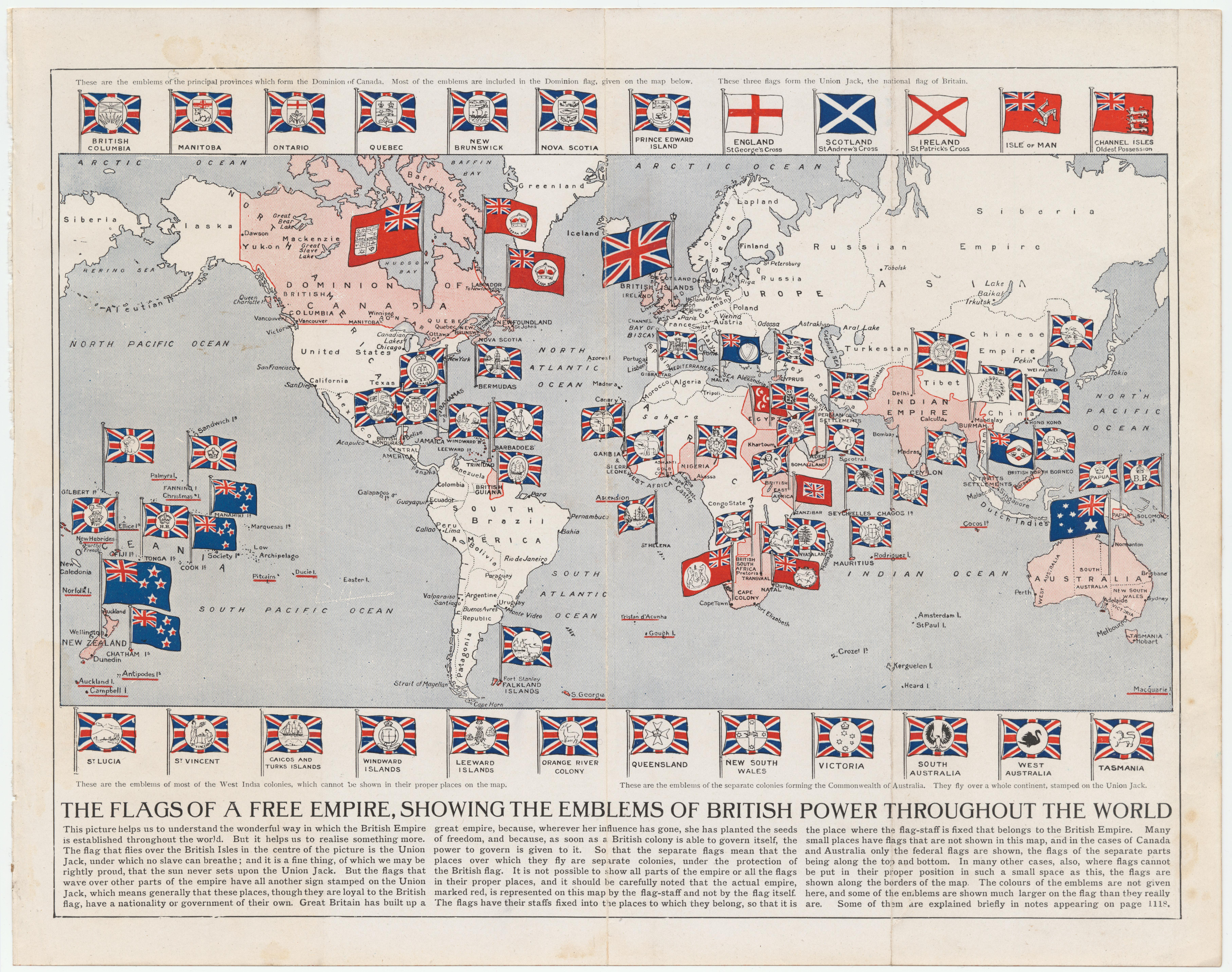
L'Empire britannique en 1910.

La Première Guerre mondiale remet en cause cette domination, au profit des États-Unis, qui ont surpassé le pays en production et en commerce industriel après l'avoir rattrapé au tournant des années 1890, tout comme l'Empire allemand. Le pays resta quand même une superpuissance prépondérante et son empire atteignit sa superficie maximale en 1921.
L'indépendance de l'État libre d'Irlande en 1922 a suivi la séparation de l'île d'Irlande deux ans auparavant avec six des neuf comtés de la province d'Ulster restant attachés au Royaume-Uni, ce qui mène donc en 1927 au nom officiel actuel de « Royaume-Uni de Grande-Bretagne et d'Irlande du Nord ». Le Royaume-Uni est donc une union de quatre nations (Angleterre, Écosse, pays de Galles et Irlande du Nord).
Dès 1925, le Royaume-Uni annonce son retour à l'étalon-or, la livre étant passée à l'automne 1923 de 76 à 91 francs en dix semaines. Cette décision de Winston Churchill, prise sous l'influence d'une « City » qui veut rester première place financière mondiale, est fustigée par l'économiste John Maynard Keynes, car reposant sur la parité d'une livre pour 4,86 dollars, qui pénalise l'industrie britannique. L'indice de la production manufacturière n'atteint que 106 en 1928 en Grande-Bretagne, sur une base 100 en 1913, contre 118 en Allemagne et 139 en France.
Les Britanniques sont ainsi les perdants de la forte expansion des années 1920.
| Pays        | Hausse de la production manufacturière entre 1913 et 1928 |
| ----------- | --------------------------------------------------------- |
| Royaume-Uni | 6 %                                                       |
| Allemagne   | 18 %                                                      |
| France      | 40 %                                                      |

### Trois phases de l'après-guerre: travaillisme, thatchérisme et blairisme

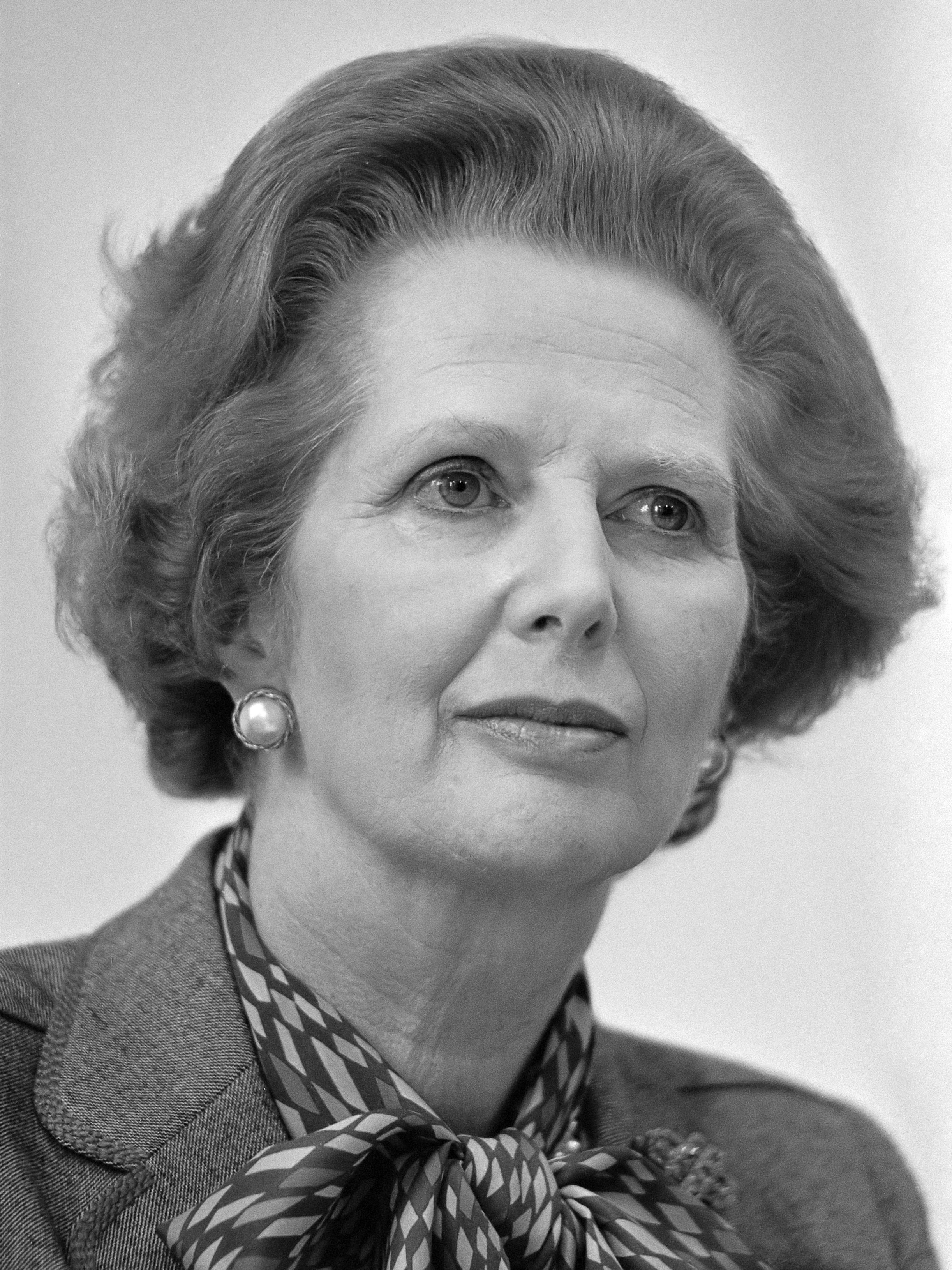
Margaret Thatcher première femme à la tête du Royaume (1979-1990).

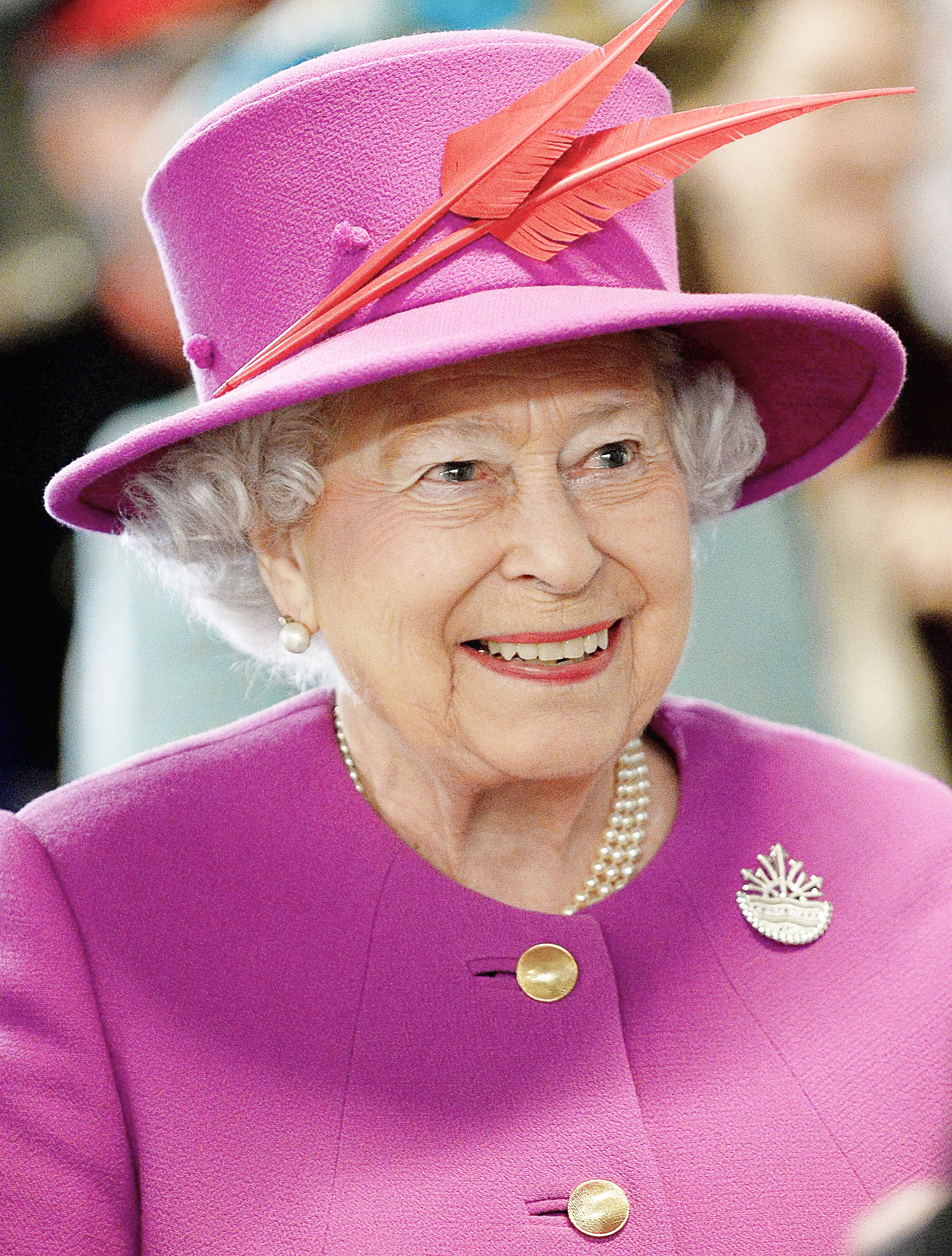
Élisabeth II (1926-2022), reine du Royaume-Uni de 1952 à 2022.

Après la Seconde Guerre mondiale, le travailliste Clement Attlee est porté au pouvoir par le raz-de-marée électoral de 1945. Au programme, nationalisations des services et création d'un État-providence, avec le Service national de santé britannique (National Health Service, NHS). À la fin des années 1950, durant la décolonisation, le Royaume-Uni perd son statut de superpuissance. Puis Edward Heath (1970-1974) doit affronter la question de l'Irlande du Nord. Dans les années 1970, les travaillistes veulent renégocier les termes de l'entrée dans la Communauté économique européenne (CEE) et doivent limiter les hausses de salaires à moins de 5 % alors que l'inflation dépasse 10 %, provoquant les grèves dures de l'Hiver du Mécontentement.
L'objectif majeur de Margaret Thatcher (1979-1990) est de libérer les énergies individuelles. Elle élève les taux d'intérêt, privilégie l'impôt indirect à l'impôt sur le revenu, élève la TVA à 15 %, et réussit à casser une inflation endémique et la puissance des syndicats lors de la longue Grève des mineurs britanniques de 1984-1985. Le système de retraite au Royaume-Uni est réformé en profondeur en 1986. En dix ans, le PIB a augmenté de 20 % et la productivité industrielle de moitié. Les privatisations s'accompagnent d'une forte désindustrialisation : baisse de 30 % de la main-d'œuvre industrielle et fermeture de 55 000 entreprises de 1979 à 1984.
La fin des années 1990 voit l'avènement du travailliste Tony Blair (1997-2007), proche de la City, et qui voit d'abord dans l'Europe un grand marché, soutenant les candidatures de presque tous les pays d'Europe de l'Est et la guerre d'Irak malgré une opinion publique britannique plutôt défavorable. Il démissionne en 2007, pour laisser la place à son ministre des finances Gordon Brown, lui-même battu aux élections de 2010 par le conservateur David Cameron. Sous le ministère de ce dernier se tient un référendum sur l'indépendance de l'Écosse le 18 septembre 2014.
En mai 2025, le Royaume-Uni signe un accord formel sur le transfert de souveraineté des îles Chagos à l'île Maurice. Aux termes de l'accord, l'atoll stratégique de Diego Garcia et sa zone tampon de 38 kilomètres sont immédiatement rétrocédés au Royaume-Uni. Cet accord permet la poursuite de l'exploitation de la base conjointe anglo-américaine sur l'île pendant les 99 prochaines années, avec une prolongation de 40 ans et un droit de préemption ultérieur. L'île Maurice recevra du Royaume-Uni un loyer annuel de 165 millions de livres sterling pendant les trois premières années, puis de 120 millions de livres sterling par an pendant les dix années suivantes. Par la suite, ce paiement annuel de 120 millions de livres sterling sera indexé sur l'inflation.

## Politique et administration

### Gouvernement

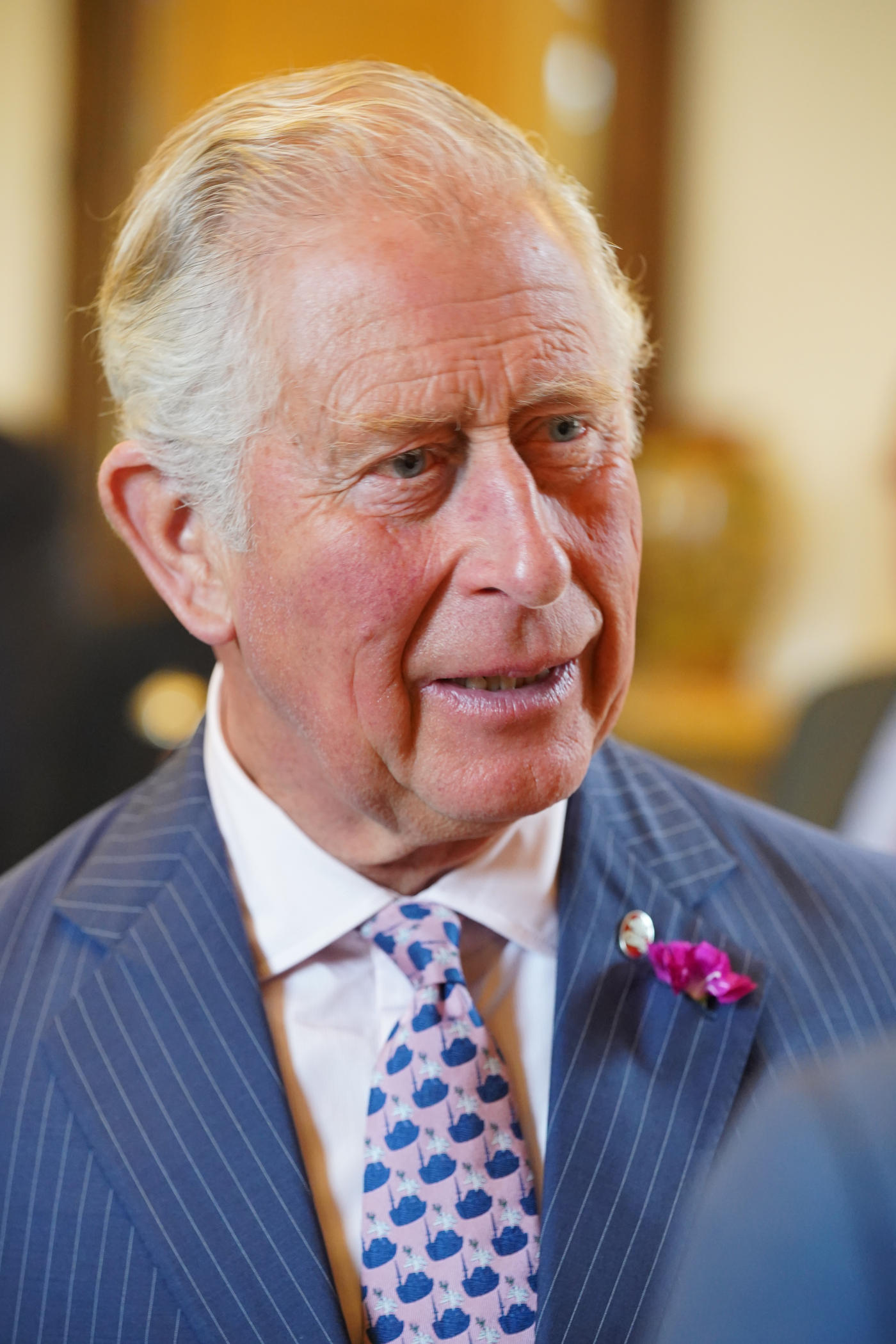
Charles III (roi du Royaume-Uni), souverain du Royaume-Uni.

Le Royaume-Uni est, comme son nom l'indique, un royaume, mais le pouvoir du monarque britannique (actuellement le roi Charles III) est limité : celui-ci règne, mais ne gouverne pas,. Le souverain possède par contre certains pouvoirs spécifiques qui encadrent cette capacité à régner comme celui de tenir une audience avec le Premier ministre. Ainsi on peut interpréter la capacité juridique du souverain britannique comme un droit d'être consulté, un droit d'encourager et un droit de mettre en garde.
Le Royaume ne possède pas de constitution écrite codifiée,. Des conventions constitutionnelles et divers éléments issus de coutumes et de la common law (droit coutumier) mises en place depuis l'époque de l'Angleterre anglo-saxonne, ainsi que certaines lois, forment un ensemble que l'on désigne souvent sous la dénomination de loi constitutionnelle britannique ou constitution du Royaume-Uni.

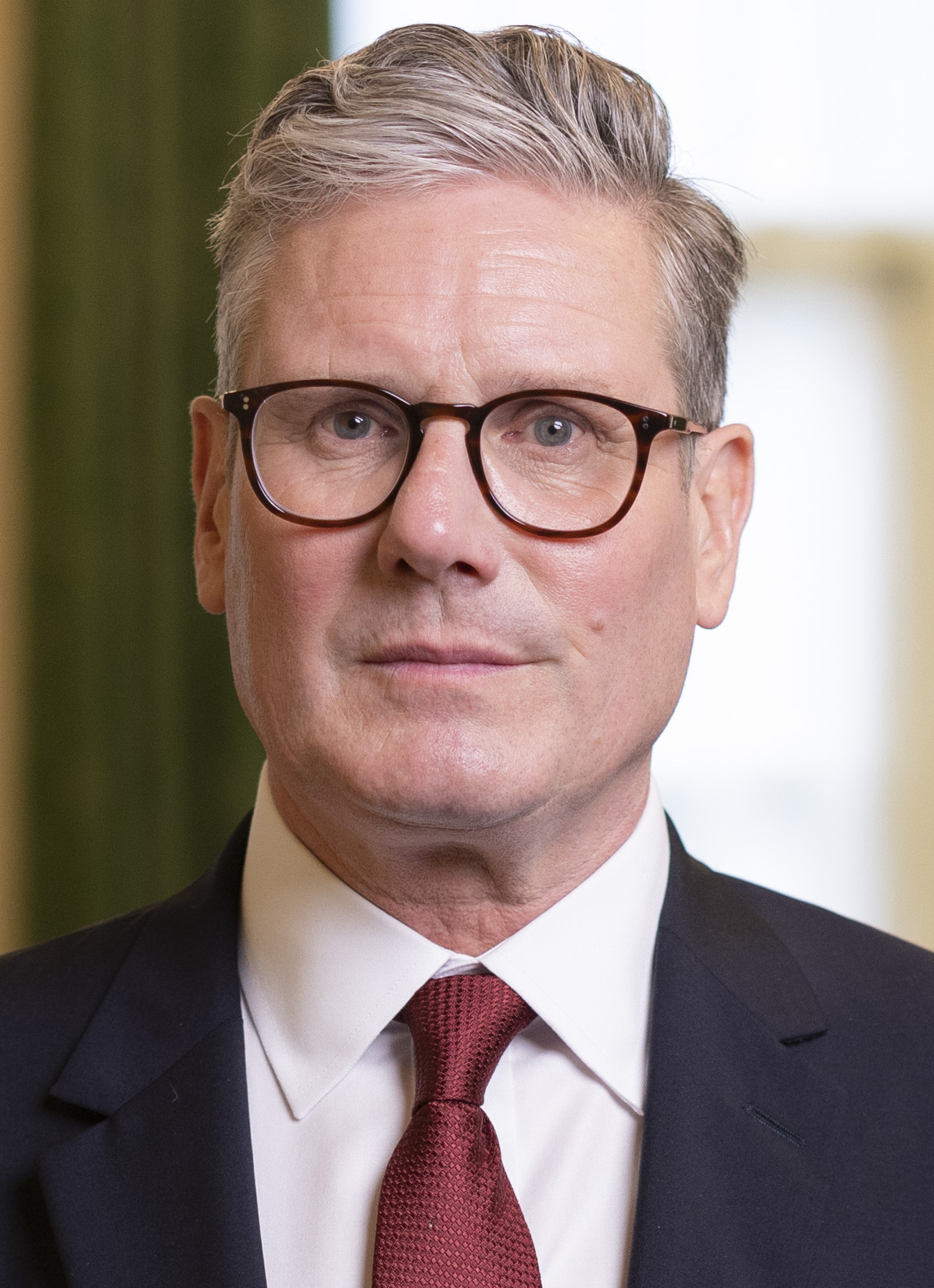
Keir Starmer, Premier ministre depuis le 5 juillet 2024.

Le pouvoir exécutif de cette monarchie parlementaire est exercé, au nom du monarque, par le Premier ministre (actuellement Keir Starmer), et les autres ministres du cabinet. Le cabinet est « le gouvernement de Sa Majesté », mais ses ministres sont responsables devant le Parlement, qui peut le renverser à tout moment. Le gouvernement peut également être renversé à l'issue d'élections législatives.
Le Premier ministre est nommé par le souverain ; il n'est pas directement élu. Néanmoins lorsqu'un parti dispose d'une majorité absolue des sièges à la Chambre des communes, le monarque doit nommer au poste de Premier ministre le chef de ce parti. Et en cas de Parlement minoritaire, ce sont des ministres (senior ministers) qui conseillent le monarque pour choisir un Premier ministre ; ne peut être nommée qu'une personne qui disposera de la confiance d'une majorité des députés.
Le gouvernement britannique est généralement constitué de dix-sept à vingt-trois ministres (actuellement vingt-deux) qui forment, autour du Premier ministre, le cabinet ministériel, à ne pas confondre avec le ministère, qui est la réunion d'une centaine de personnes : les ministres, les secrétaires d'État, les sous-secrétaires d'État et les secrétaires parlementaires privés. Par ailleurs, un phénomène s'accroît de plus en plus en Grande-Bretagne: la solidarité ministérielle. C'est-à-dire que si le Premier ministre engage la responsabilité ministérielle remise en cause par le Parlement, il n'est pas le seul à tomber, ses ministres tombent également.
Aussi, le gouvernement prend part à la procédure législative. En effet, la Chambre des communes est disposée de telle sorte que le gouvernement fait face, avec sa majorité, à l'opposition. Le gouvernement peut aussi proposer des textes qui seront débattus et votés par la chambre.
Il n'existe pas de loi de séparation entre l'Église et l'État au Royaume-Uni : le monarque est également le chef de l'Église anglicane. Selon l'acte d'Établissement de 1701 toujours en vigueur, les catholiques ne peuvent pas accéder au trône ; rien ne leur interdit toutefois de gouverner le Royaume-Uni en tant que Premier ministre.
Transparency International (TNI) place en 2018 le Royaume-Uni au 11e rang sur 180 pays pris en compte dans son classement selon d'indice de perception de corruption, signifiant un niveau de corruption très peu élevé.

### Systèmes juridiques

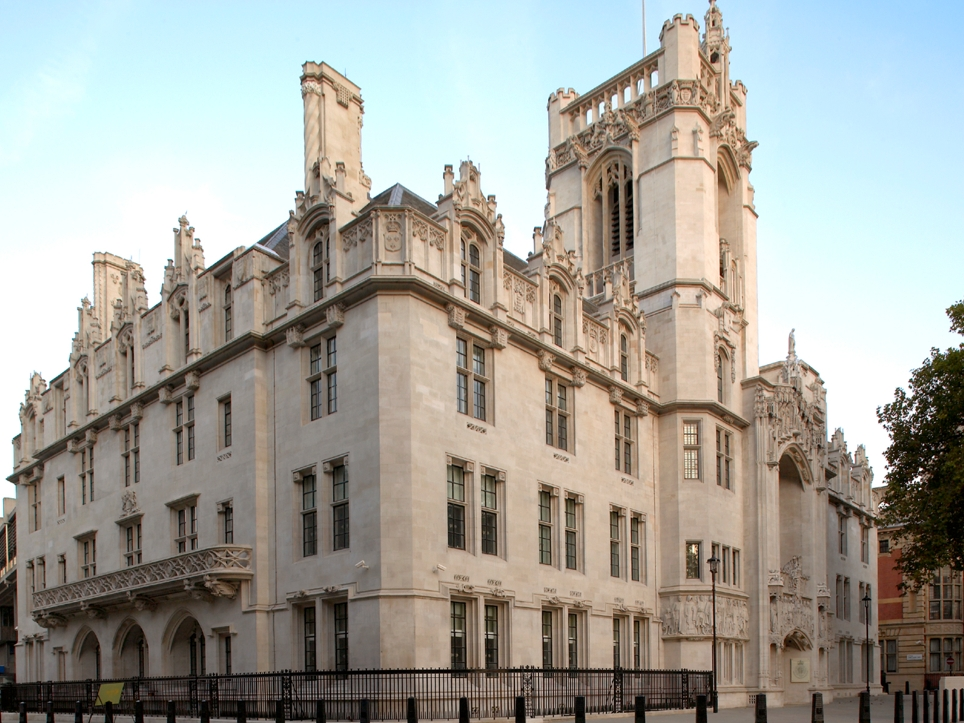
Le Middlesex Guildhall, siège de la Cour suprême et du Comité judiciaire du Conseil privé.

Le Royaume-Uni a trois systèmes de loi distincts : le droit anglais (English law), qui s'applique à l'Angleterre et pays de Galles, et le droit nord-irlandais (Northern Ireland law) sont basés sur les principes de common law. Le droit écossais (Scots law) est un système hybride basé sur les principes de droit civil. Les actes d'Union de 1707 garantit le système des lois séparées pour l'Écosse.
La Chambre des lords était la plus haute cour pour les cas criminels et civils d'Angleterre, du pays de Galles et d'Irlande du Nord et pour les cas civils seulement en Écosse. Des récents changements de la constitution ont transféré en 2009 les pouvoirs de la Chambre des lords à la nouvelle Cour suprême du Royaume-Uni.

### Défense

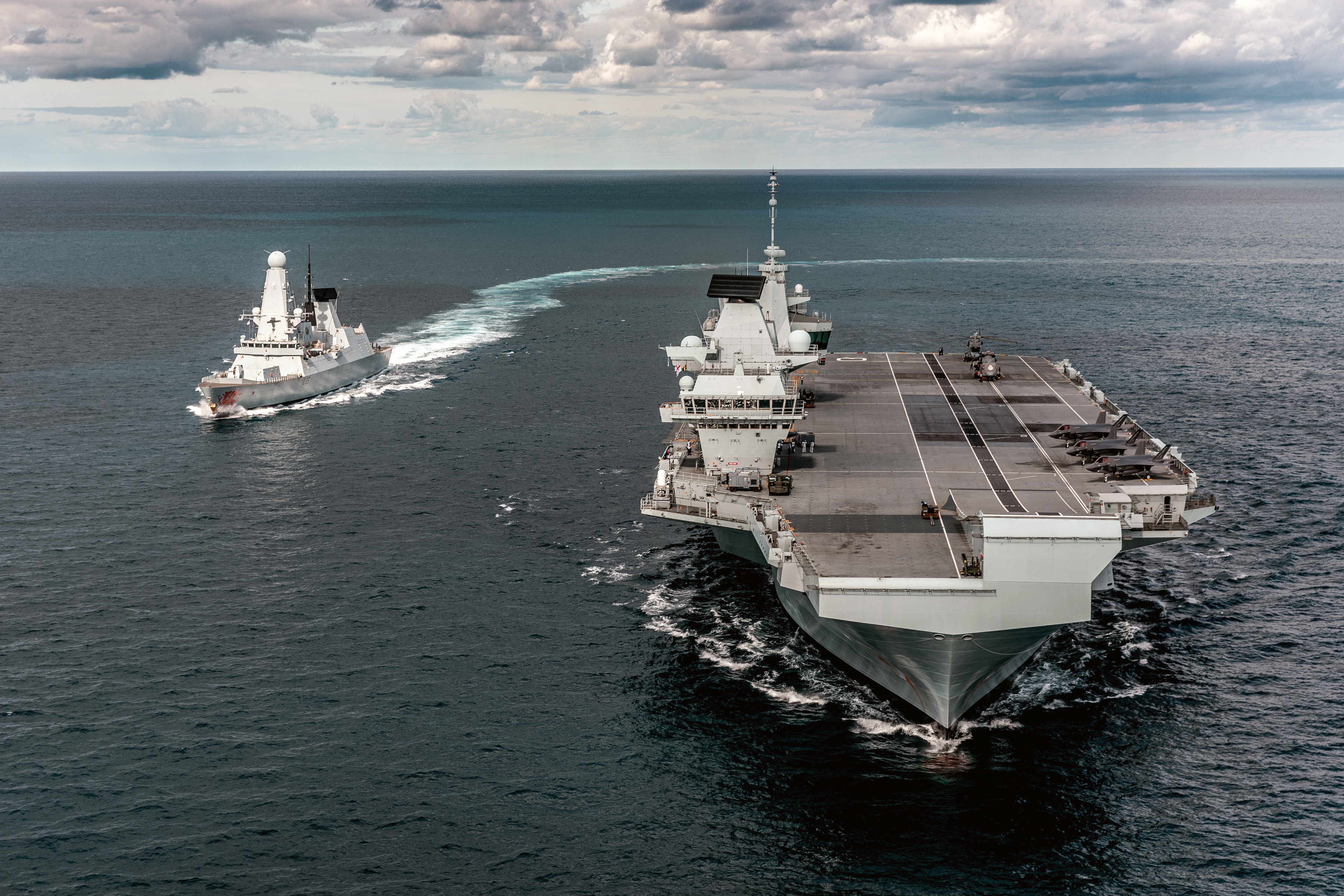
et, navires de la Royal Navy. Le Queen Elizabeth est un porte-avions, emportant des avions de chasse Lockheed Martin F-35 Lightning II. Le Dragon est un destroyer Type 45.

Le Royaume-Uni est une puissance nucléaire reconnue, avec le sixième budget de la défense le plus élevé.

### Subdivisions
Le Royaume-Uni est divisé en quatre parties, souvent appelé home nations (nations d'origine) ou nations constitutives. Chaque nation est, quant à elle, divisée par les gouvernements locaux. Excepté l'Angleterre, chaque pays constitutif dispose d'un Parlement local via la dévolution des pouvoirs,. Le roi nomme un lieutenant-lord en tant que représentant personnel de différentes zones spécifiques à travers le royaume.
| Nation          | Capitale  | Population (2019) | Superficie  |
| --------------- | --------- | ----------------- | ----------- |
| Angleterre      | Londres   | 56 286 961        | 130 395 km2 |
| Écosse          | Édimbourg | 5 463 300         | 78 782 km2  |
| Pays de Galles  | Cardiff   | 3 139 000         | 20 779 km2  |
| Irlande du Nord | Belfast   | 1 900 000         | 13 843 km2  |

Subdivisions du Royaume-Uni
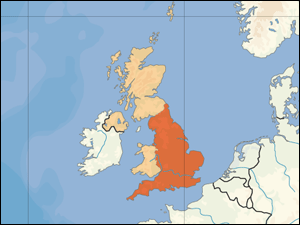
Angleterre.
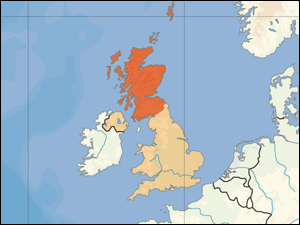
Écosse.
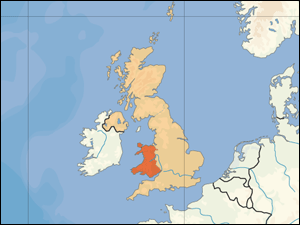
Pays de Galles.
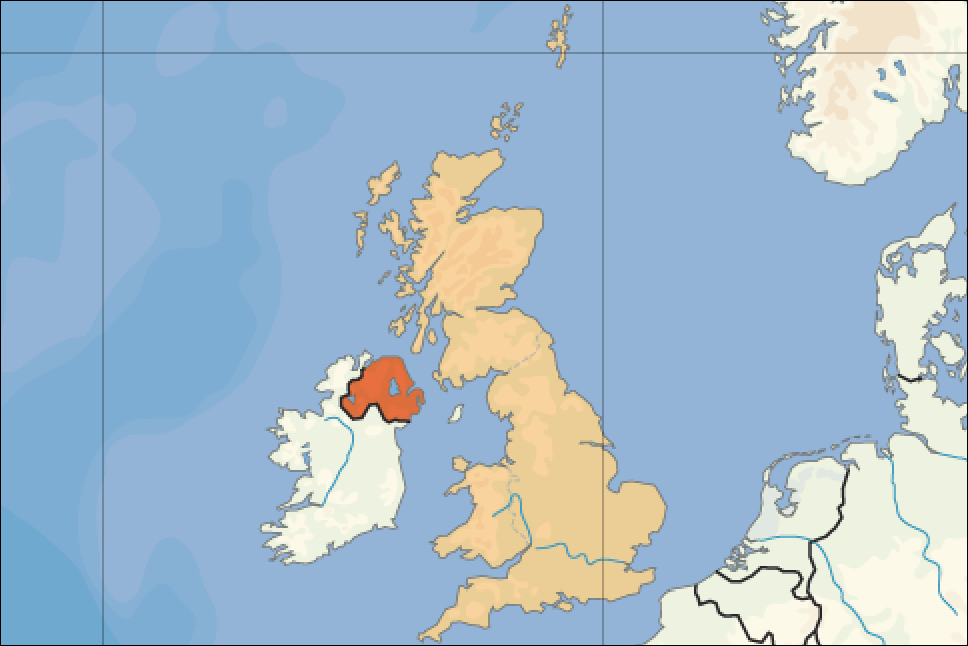
Irlande du Nord.

Note : les territoires d'outre-mer sont sous la souveraineté et le contrôle formel du Royaume-Uni, mais ne sont pas une partie du Royaume proprement dit.
L'Île de Man, les bailliages de Jersey et de Guernesey (auquel est rattachée la seigneurie de Sercq) ne font pas partie du Royaume-Uni ; ce sont des dépendances de la Couronne britannique.

### Territoires britanniques d'outre-mer

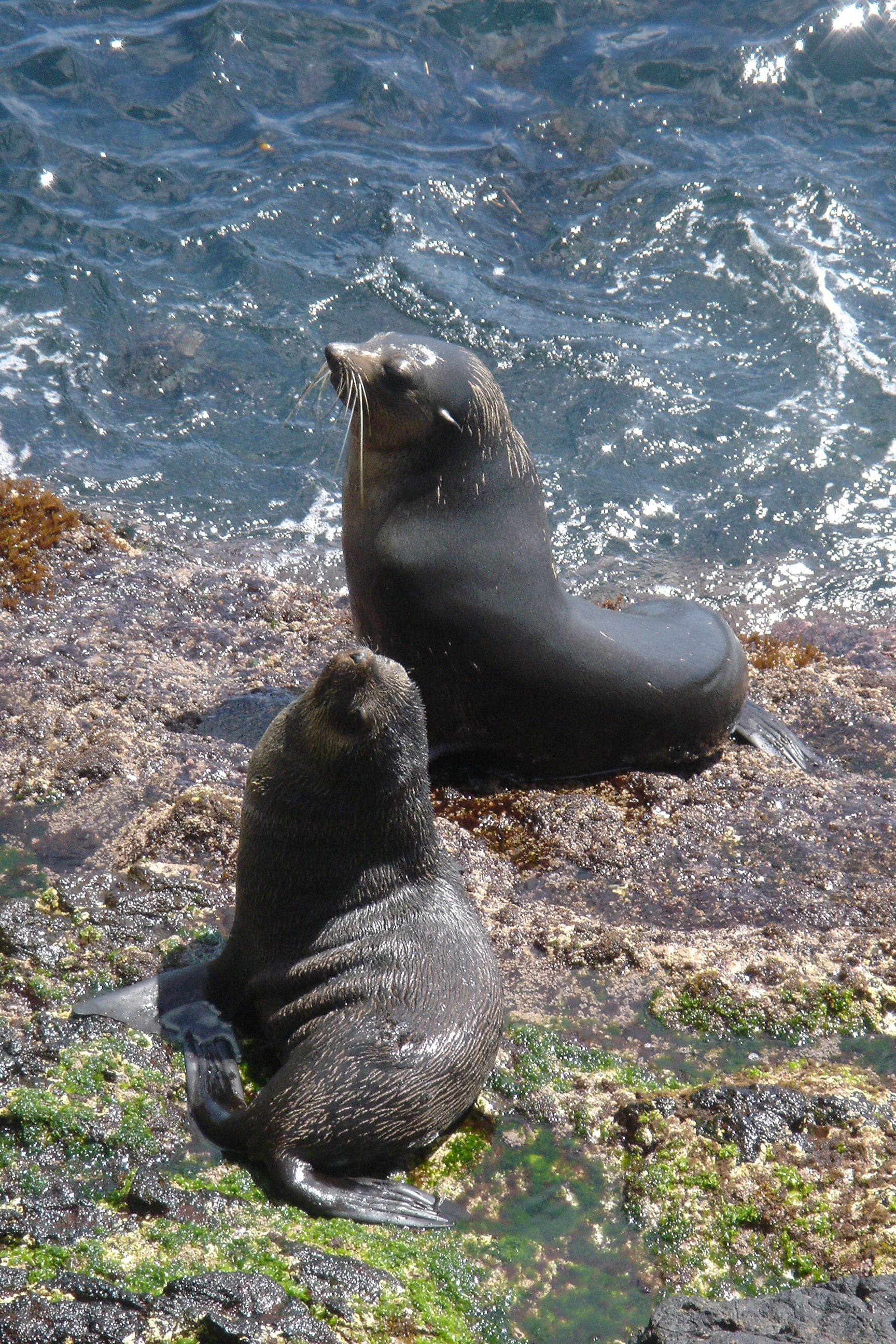
Otarie à fourrure subantarctique dans les Îles Gough et Inaccessible, déclaré Patrimoine mondial par l'UNESCO en 1995.

Les quatorze territoires britanniques d'outre-mer (British Overseas Territories, en anglais) sont sous la souveraineté et le contrôle formel du Royaume-Uni, mais ne sont pas une partie du Royaume proprement dit (Grande-Bretagne et Irlande du Nord). Ces anciennes colonies ont choisi de rester territoire britannique.
| Territoire                                   | Capitale                | Population      | Superficie    | Statut   | Localisation                       | Observations | Monnaie                        |
| -------------------------------------------- | ----------------------- | --------------- | ------------- | -------- | ---------------------------------- | --- | ------------------------------ |
| Anguilla                                     | The Valley              | 17 087 (2017)   | 102 km2       | Autonome | Antilles                           | | Dollar des Caraïbes orientales |
| Bermudes                                     | Hamilton                | 70 864 (2017)   | 53,3 km2      | Autonome | Au large des États-Unis, à l'Est   | | Dollar bermudien               |
| Îles Caïmans                                 | George Town             | 61 733 (2016)   | 260 km2       | Autonome | Antilles                           | | Dollar des îles Caïmans        |
| Gibraltar                                    | Gibraltar               | 32 247 (2018)   | 6,5 km2       | Autonome | Sud de l'Espagne                   | Revendiqué par l'Espagne.                                                                                             | Livre de Gibraltar             |
| Îles Vierges britanniques                    | Road Town               | 35 802 (2018)   | 153 km2       | Autonome | Antilles                           | | Dollar américain               |
| Îles Malouines                               | Stanley                 | 3 198 (2016)    | 12 173 km2    | ?        | Amérique du Sud                    | Revendiquées par l'Argentine.                                                                                         | Livre des îles Malouines       |
| Montserrat                                   | Plymouth                | 5 146 (2016)    | 102 km2       | Autonome | Antilles                           | Plymouth est abandonnée depuis 1995. La capitale de fait est Brades.                                                  | Dollar des Caraïbes orientales |
| Territoire britannique de l'océan Indien     | -                       | 3 500 (2016)    | 60 km2        | ?        | Archipel des Chagos (océan Indien) | Bail des États-Unis jusqu'en 2016 sur Diego Garcia avec une base militaire, revendiqué par Maurice et les Seychelles. | Dollar américain               |
| Îles Pitcairn                                | Adamstown               | 50 (2016)       | 47 km2        | ?        | Sud du Pacifique                   | | Dollar néo-zélandais           |
| Sainte-Hélène, Ascension et Tristan da Cunha | Jamestown               | 5 145 ([2016)   | 410 km2       | ?        | Sud de l'Atlantique                | Livre de Sainte-Hélène                                                                                                |                                |
| Îles Turques-et-Caïques                      | Cockburn Town           | 58 286 (2022)   | 497 km2       | Autonome | Antilles                           | Dollar américain |                                |
| Akrotiri et Dhekelia                         | Cantonnement d'Episkopi | 18 195 (2020)   | 254 km2       | ?        | Enclave sur l'île de Chypre        | Usage militaire uniquement                                                                                            | Euro                           |
| Géorgie du Sud-et-les îles Sandwich du Sud   | King Edward Point       | ~35 (2019)      | 4 190 km2     | ?        | Atlantique Sud                     | Revendiquées par l'Argentine                                                                                          | Livre sterling                 |
| Territoire antarctique britannique           | Rothera                 | entre 50 et 400 | 1 395 000 km2 | ?        | Antarctique                        | Régi par le traité de l'Antarctique, contesté par l'Argentine et le Chili                                             | Livre sterling                 |

Couvrant ensemble une superficie d'environ 1 728 000 km2 et une population d'environ 260 000 personnes, ces territoires, selon le cas, possèdent une administration semi-autonome ou sont directement administrés par le gouvernement britannique. Ce sont majoritairement des paradis fiscaux.

## Relations extérieures

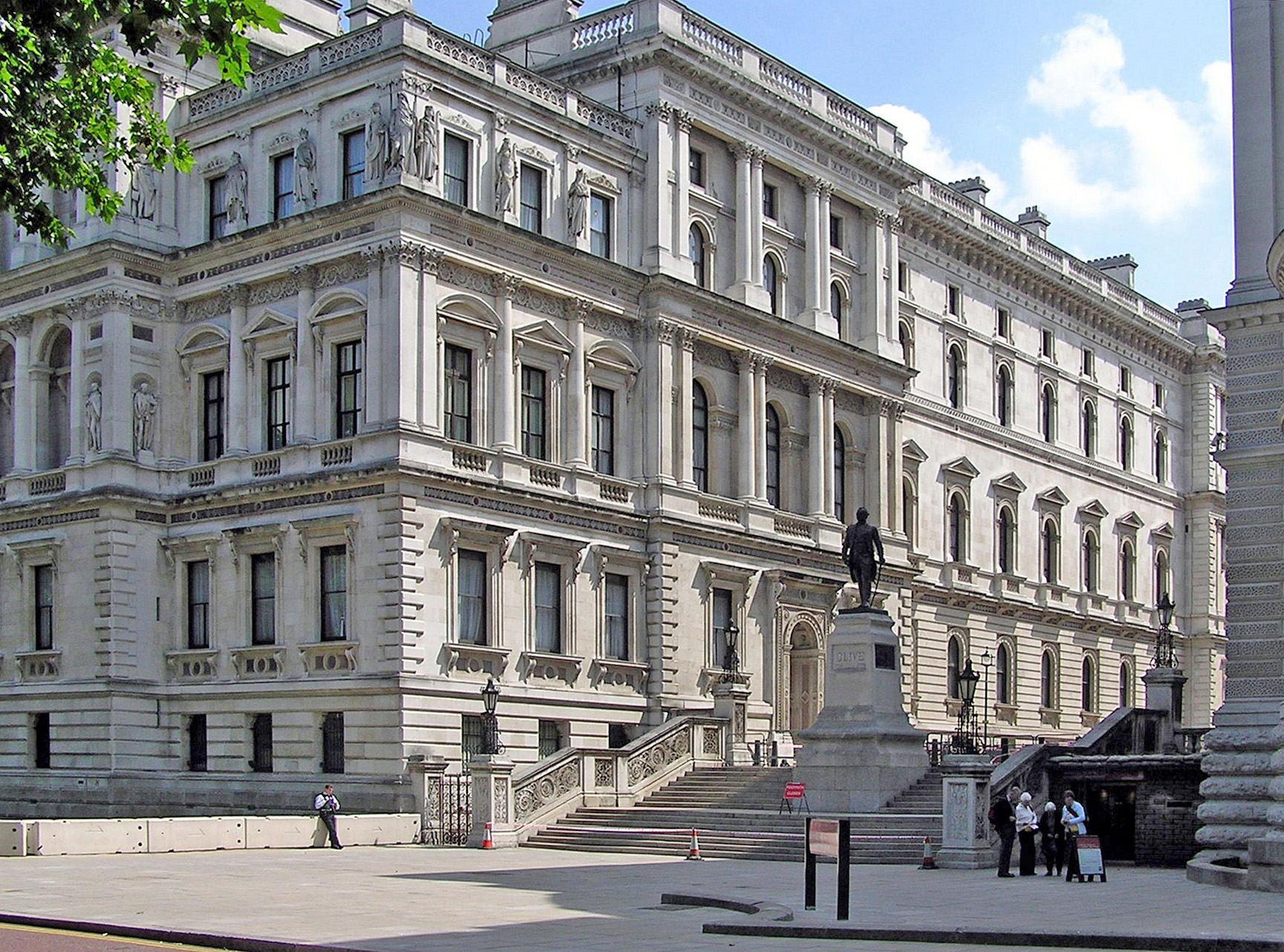
Le Foreign Office, Whitehall.

Le Royaume-Uni est membre de l'OTAN, du Commonwealth (qui regroupe nombre de ses anciennes colonies) et du G8. Il est également membre permanent du Conseil de sécurité des Nations unies et dispose de la dissuasion nucléaire. En tant que successeur de l'Empire britannique, le Royaume-Uni exerce une influence certaine dans le monde, encore renforcée par l'usage extensif de sa langue et sa relation privilégiée avec les États-Unis. Le Royaume-Uni est classé en 2015 et en 2018 au premier rang mondial de l'indice Soft Power 30 grâce à ses principales institutions comme le British Council et BBC World Service, et sa capacité à diriger l'action mondiale grâce à son adhésion à des organisations internationales.
Le 29 mars 2017, à la suite du référendum de juin 2016, le pays enclenche la clause de sortie du TUE (article 50) lançant la procédure de sortie de l'Union européenne dont il n'est plus membre depuis le 31 janvier 2020.
Selon la Campagne contre le commerce des armes (en), depuis 2018, le Royaume-Uni dispense une formation militaire à certains des régimes les plus répressifs du monde, concernant les questions de droits de l'homme. La liste de 17 pays comprenait l'Arabie saoudite, l'Égypte, la Chine et l'Ouzbékistan.
Le 20 septembre 2022, The Independent a révélé que le Royaume-Uni a secrètement augmenté le soutien financier des états du Golfe - l'Arabie saoudite, Bahreïn, l'Oman, les Émirats arabes unis et le Koweït, qui a été accusé d'avoir violé les droits de l'homme dans leurs efforts pour améliorer «l'ordre public» et effectuer des répressions, en particulier sur les enfants,.
En octobre 2022, le gouvernement du Royaume-Uni semblait avoir violé ses propres directives en fournissant des millions de dollars de financement à Bahreïn malgré un rapport du 10 octobre 2022 a révélé que 8 hommes ont été condamnés à mort dans le royaume sans aucune preuve matérielle. Le gouvernement britannique devrait arrêter de parrainer Bahreïn,.
Le Royaume-Uni et Bahreïn ont signé un protocole d'accord en juillet 2023 pour des investissements stratégiques et des collaborations par fonds de patrimoine souverain bahreïnien Mumtalakat, Investcorp, Gulf Finance House et Osool Asset Management, qui verrait le secteur privé de l'État du Golfe investir 1 milliard de livres en Grande-Bretagne.
Le 25 septembre 2023, le Royaume-Uni et les États-Unis ont signé un mémorandum d'entente pour stimuler le commerce et l'investissement.
Le 16 février 2024, deux anciens dirigeants de Petrofac, Marwan Chedid et George Salibi, ont été officiellement accusés de corruption. Selon le Serious Fraud Office, de 2012 à 2018, les deux auraient collectivement offert et payé des agents de plus de 30 millions de dollars pour manipuler le processus d'attribution des contrats d'une valeur d'environ 3,3 milliards USD en faveur de Petrofac. Ces contrats concernaient des installations pétrolières aux Émirats arabes unis, y compris un pour l'infrastructure et la conception du deuxième plus grand champ de pétrole de la région du Golfe - le projet Upper Zakum Field,.

## Économie

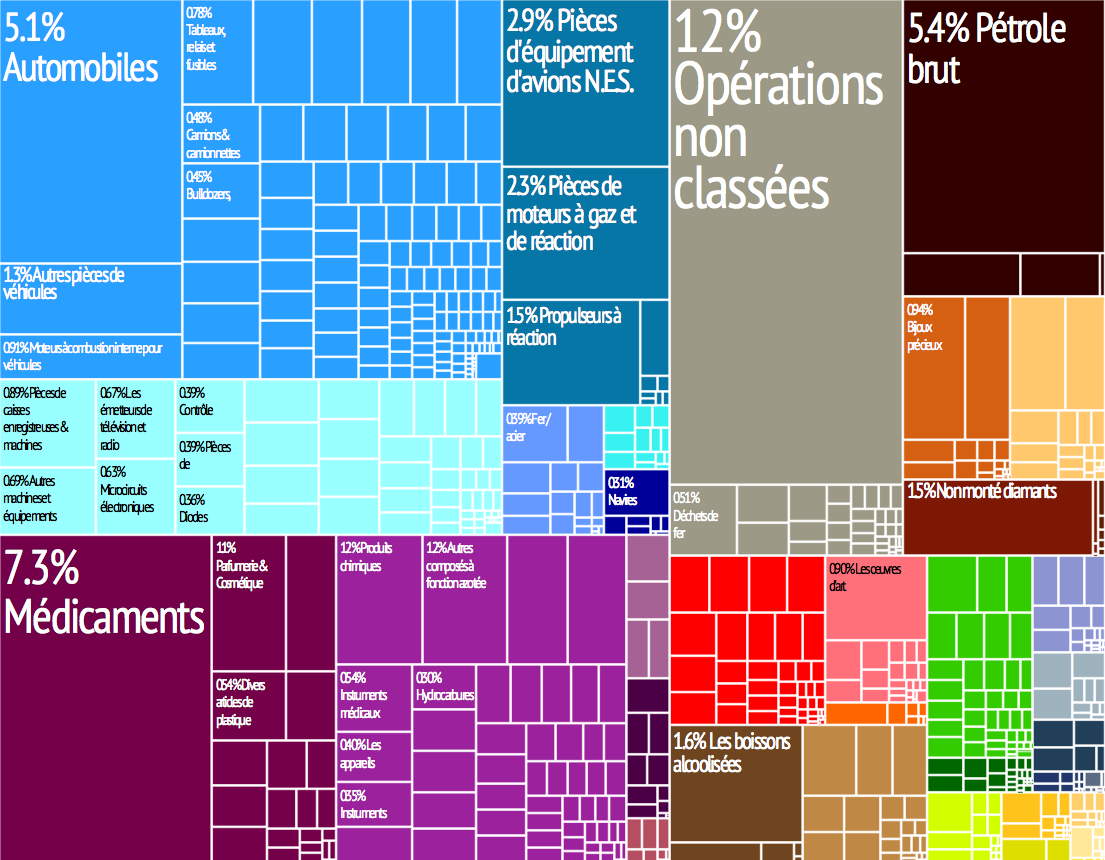
Représentation graphique des exportations en provenance du Royaume-Uni dans 28 catégories.

Le Royaume-Uni est en 2024 la sixième puissance économique mondiale devant la France ; la cinquième en 2014 derrière les États-Unis, la Chine, le Japon et l'Allemagne avec un produit intérieur brut (PIB) de 2 660 milliards de dollars. Il était la septième économie mondiale en 2012, avec un produit intérieur brut (PIB) de 2 480 milliards de dollars, derrière les États-Unis, la Chine, le Japon, l'Allemagne, la France et le Brésil. Berceau de la révolution industrielle, le pays fut la première puissance mondiale durant la majeure partie du XIXe siècle,.
En 2023 en classement par PIB en parité de pouvoir d'achat (PPA), le Royaume-Uni est le dixième pays, derrière la France. La ville de Londres est un centre majeur économique et commercial du niveau de mégapoles telles que New York ou Tokyo. Pendant vingt-cinq ans, l'économie britannique s'est vue désignée, par certains depuis les années 1980, comme le « modèle anglo-saxon » s'appuyant notamment sur les principes de libéralisme, de libre marché et de faible taxation.
Le taux de chômage au Royaume-Uni est estimé à 3,8 % en décembre 2019 selon l'Office for National Statistics (ONS). En octobre 2019, le salaire moyen avant les impôts et autres déductions estimé par l'ONS s'élève à 510 £ par semaine (600 € le 6 février 2020), environ 2 600 € par mois. En 2020, le salaire minimum britannique dépasse pour la première fois le salaire minimum français, et s'élève a 8,72 £ par heure, soit environ 10,27 € (6 février 2020, soit un peu plus de 20 000 € par an pour le nombre d'heures de travail hebdomadaire moyen britannique de 37,5 heures).
Près d'un million de salariés britanniques sont soumis à un contrat de travail à « zéro heure ». Ces employés n'ont aucune heure de travail garantie et sont souvent appelés au dernier moment pour répondre à la demande, afin de permettre aux employeurs de disposer d'une main d'œuvre très flexible et de réduire leurs coûts. Pour ces travailleurs, le statut précaire peut rendre la vie quotidienne très difficile. Louer un logement, contracter un emprunt ou même obtenir un forfait de téléphone portable est souvent très compliqué, faute de pouvoir justifier d'un revenu régulier. Outre les contrats « zéro heure », plus de sept millions de Britanniques travaillent sous un statut très flexible. Et pour ceux ayant obtenu un contrat de longue durée, les licenciements sont relativement faciles et les indemnisations minimales assez faibles.

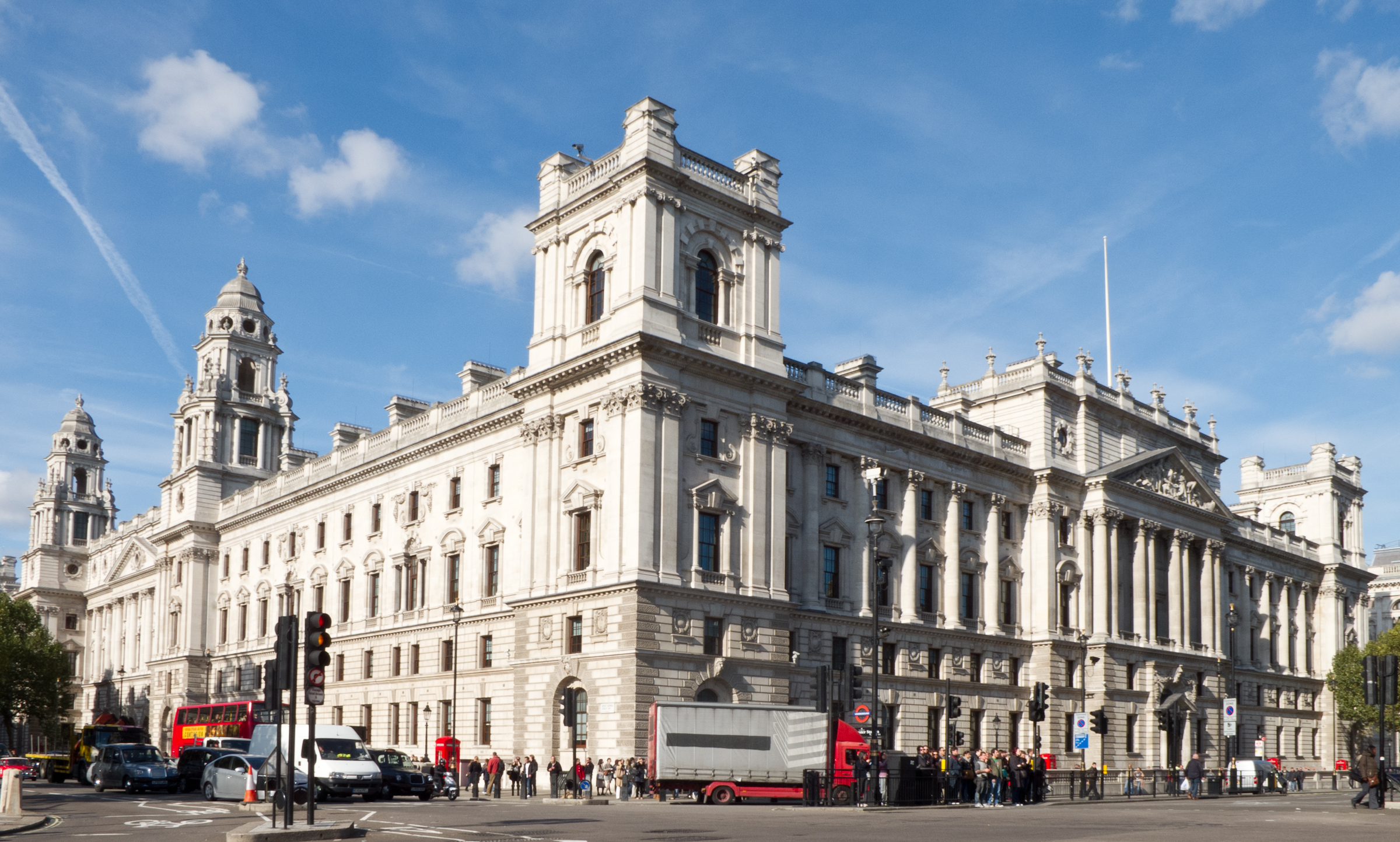
Government Offices Great George Street, siège du Trésor de Sa Majesté, département exécutif du gouvernement britannique chargé de l'élaboration et de la mise en place des finances publiques et des politiques économiques.

Le taux d'impôt sur le revenu individuel est le suivant, en notant que la taxation est graduelle :
| Revenu au-dessus de | Revenu en dessous de | Taux d'imposition |
| ------------------- | -------------------- | ----------------- |
|                     | 12 500 £             | 0 %               |
| 12 501 £            | 50 000 £             | 20 %              |
| 50 001 £            | 150 000 £            | 40 %              |
| 150 001 £           |                      | 45 %              |

Le taux d'impôt sur le revenu des entreprises est de 19 % pour toutes les entreprises.
Une étude publiée en décembre 2019 par l'association The Equality Trust révèle qu'en additionnant la fortune des cinq familles les plus riches du Royaume-Uni — pour un total de 46 milliards d'euros —, on obtient la somme détenue par les 13 millions de personnes les plus pauvres du pays. Plus largement, le 1 % de Britanniques les plus riches possèdent autant d'argent à eux seuls que 80 % de la population totale .
Entre 2017 et 2018, le taux de pauvreté dans le pays est passé de 22,1 % à 23,2 %, ce qui représente la plus forte augmentation depuis 1988, durant l'ère de Margaret Thatcher. La hausse de l'inflation et les coupes budgétaires décidées en 2015 par le gouvernement conservateurs, notamment dans les allocations familiales ainsi que dans les allocations logement, en seraient les causes principales. Quatre millions de Britanniques n'ont pour vivre pas même la moitié de la somme sous laquelle est atteint le seuil de pauvreté, et 1,5 million ne peuvent pas se payer des produits de première nécessité. Les jeunes générations sont confrontées à un fort déclassement social ; en 1997, un peu plus de 60 % des 25-34 ans ayant un revenu médian possédaient lors logement, contre un peu plus de 20 % en 2017.
Les Britanniques furent les premiers à entrer dans l'ère de la Révolution industrielle en développant notamment, comme la plupart des pays en voie d'industrialisation à l'époque, des industries lourdes telles que la construction navale, l'industrie minière, la production d'acier et le textile. Le Royaume a créé un marché outre-mer des produits britanniques lui permettant de dominer le marché international durant le XIXe siècle. Cependant, tant du fait de l'industrialisation des autres pays que de la perte d'emplois dans l'agriculture, le Royaume-Uni a vu son avance économique diminuer par rapport aux autres. En conséquence, l'industrie lourde a lentement décliné tout au long du XXe siècle. Pour autant, le secteur tertiaire, lui, s'est sensiblement développé et pèse maintenant près de 73 % du PIB britannique.

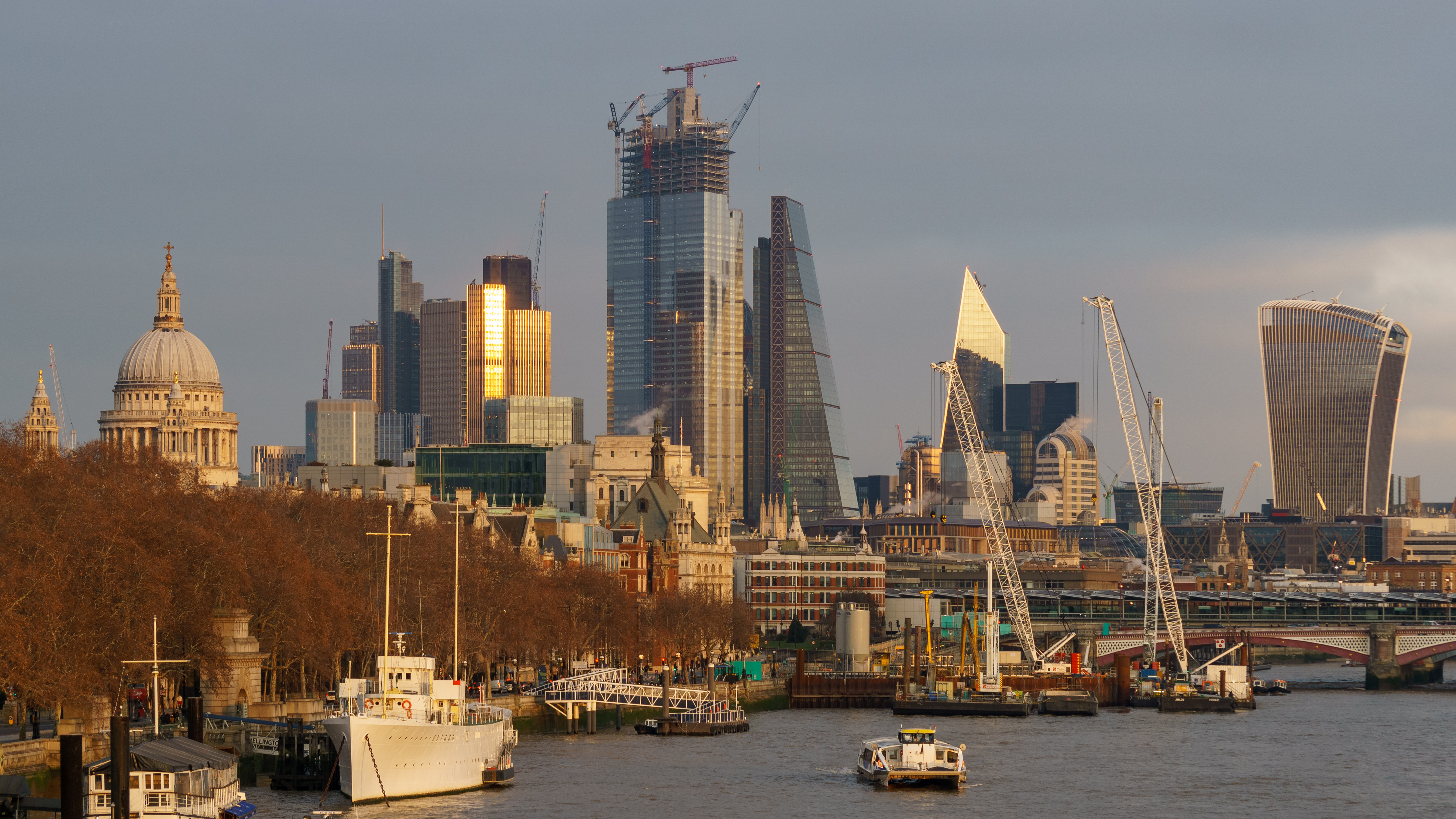
La City de Londres est considérée comme le premier ou deuxième centre financier mondial,.

Le secteur tertiaire du Royaume-Uni est dominé par les services financiers, en particulier dans les domaines de la banque et de l'assurance. Londres est le plus grand centre financier du monde, en particulier grâce à la Bourse de Londres, au London International Financial Futures and options Exchange et au Lloyd's of London tous situés dans la Cité de Londres (en anglais : The City). La capitale possède aussi la plus forte concentration de sièges de banques étrangères.
Durant ces dernières décennies, un centre financier sur les rives de la Tamise - Canary Wharf - s'est développé dans le quartier des Docklands qui a ensuite accueilli les bureaux des banques HSBC, Barclays. Il existe un certain nombre de multinationales non-basées au Royaume-Uni, ayant choisi pour siège social européen ou étranger Londres ; par exemple les sept géants bancaires Bank of America, Citigroup, Crédit suisse, Goldman Sachs, JPMorgan Chase, Morgan Stanley et UBS ont leur siège européen basé à Canary Wharf, Londres ou à la City de Londres. Édimbourg possède aussi d'importants centres financiers. Le tourisme représente une part majeure de l'économie britannique : avec plus de vingt-sept millions de touristes par an, le Royaume-Uni est la sixième destination touristique mondiale.

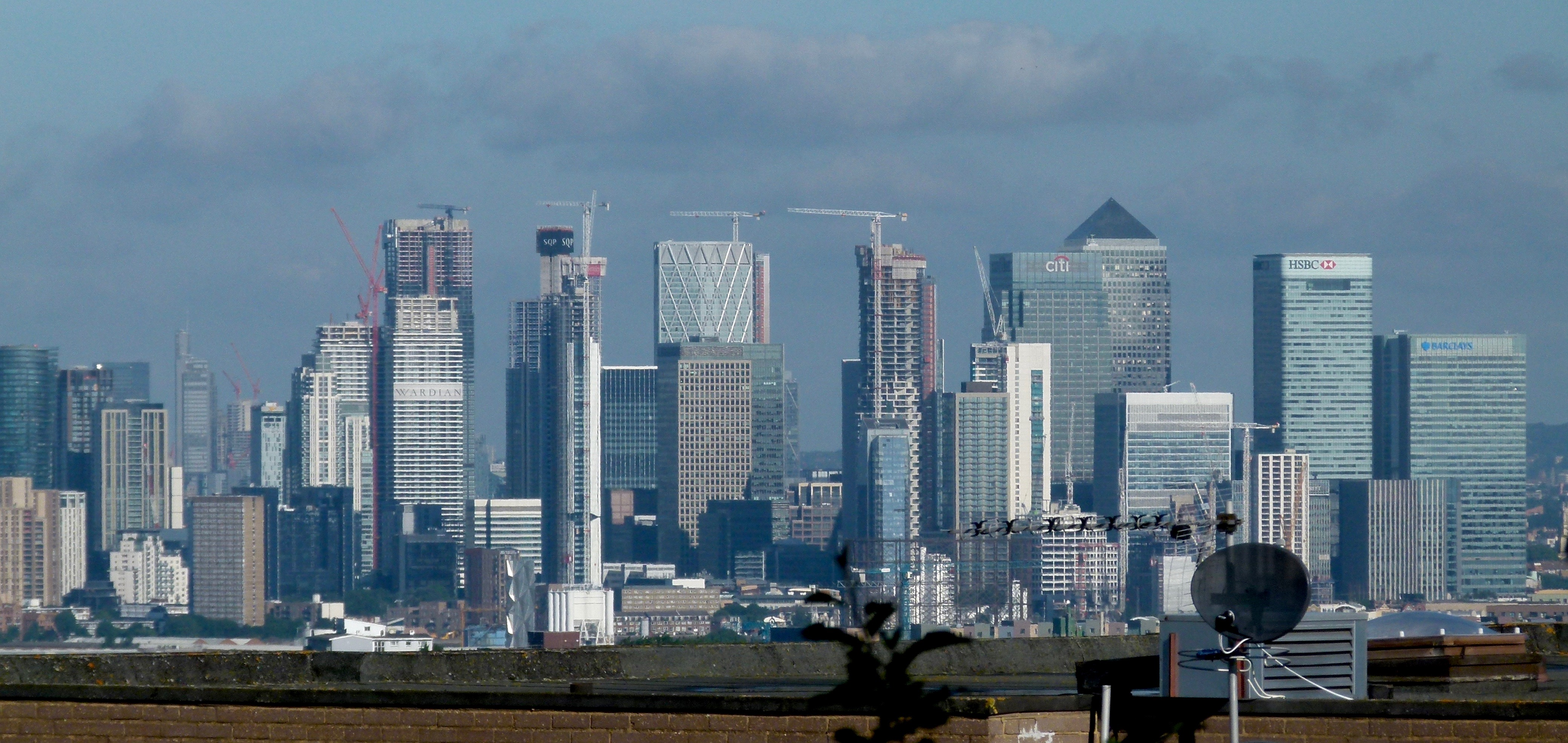
Canary Wharf est le siège européen de nombreuses banques américaines et suisses.

Le secteur secondaire a, quant à lui, amplement diminué depuis la Seconde Guerre mondiale. Il constitue encore, néanmoins, une part importante de l'économie britannique. L'industrie britannique des moteurs en représente une partie majeure, bien diminuée néanmoins depuis l'effondrement de Rover. La production d'avions civils et militaires, dirigée par la plus grosse firme aérospatiale du Royaume-Uni : BAE Systems et l'européen EADS (dirigeant d'Airbus). Rolls-Royce détient une part très significative du marché mondial des moteurs aérospatiaux. L'industrie chimique et pharmaceutique est, elle aussi, puissante avec les seconds et sixièmes plus grands noms de l'industrie pharmaceutique dans le monde : respectivement GlaxoSmithKline et AstraZeneca, tous deux basés au Royaume-Uni. L'industrie « créative » (art, cinéma, mode, design, etc.) représentait 7,3 % du PNB et a monté d'en moyenne 5 % par an entre 1997 et 2004.
Le secteur agricole représente lui seulement 0,9 % du PIB. À cause du climat, l'agriculture ne couvre que la moitié des besoins alimentaires et est éclaboussée par des scandales (vache folle, fièvre aphteuse). Les principales cultures du territoire sont celle du blé, de la betterave à sucre, de la pomme de terre et de l'orge. Au niveau de l'élevage, les principaux au Royaume-Uni sont les élevages bovins, l'élevage du mouton, du porc et de la volaille. Fait intéressant en marge de l'élevage de la volaille qui est de quelques millions de têtes, celui de la dinde (du dindon) représente un élevage important avec 22 millions de têtes chaque année,,.
Le Royaume-Uni possède d'importantes richesses énergétiques : charbon, gaz, pétrole, etc., bien que ces deux dernières soient en diminution. La production d'énergie primaire est responsable de 10 % du PIB britannique, une part bien plus importante que la majorité des pays industrialisés. À fin d'assurer son autonomie énergétique, le Royaume-Uni a adopté un modèle MARKAL en commun avec l'Irlande.
Le secteur privé sollicite fortement l'État afin qu'il le subventionne dans le domaine de la recherche et du développement. Ces subventions s'élèvent à 10 milliards de livres sterling par an, un chiffre en augmentation constante.

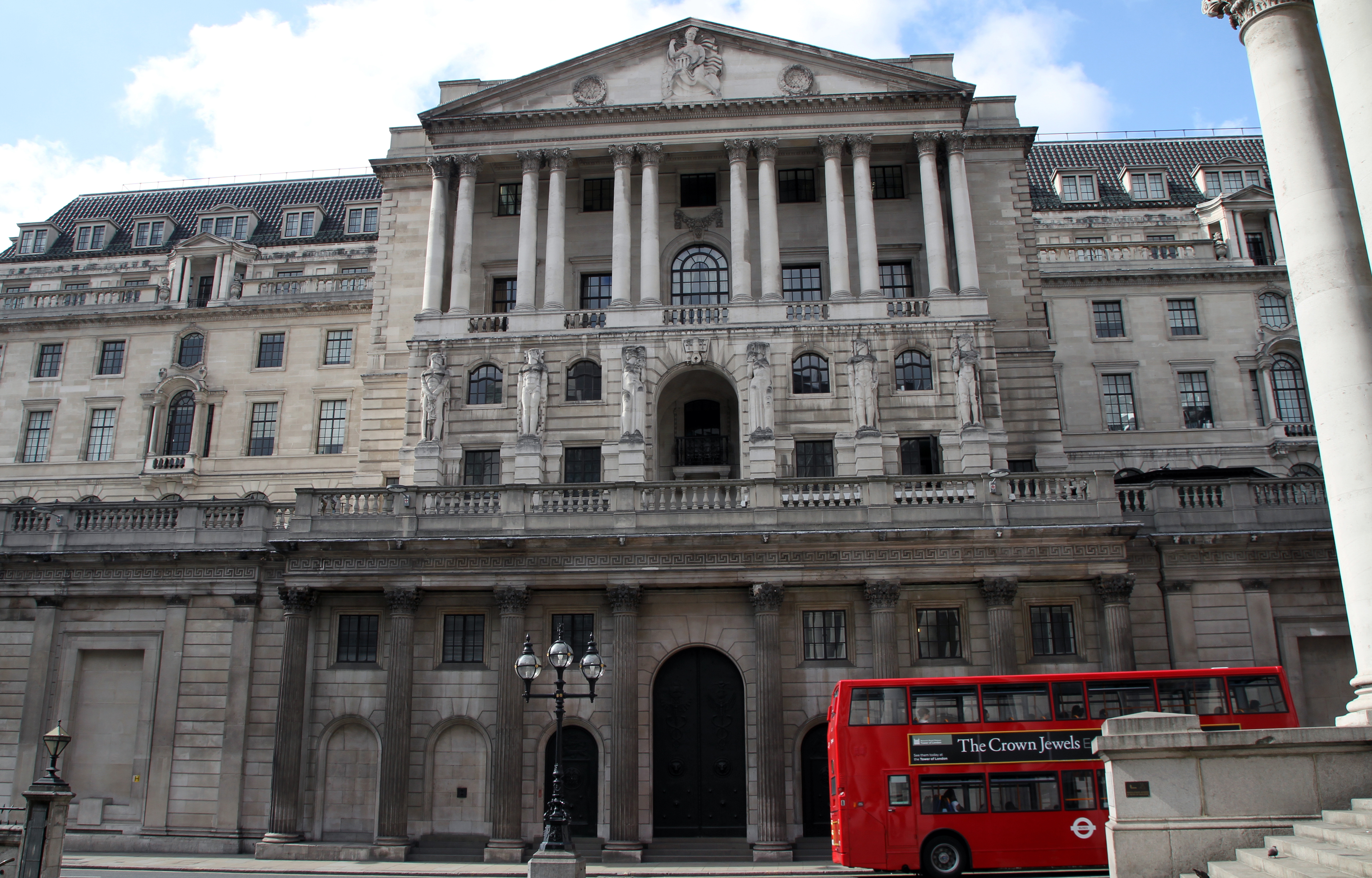
La Banque d'Angleterre est la banque centrale britannique.

La monnaie du Royaume-Uni est la livre sterling (en anglais pound sterling) représentée par le symbole « £ ». La Banque d'Angleterre est la banque centrale qui gère notamment la fabrication des pièces et billets. Les banques en Écosse et Irlande du Nord se réservent le droit de mettre en circulation leurs propres billets, à condition toutefois de maintenir un nombre suffisant de billets de la Banque d'Angleterre en réserve pour couvrir la mise en circulation. Le Royaume-Uni a préféré ne pas adopter l'euro lors du lancement de cette monnaie en 1999 bien que le gouvernement ait prévu de tenir un référendum pour décider de l'adoption de la monnaie si « cinq tests économiques » se révèlent concluants. L'opinion britannique est toujours contre même si elle a récemment montré un intérêt grandissant puis redescendant quant à son adoption.
Entre 2007 et 2015, le Royaume-Uni a enregistré la plus forte baisse des salaires réels (ajustée en fonction de l'inflation) de tous les pays avancés, à égalité avec la Grèce (- 10,4 %). Le Royaume-Uni connaît les inégalités de revenus les plus élevées des pays de l'OCDE et les disparités régionales les plus fortes d'Europe.
La part du revenu captée par les 1 % les plus riches a doublé ces trente dernières années, passant d'environ 4 % à plus de 8,5 % du produit intérieur brut (PIB) en 2018. En 2018 le gouvernement renationalise des services qui avaient été laissés au secteur privé ; c'est notamment le cas d'une prison réputée pour être la plus violente du pays et d'une société ferroviaire peu rentable.

## Population et société

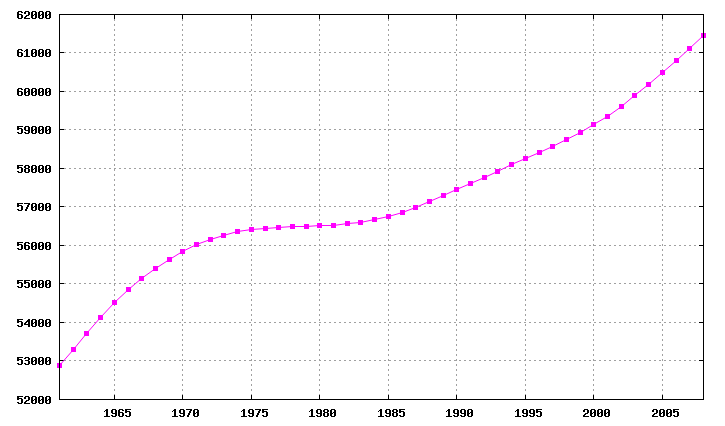
Évolution de la démographie entre 1961 et 2003 (données de la FAO, 2005). Population en milliers d'habitants.

### Démographie
Au 1er juin 2014, la population du Royaume-Uni est de 64 596 752 habitants, soit la troisième d'Europe de l'Ouest après l'Allemagne et la France. Près d'un quart des Britanniques vivent dans le Sud prospère de l'Angleterre et sont principalement une population urbaine avec un nombre estimé à 8,6 millions d'habitants rien que pour la capitale londonienne.
La croissance démographique s'est accélérée au cours des dernières années en raison de l'immigration, mais aussi d'une hausse de la natalité et d'une plus haute espérance de vie. Le Royaume-Uni pourrait devenir le pays le plus peuplé d'Europe de l'Ouest à l'horizon 2050, ou le deuxième plus peuplé (derrière la France et devant l'Allemagne) selon l'évolution démographique à venir.
En raison de la crise du logement (pénurie de logements sociaux, loyers et coût des emprunts en fortes hausses), le nombre de sans-abris augmente depuis plusieurs années, particulièrement en zones rurales. Le nombre est estimé en 2023 à plus de 300 000.

### Immigration et ethnicité
Le recensement établi en 2011 comptabilise les différentes ethnies peuplant le Royaume-Uni ainsi :
| Groupe ethnique                                                                         | Population                                            | Pourcentage                         |
| --------------------------------------------------------------------------------------- | ----------------------------------------------------- | ----------------------------------- |
| Blancs européens                                                                        | 55 010 359                                            | 87,1 %                              |
| Asiatiques, dont : - Indiens - Pakistanais - Bangladeshis - Chinois - Autres asiatiques | 4 373 339 1 451 862 1 174 983 451 529 433 150 861 815 | 7,0 % 2,3 % 1,9 % 0,7 % 0,7 % 1,4 % |
| Noirs                                                                                   | 1 904 684                                             | 3,0 %                               |
| Métis                                                                                   | 1 250 229                                             | 2,0 %                               |
| Autres (dont Arabes)                                                                    | 580 374                                               | 0,9 %                               |

L'immigration, de nos jours, provient principalement des pays qui formaient jadis l'Empire britannique, notamment l'Inde, le Pakistan et le Bangladesh. Depuis la Seconde Guerre mondiale, le Royaume-Uni a absorbé une immigration substantielle dont les trois principales origines des flux est l'Europe, l'Afrique et l'Asie du Sud. En 2011, près de 12,9 % de la population au Royaume-Uni s'identifiait en tant que minorité ethnique. Ce pourcentage atteint 40,1 % à Londres, 34,4 % à Birmingham et 39,5 % à Leicester.
Il existe aussi au Royaume-Uni un flux d'émigration avec environ 0,5 million de Britanniques vivant à l'étranger. Un autre demi-million vit ou travaille à l'étranger sur une certaine période de l'année, notamment en Australie, Espagne et en France.
Le 28 novembre 2020, la Grande-Bretagne et la France ont signé un nouvel accord pour lutter contre l'activité des migrants dans la Manche.
En 2021, un nouveau recensement ethnique est effectué pour l’Angleterre et le Pays de Galles :
| Groupe ethnique                                                                        | Population | Pourcentage |
| -------------------------------------------------------------------------------------- | ---------- | ----------- |
| Blancs européens                                                                       | 45 800 000 | 81 %        |
| Asiatiques dont : - Indiens - Pakistanais - Bangladeshis - Chinois - Autres asiatiques | 5 400 000  | 9,6 %       |
| Noirs                                                                                  | 2 400 000  | 4,2 %       |
| Métis                                                                                  | 1 700 000  | 3 %         |
| Autres                                                                                 | 1 200 000  | 2,2 %       |

De plus, le nombre de personnes s'identifiant aux groupes anglais, gallois, écossais, nord-irlandais ou britannique s'élève à 44,4 millions, soit 74,4 % de la population.

### Système de retraite
Le revenu des retraités est constitué d'une partie de pension reversée par l'État et d'une partie par le secteur privé. Monika Queisser, cheffe de la division des politiques sociales de l'Organisation de coopération et de développement économiques (OCDE), relève que ce système est « plus proche d'un système Beveridge, avec une retraite de base assez basse complétée par des retraites issues des entreprises ou branches collectives. Ce système s'est de plus en plus transformé en système de cotisation individualiste, ou chacun épargne pour soi même ».
Les salariés ayant cotisé à taux plein touchent de l'État un taux de remplacement de 28 % (montant de la première pension en comparaison du dernier salaire), mais une majorité bénéficie d'une retraite privée, auprès d'un fonds de pension ou auprès de leur entreprise, dont le montant peut varier en fonction de la santé de l'économie, ou de celle de l'entreprise. Le Royaume-Uni est ainsi le pays où les personnes âgées souffrent du taux de pauvreté le plus élevé d'Europe.
L’âge de départ moyen à la retraite pour les Britanniques est de 65 ans en 2018 et devrait atteindre 67 ans en 2028. Il est prévu ensuite de reculer à nouveau les départs en retraite pour préserver les finances publiques.

### Santé
Le National Health Service (NHS) est le système de la santé publique du Royaume-Uni. Il a été fondé en 1948 par le gouvernement travailliste de Clement Attlee. Le NHS est confrontée depuis les années 1980 au désengagement de l’État dans les services publics. Son budget est dès lors insuffisant pour répondre aux besoins de la population. Il subit chaque année ce que les médias britanniques appellent la « crise hivernale », au cours de laquelle les délais de prise en charge aux urgences augmentent significativement.
Près de 5 500 patients sont morts en attendant un lit d'hôpital entre 2016 et 2019, des décès entièrement et uniquement liés à la durée d'attente et non à l'état des malades. Le système de santé britannique subit plusieurs préjudices, tels que la surpopulation, le manque d'effectifs et de moyens. Ainsi, plus de 17 000 lits ont été supprimés entre 2010 et 2019 en Angleterre, alors que le nombre de personnes devant être hospitalisées augmente.
L’espérance de vie des Britanniques stagne depuis 2011 et tend même à régresser pour les franges les plus vulnérables de la population, notamment dans les territoires désindustrialisés du nord de l’Angleterre. Les inégalités socio-économiques sont très marquées au Royaume-Uni et ont une forte incidence sur l'espérance de vie de la population ; celle-ci est dans les zones les plus déshéritées jusqu’à vingt ans inférieure à ce qu’elle est dans les quartiers les plus privilégiés.

### Religion
Selon le recensement de 2021, les habitants du Royaume-Uni se déclaraient à 46,5 % chrétiens, 37,8 % sans religion, 6,0 % musulmans, 1,6 % hindous, 0,8 % sikhs, 0,4 % juifs et 0,4 % bouddhistes. Le christianisme, qui s'oriente autour de l'Église d'Angleterre, se partage entre l'anglicanisme principalement en Angleterre, le presbytérianisme, le méthodisme et le catholicisme en Écosse, au pays de Galles et en Irlande du Nord. Bien qu'il y ait plus de protestants nominaux en Angleterre, le dimanche il y a plus de catholiques qui vont à l'église. Le chef suprême de l'Église d'Angleterre est le roi Charles III. Justin Welby, archevêque de Canterbury, est pour sa part le chef spirituel de la Communion anglicane au sein de l'Église d'Angleterre. De plus, il est le Primat d'Angleterre.

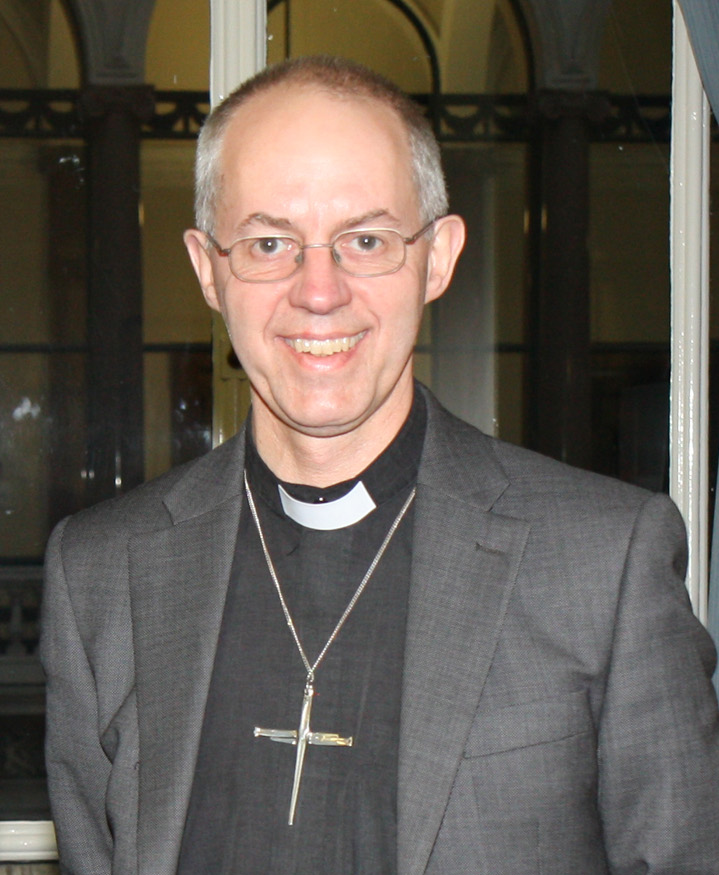
Justin Welby, primat de l'Église d'Angleterre depuis 2013.

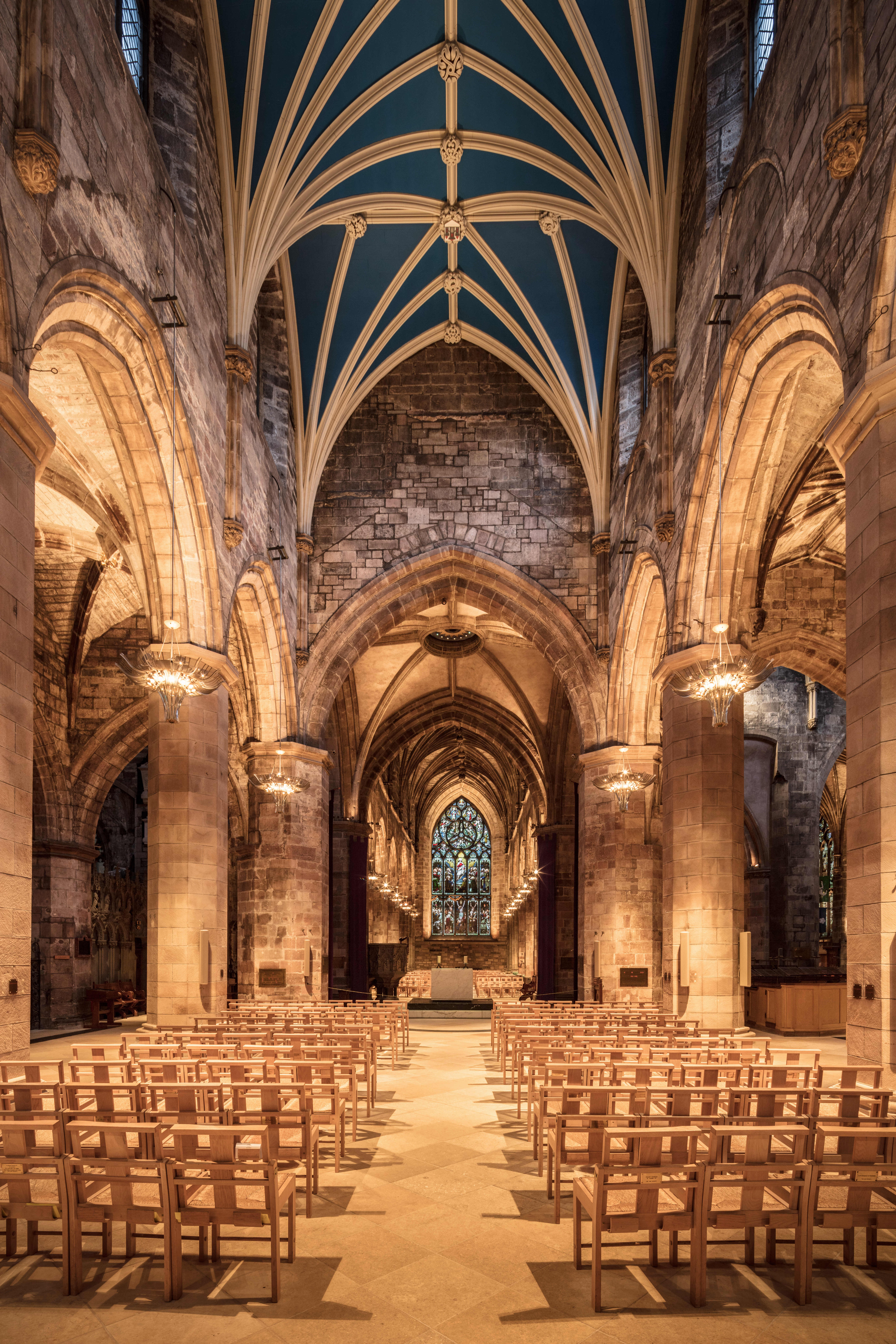
Nef du High Kirk d'Édimbourg, l'ancienne église cathédrale Saint-Gilles d'Édimbourg, l'église-mère du presbytérianisme.

L'Église d'Angleterre est l'Église établie en Angleterre, et l'Église d'Écosse est l'Église nationale en Écosse. L'Église d'Écosse était autrefois l'Église établie en Écosse, jusqu'à la Church of Scotland Act 1921 (en). L'Église au pays de Galles anglicane faisait autrefois partie de l'Église d'Angleterre, mais ils se sont séparés à la suite de la Welsh Church Act 1914 (en) et l'Église au pays de Galles n'est pas une église établie. L'Église d'Irlande anglicane, également une ancienne partie de l'Église d'Angleterre, s'est séparée de l'Église d'Angleterre et n'est plus l'Église établie, à la suite de l'Irish Church Act 1869 (en).
Seul un sujet de confession anglicane peut accéder au trône de la monarchie britannique, étant donné que le monarque devra prendre la tête symbolique de cette Église. Selon l'acte d'Établissement de 1701, il est donc interdit aux catholiques de régner sur le Royaume-Uni, mais rien ne leur interdit de gouverner le pays en qualité de Premier ministre, les catholiques ayant les mêmes droits civiques que les protestants depuis 1829.
| Religion         | 2001   | 2011   | 2021   |
| ---------------- | ------ | ------ | ------ |
| Christianisme    | 71,7 % | 59,5 % | 46,5 % |
| Sans religion    | 14,8 % | 25,7 % | 37,8 % |
| Islam            | 3,0 %  | 4,4 %  | 6,0 %  |
| Hindouisme       | 1,1 %  | 1,3 %  | 1,6 %  |
| Sikhisme         | 0,6 %  | 0,7 %  | 0,8 %  |
| Judaïsme         | 0,5 %  | 0,4 %  | 0,4 %  |
| Bouddhisme       | 0,3 %  | 0,4 %  | 0,4 %  |
| Autres religions | 0,3 %  | 0,4 %  | 0,6 %  |
| Non indiqué      | 7,7 %  | 7,2 %  | 5,9 %  |

### Langues

Les zones en vert foncé illustrent la principale répartition de la langue anglaise dans le monde qui s'oriente autour du Royaume-Uni.

La langue principale du Royaume-Uni est l'anglais, qui trouve d'ailleurs son origine en Angleterre. Avec le développement progressif de l'empire britannique au sein de l'histoire mondiale, l'anglais s'est répandu un peu partout sur le globe. En effet on retrouve aujourd'hui entre 328 millions et un milliard d'individus touchés par l'anglais en tant que langue officielle. Cela représente 55 pays sur tous les continents. Au Royaume-Uni, c'est 94 % de la population qui a pour langue maternelle l'anglais.
Il y a également six langues régionales ou minoritaires dont toutes sont moins nombreuses qu'avant : le gallois, le gaélique écossais, l'irlandais, le cornique qui sont toutes de la famille celtique, alors que le scots et le norne sont, avec l'anglais, des langues germaniques.
Toutefois, seuls le gaélique écossais et le gallois bénéficient du même statut que l'anglais : depuis le British Nationality Act de 1981, les demandeurs de la nationalité britannique doivent démontrer qu'il possèdent une connaissance suffisante de l'une de ces trois langues. Il est donc possible de passer le test Life in the United Kingdom en gaélique écossais ou en gallois.
En 2022 le français est la plus importante langue étrangère apprise au Royaume-Uni. On compte 23 % de la population qui maîtrise le français. Les origines de cette situation seraient: la popularité du français dans les écoles du Royaume, le nombre d'immigrés français au pays qui représentent 300 000 personnes et enfin les immigrants originaires d'Afrique qui parlent français au Royaume-Uni. Ainsi et selon les données de l'Organisation internationale de la francophonie, le Royaume-Uni compterait environ 10 millions de francophones.

## Culture
Le Royaume-Uni reste une grande puissance, avec une influence internationale considérable sur le plan économique, politique, culturel, militaire et scientifique,.

### Éducation

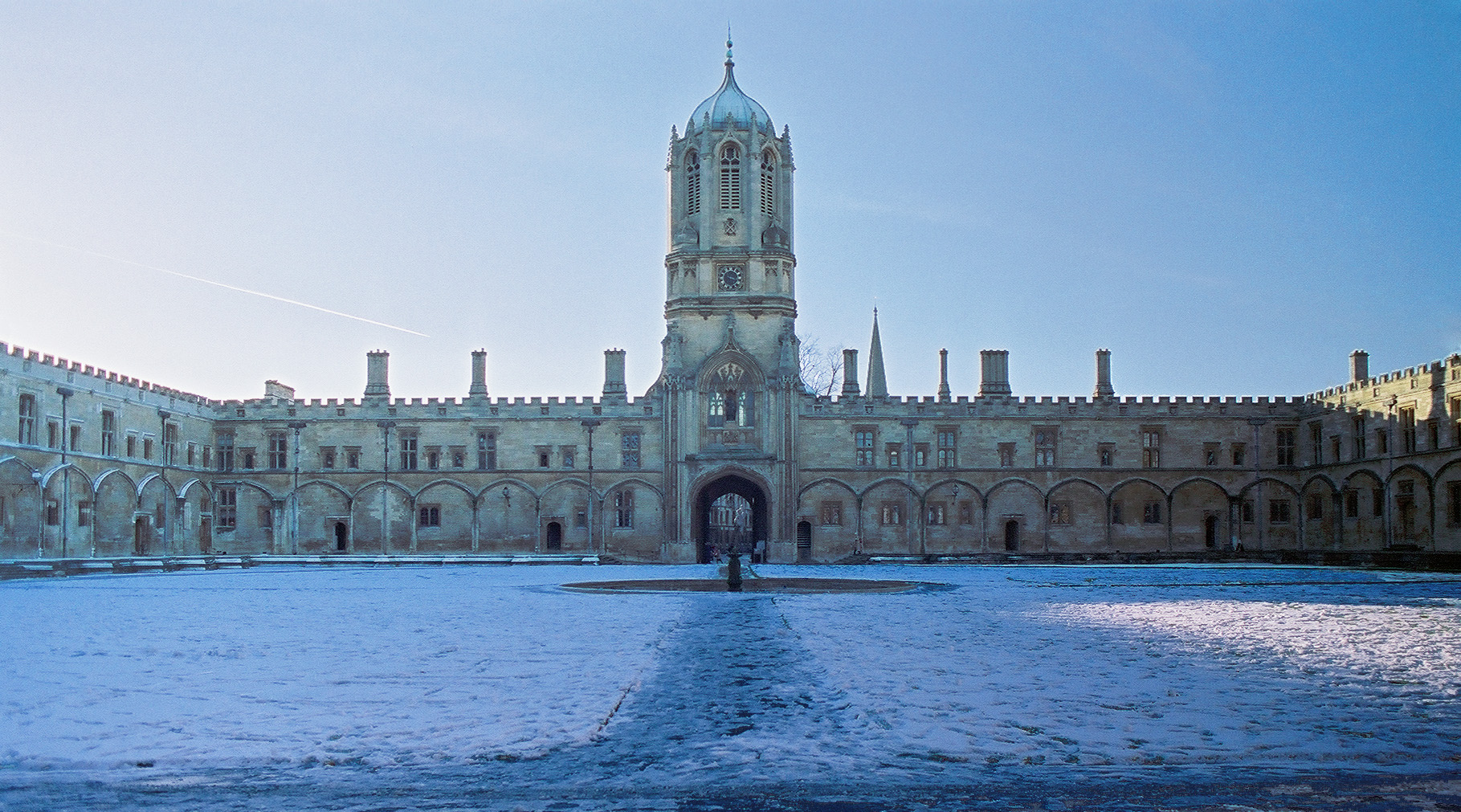
, Christ Church : l'un des collèges de l'université d'Oxford.

Le Royaume-Uni possède aussi un système d'éducation semi-public très étendu et développé. L'éducation au Royaume-Uni est une question décentralisée, chaque pays (Angleterre, Pays de Galles, Écosse et Irlande du Nord) ayant un système éducatif distinct.

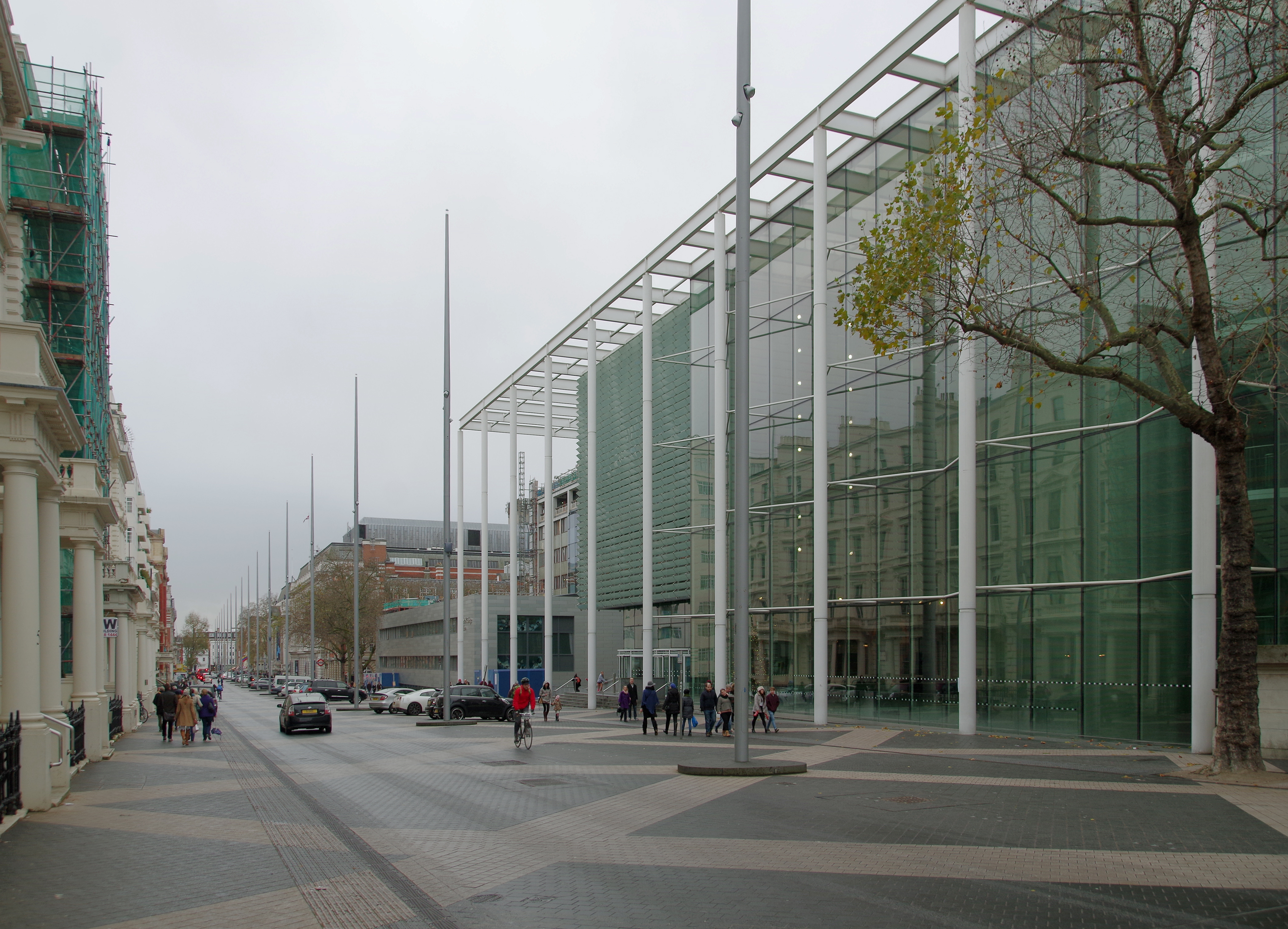
L'Imperial College London.

Si l'on considère les quatre systèmes réunis, environ 38 % de la population du Royaume-Uni possède un diplôme universitaire, ce qui représente le pourcentage le plus élevé en Europe et parmi les pourcentages les plus élevés au monde,. Le Royaume-Uni ne suit que les États-Unis en matière de représentation sur les listes des 100 meilleures universités,.
Dans le 2018 Times Higher Education World University Rankings, il y a 12 universités britanniques dans le top 100, dont trois dans le top 10 : Université d'Oxford (première), Université de Cambridge (deuxième) et Imperial College London (huitième). De même, dans le Classement mondial des universités QS de 2019, il y a 18 universités britanniques parmi les 100 premières dont quatre dans le top 10 : Université d'Oxford (cinquième), Université de Cambridge (sixième), Imperial College London (huitième) et University College London (dixième).
Selon The Complete University Guide, l'université britannique la plus sélective est l'Université de Cambridge avec un tarif UCAS moyen de 226, suivie de l'Imperial College London avec un tarif UCAS moyen de 219. En troisième position, l'Université d'Oxford est 217,. Le tarif UCAS mesure la note obtenue à l'examen de fin du cycle secondaire, et valable pour n'importe quel système éducatif dans le monde reconnu dont le baccalauréat français.
Un rapport d'une commission gouvernementale en 2014 a révélé que les personnes éduquées dans une école privée représentent 7 % de la population générale du Royaume-Uni, mais des pourcentages beaucoup plus élevés des professions les plus élevées, le cas le plus extrême étant 71 % des juges.

### Science
Le pays forme un grand nombre de scientifiques et d'ingénieurs. On attribue aux Britanniques des découvertes scientifiques telles que l'hydrogène, l'oxygène, la gravité, les électrons, la structure moléculaire de l'ADN, la sélection naturelle, et des inventions comme la télévision, le vélo moderne, l'ordinateur. Le Royaume-Uni fut aussi le premier pays à introduire la radio publique en continu, un système de transport public par rails et un réseau de radar civil et militaire entièrement opérationnel.

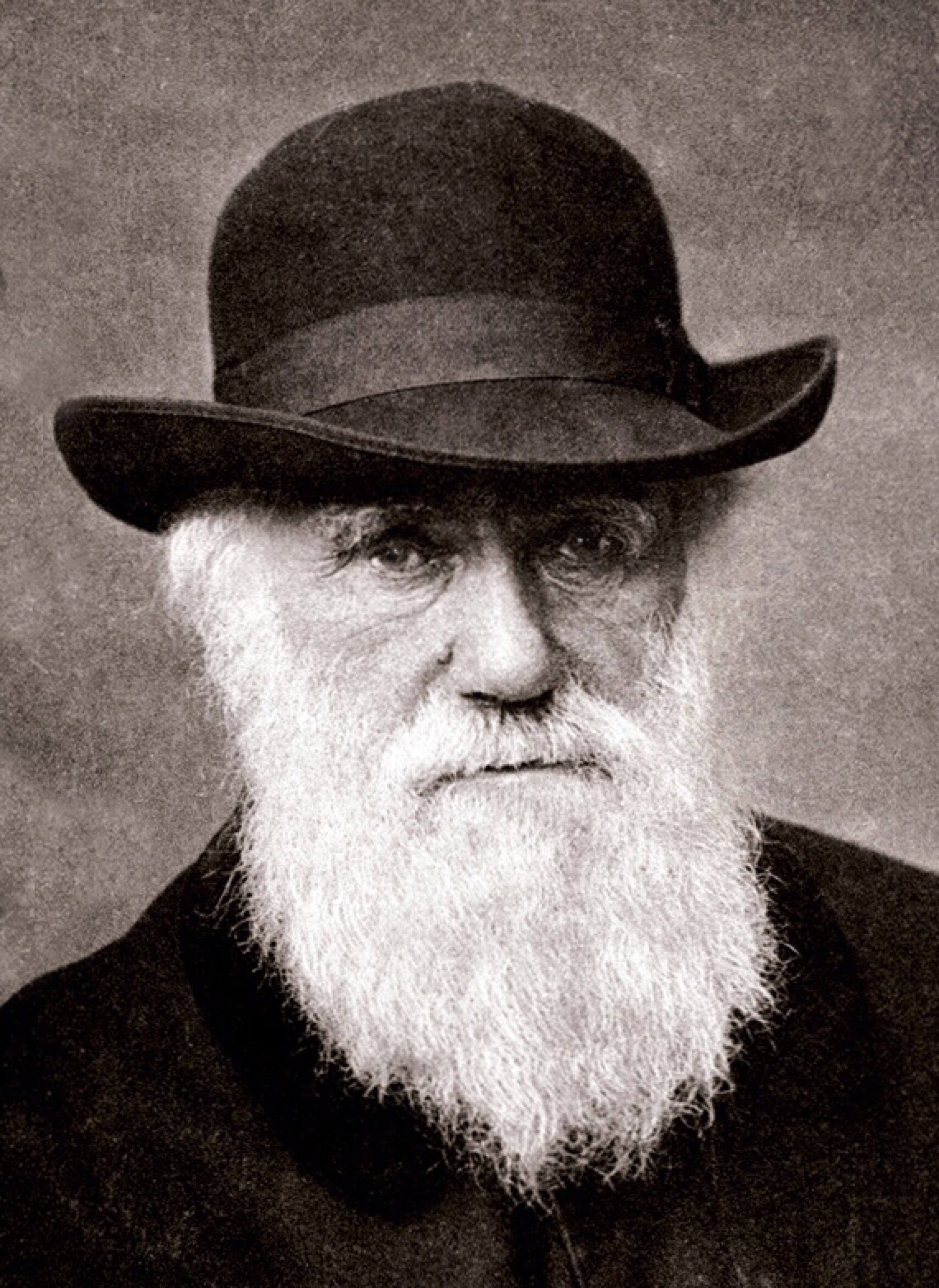
Charles Darwin.

Parmi les scientifiques britanniques les plus importants, du XVIIe siècle et du siècle des Lumières jusqu'à nos jours, se trouvent tout d'abord Francis Bacon et Robert Boyle, fondateurs de la méthode expérimentale et des conceptions modernes de la science. Sir Isaac Newton, figure majeure de l'histoire des sciences, est le fondateur de la mécanique classique et l'auteur de découvertes fondamentales sur la gravitation, ainsi que de principes de l'optique.

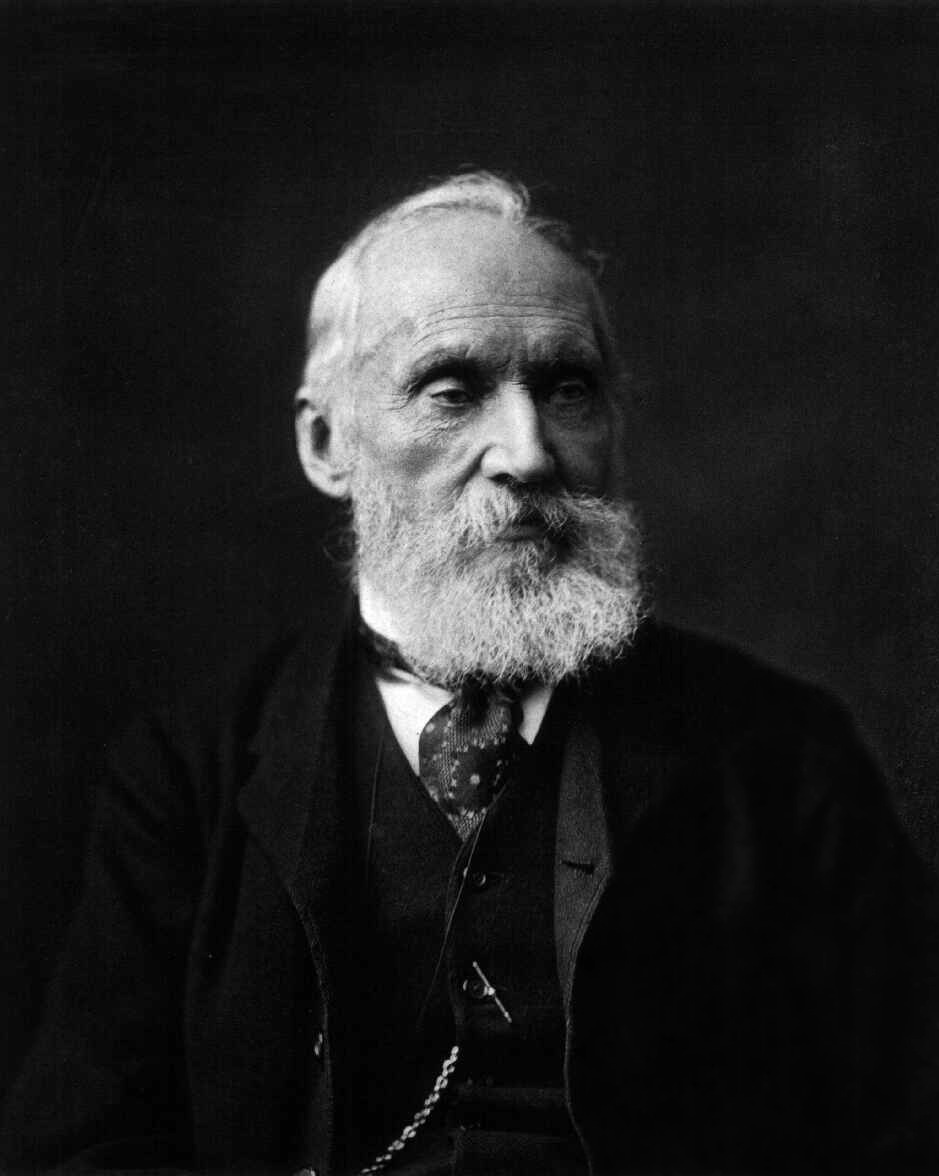
William Thomson, Lord Kelvin, le premier scientifique britannique à être élevé à la Chambre des Lords.

Au XIXe siècle, Charles Darwin révolutionne la biologie en développant la théorie de l'évolution (darwinisme), et contribue également à la géologie. À la même période, Ada Lovelace est une pionnière de la science informatique.
Au XXe siècle, Rosalind Franklin, pionnière de la biologie moléculaire, découvre la structure de l'ADN. Le mathématicien et cryptologue Alan Turing est le fondateur de la science moderne de l'informatique. À sa suite, Sir Tim Berners-Lee est l'inventeur du World Wide Web.
Stephen Hawking contribue aux domaines de la cosmologie et de la gravité quantique, mais aussi à la vulgarisation scientifique. Son collègue Sir Roger Penrose -prix Nobel de physique 2020- et lui développent les théorèmes sur les singularités dans le cadre de leurs recherches sur les origines de l'univers. Dans un tout autre domaine, Jane Goodall transforme profondément le champ de l'éthologie, c'est-à-dire la compréhension humaine des comportements animaux.
Vingt-huit Britanniques ont remporté le prix Nobel de physique, dont Peter Higgs en 2013 pour sa découverte du boson de Higgs, vingt-neuf le prix Nobel de chimie, dont Ernest Rutherford, le père de la physique nucléaire et trente le prix Nobel de physiologie ou médecine, dont Alexander Fleming pour la découverte de la pénicilline.

### Littérature

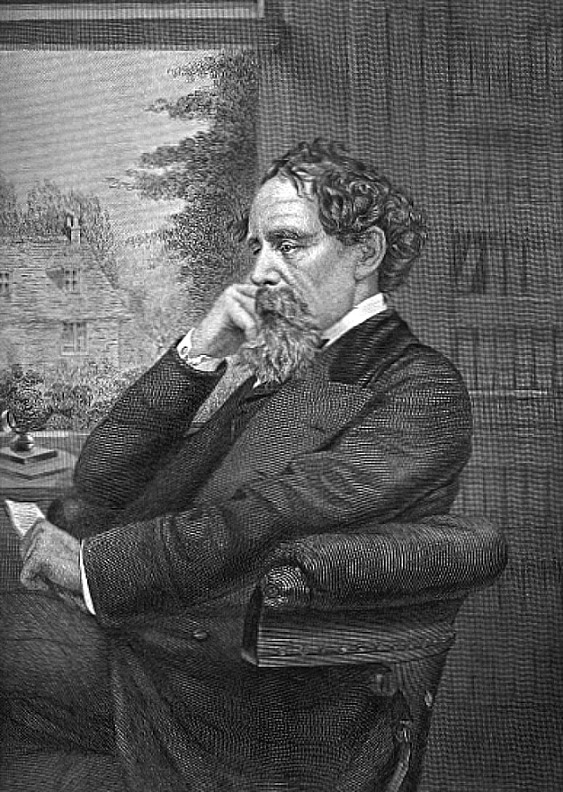
Charles Dickens, auteur du célèbre roman Oliver Twist.

Les pays composant le royaume ont donné de grands et remarquables écrivains et poètes. William Shakespeare, qui a écrit de nombreuses pièces de théâtre, est considéré comme le plus grand auteur de langue anglaise (on parle de « la langue de Shakespeare » à propos de l'anglais).
On note parmi les auteurs anglais Geoffrey Chaucer (1343-1400), William Shakespeare (1564-1616), Samuel Taylor Coleridge (1772-1834), Jane Austen (1775-1817), Percy Bysshe Shelley (1792-1822), John Keats (1795-1821), William Makepeace Thackeray (1811-1863), Charles Dickens (1812-1870), la fratrie Brontë, George Eliot (1819-1880), Lewis Carroll (1832-1898), Robert Muchamore, Anthony Trollope, George Meredith, George Orwell, Aldous Huxley, William Wordsworth, Alfred Tennyson, Robert Browning, Elizabeth Barrett Browning, Mary Shelley, Dame Agatha Christie, T. S. Eliot, Virginia Woolf, Wilfred Owen, J. K. Rowling, J. R. R. Tolkien, Ian Fleming et Douglas Adams.
Parmi les auteurs du pays de Galles, d'Écosse et d'Irlande du Nord, on peut citer Robert Burns, Dylan Thomas, Walter Scott, Arthur Conan Doyle, Robert Louis Stevenson, Iain Banks, Muriel Spark, Irvine Welsh, Ken Follett, C. S. Lewis ou encore Colin Bateman.

### Cinéma
Le cinéma britannique a longtemps influencé le développement du cinéma avec par exemple les Studios Ealing affirmant être les plus vieux existants. Malgré une histoire riche de succès, l'industrie est caractérisée par des débats incessants concernant son identité et l'influence du cinéma américain et européen.
On compte parmi les plus célèbres productions :
- Lawrence d'Arabie
- James Bond (bien que de studios américains, la série a utilisé lieux, castings, équipes cinématographiques et matériel britanniques)
- Monty Python
- Le Docteur Jivago
- Orange mécanique (banni au Royaume-Uni à la 61e semaine de projection jusqu'en 2001)
- La Fille de Ryan
- Le Troisième Homme
- Le Pont de la rivière Kwaï
- Dunkerque
- La Bataille d'Angleterre
- Un pont trop loin
- Ceux qui servent en mer
- Quand l'inspecteur s'emmêle
- La Panthère rose
- Carry On… Up the Khyber
- Le Retour de la Panthère rose
- L'Empreinte de Frankenstein
- Des pas dans le brouillard
- Train de nuit pour Munich
- Les Contes d'Hoffmann
- Une question de vie ou de mort
- Harry Potter (saga de huit films)
- Le Journal de Bridget Jones

### Musique

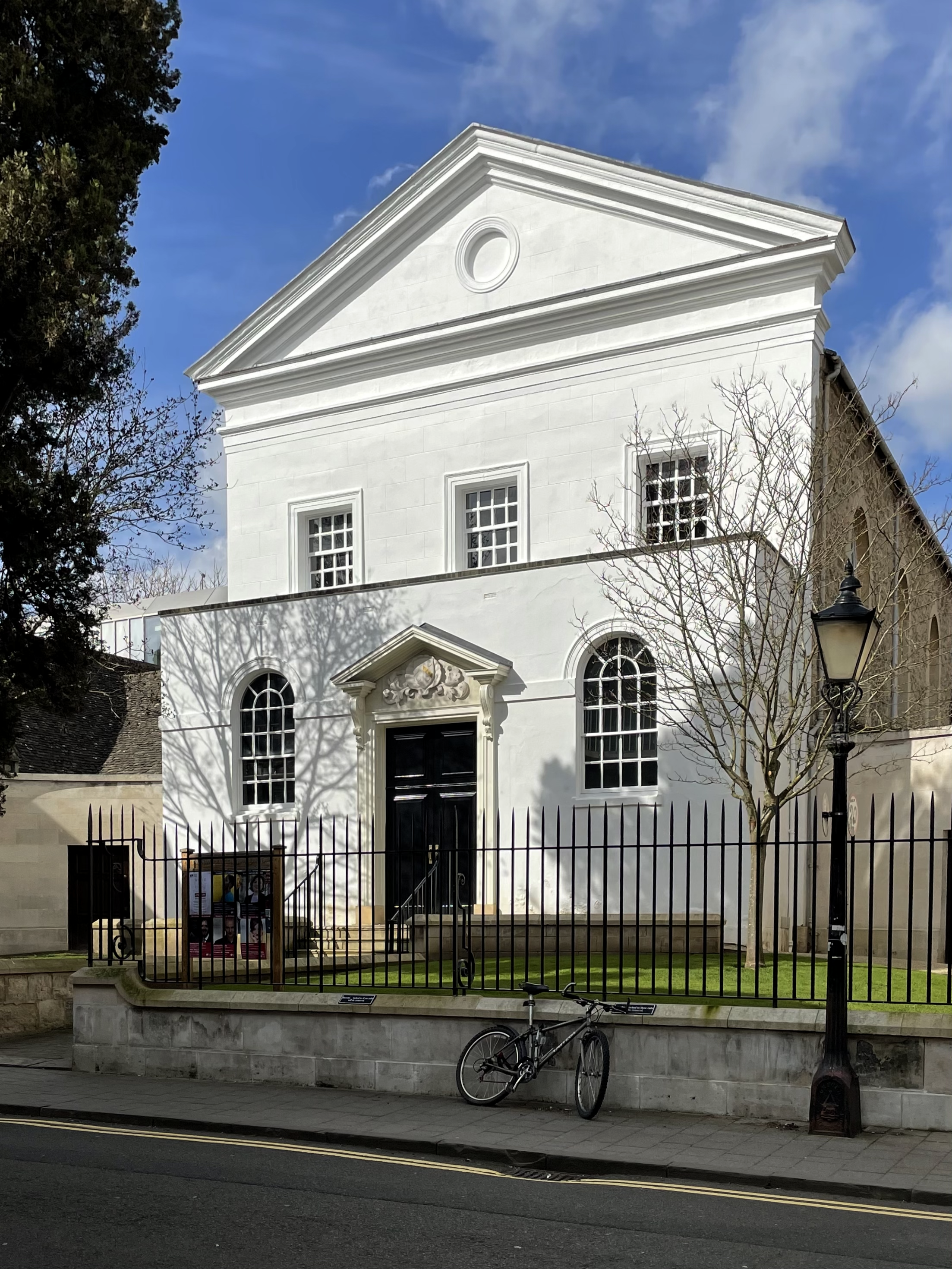
Holywell Music Room, Oxford. La plus ancienne salle de musique construite à cet effet en Europe.

Le pays compte plusieurs orchestres de renommée internationale, tels l'Orchestre symphonique de la BBC, l'Orchestre philharmonique de Londres, l'Orchestre philharmonique royal et surtout l'Orchestre symphonique de Londres, conduit par Valery Gergiev.
Le pays a énormément contribué au développement de la musique rock, particulièrement durant les années 1960, 1970 et première moitié des années 1980. Plus précisément, la pop/pop rock (The Beatles, Cliff Richard, Rod Stewart, Phil Collins, Chris Rea, Sting, Sade (groupe), le rhythm and blues (The Animals, et Manfred Mann) le rock 'n' roll (The Shadows, The Rolling Stones, The Who), le rock psychédélique (Barclay James Harvest) le blues rock (The Yardbirds, Eric Clapton, Jeff Beck), le folk rock (Cat Stevens, Donovan, Fairport Convention), le garage rock (The Kinks), le hard rock (Led Zeppelin, Deep Purple), le glam rock (Queen, David Bowie, T Rex), le boogie rock (Status Quo), le rock progressif (Pink Floyd, Genesis, Yes, Electric Light Orchestra, Emerson, Lake and Palmer, The Moody Blues, Kate Bush, King Crimson, Supertramp, Jethro Tull, Procol Harum, Gentle Giant, Camel), le heavy metal (Black Sabbath, Judas Priest, Motörhead puis la New wave of British heavy metal (Iron Maiden, Saxon, Def Leppard)), le punk rock (Sex Pistols, The Clash) et la new wave (The Police, Talk Talk, Depeche Mode, Erasure, The Cure, Tears for Fears, Simple Minds, Spandau Ballet, Kajagoogoo, Orchestral Manoeuvres in the Dark, The Jam, Duran Duran, Eurythmics, Dead or Alive, Culture Club, Soft Cell, The Buggles, Bananarama).
Plus récemment, le Royaume-Uni a contribué à l'expansion de genres tels que le rock alternatif, la techno, la house music, le metalcore, la musique électronique, la pop moderne, le RnB contemporain ainsi que d'autres. Parmi les artistes britanniques récents les plus connus, il y a Babyshambles, Arctic Monkeys, Muse, Coldplay, Blur, Oasis, The Libertines, Jamiroquai, Radiohead, les Spice Girls, Mika, Elton John, Adele, Little Mix, The Vamps, Union J, le groupe One Direction ou encore Amy Winehouse.

### Médias

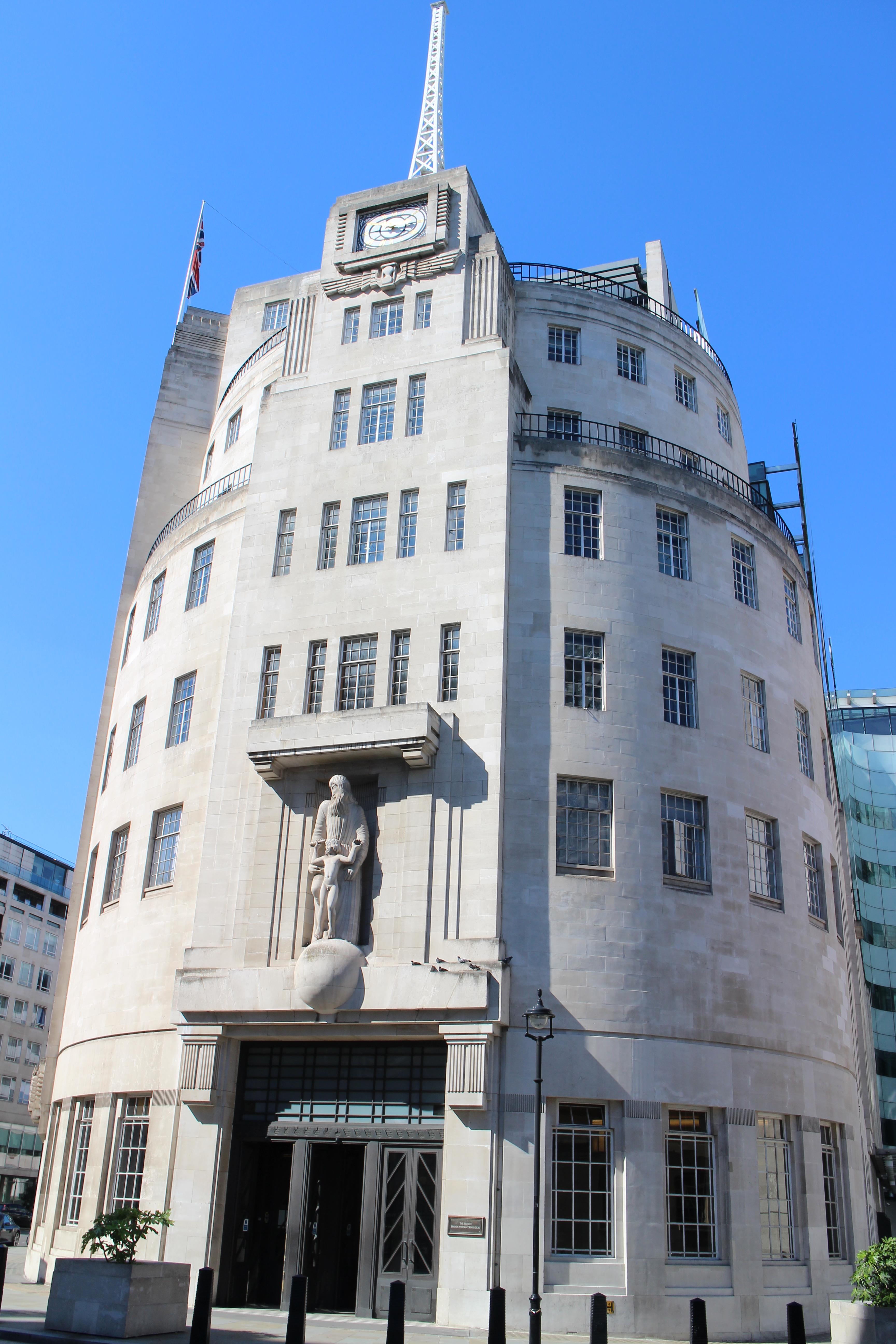
Broadcasting House, siège de la BBC, à Portland Place et Langham Place, Londres.

Principal groupe de média, la BBC est une société publique de production et de diffusion de programmes de radio et de télévision. Elle a acquis, notamment par ses reportages, une réputation de très grande qualité, ainsi qu'en attestent de nombreuses récompenses internationales.
Les principales chaînes de télévision sont BBC One, BBC Two, ITV1, Channel 4 et Five.
La radio est dominée par BBC Radio dont les deux principales stations sont BBC Radio 1 (station à dominante musicale, tournée vers la jeunesse) et BBC Radio 2 (station généraliste).
Dans la presse écrite quotidienne généraliste, on peut diviser les journaux en deux catégories, ceux dits « de qualité », d'autres plus populaires types tabloïds, journaux à ragots. Dans la première catégorie on trouve The Daily Telegraph, The Guardian, The Independent, The Times. En tête de la presse à sensation, The Sun est le quotidien de langue anglaise le plus diffusé au monde (1/4 du marché britannique). La plupart des quotidiens ont une édition de fin de semaine plus fournie avec de nombreux cahiers et suppléments.
En marge de toutes ces constituantes de la BBC existe aussi la BBC Afrique, qui à l'image de TV5 couvre pour le compte du Royaume la Francophonie mondiale et africaine, ce qui fait de la BBC une chaîne complète du point de vue des langues d'influence mondiale à savoir l'anglais et le français. On retrouve la langue française dans des sphères d'influence anglaise comme au Canada ou en Afrique, d'où la pertinence de l'existence de la BBC Afrique.

### Sport

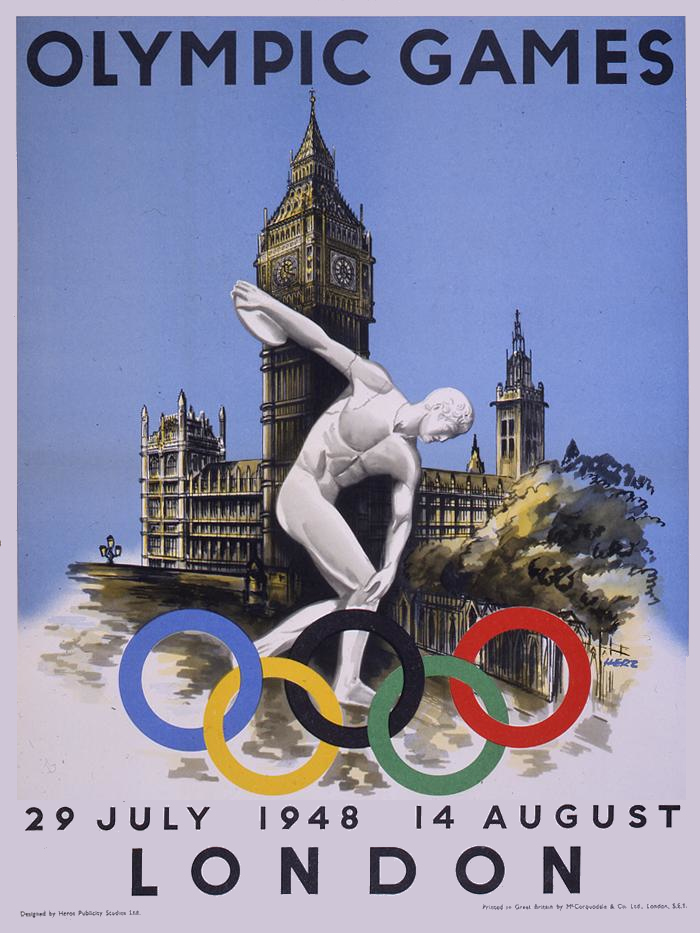
Les Jeux olympiques d'été de 1948 ont eu lieu à Londres.

Les règles actuelles du football, du rugby, du hockey, du bandy, du shinty, du cricket, du rounders, du stoolball, du polo, du water-polo, du netball, de la boxe, du golf, du tennis, du tennis de table, du badminton, du squash et d'autres ont été codifiées au Royaume-Uni.
Le sport le plus populaire est le football. À l'exception des tournois olympiques, le Royaume-Uni ne joue pas en tant que pays, chaque nation possède sa propre équipe : pays de Galles, Écosse, Irlande du Nord, Angleterre. On note de nombreux clubs renommés tels que Manchester United, Liverpool, Chelsea, Arsenal, et Newcastle United pour l'Angleterre, le Celtic et les Rangers pour l'Écosse.
La plupart des équipes du Royaume-Uni se nomment « équipe de Grande-Bretagne », comme l'Équipe de Grande-Bretagne de Coupe Davis ou l'Équipe de Grande-Bretagne de basket-ball.
En cyclisme, le vainqueur du Tour de France 2012 est le Britannique Bradley Wiggins, et le vainqueur des Tours de France 2013, 2015, 2016 et 2017 est le Britannique Christopher Froome. Il a également remporté la Vuelta 2017 et le Giro 2018. Geraint Thomas ayant remporté le Tour de France 2018 et Simon Yates ayant gagné la Vuelta 2018, le Royaume-Uni devient la première nation à remporter les trois grands tours la même année avec trois coureurs différents.

### Fêtes et jours fériés
| Date                                                                    | Nom français                 | Nom local                               | Remarques |
| ----------------------------------------------------------------------- | ---------------------------- | --------------------------------------- | --- |
| 1er janvier                                                             | Jour de l'an                 | New Year's Day                          | Le premier jour de la nouvelle année est férié partout |
| 2 janvier                                                               | Deuxième jour de l'an        | January 2d Holiday                      | Le deuxième jour de la nouvelle année n'est férié qu'en Écosse |
| 17 mars                                                                 | Saint-Patrick                | St. Patrick's Day                       | Jour férié en Irlande du Nord seulement |
| Vendredi avant le dimanche de Pâques (cf. calcul de la date de Pâques). | Vendredi saint               | Good Friday                             | Crucifixion de Jésus |
| Lundi suivant le dimanche de Pâques.                                    | Lundi de Pâques              | Easter Monday                           | Résurrection de Jésus (pas en Écosse) |
| Premier lundi de mai                                                    | 1er mai                      | May Day                                 | Traditionnellement le 1er mai |
| Dernier lundi de mai ou premier lundi de juin                           | Jour férié du printemps      | Spring Bank Holiday                     | Traditionnellement Pentecôte |
| 12 juillet                                                              | Bataille de la Boyne         | Battle of the Boyne/Orangemen's Holiday | Jour férié (en Irlande du Nord seulement) |
| Premier lundi d'août                                                    | Jour férié de l'été          | Summer Bank Holiday                     | Jour traditionnel (en Écosse seulement) |
| Dernier lundi d'août                                                    | Jour férié de l'été          | Summer Bank Holiday                     | Jour traditionnel (hors Écosse) |
| 25 décembre                                                             | Noël                         | Christmas Day                           | Naissance de Jésus |
| 26 décembre                                                             | Lendemain de Noël/Boxing Day | Boxing Day                              | L'origine du nom serait liée aux boîtes de Noël (Christmas boxes) données en guise d'étrennes aux commerçants pour services rendus et aux domestiques (lesquels, ayant droit à un jour de congé pour se rendre dans leur famille, pouvaient les emporter avec eux), ou encore peut-être à l'ouverture des troncs pour l'aumône à distribuer aux pauvres. |

### Gastronomie
Au départ on remarque une présence typique de viande de bœuf, d'agneau, de poulet et de mouton dans l'ensemble de la cuisine du Royaume-Uni. Ainsi des plats comme l'agneau à la menthe ou le haggis font partie de la culture culinaire.
À cela il faut ajouter la présence d'ingrédients comme l'abat, la pomme de terre en purée ou nature. La dinde traditionnelle des fêtes, l'Irish stew et le bangers and mash sont tous des plats très prisés qui comportent des pommes de terre. L'oignon est également largement utilisé.
La cuisine de type pub est de plus en plus prisée, notamment à Londres, de même que le poisson qui, sous la forme de fish and chips est populaire dans tout le pays.
Enfin, le vin du Kent, le whisky et la bière ferment la boucle de la gastronomie du Royaume-Uni,.

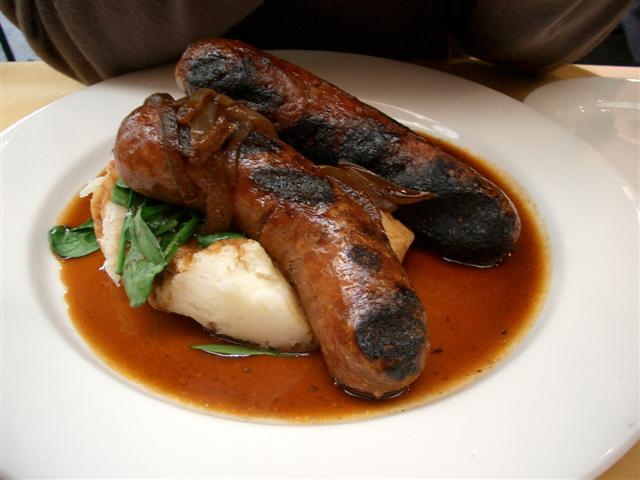
Le bangers and mash.
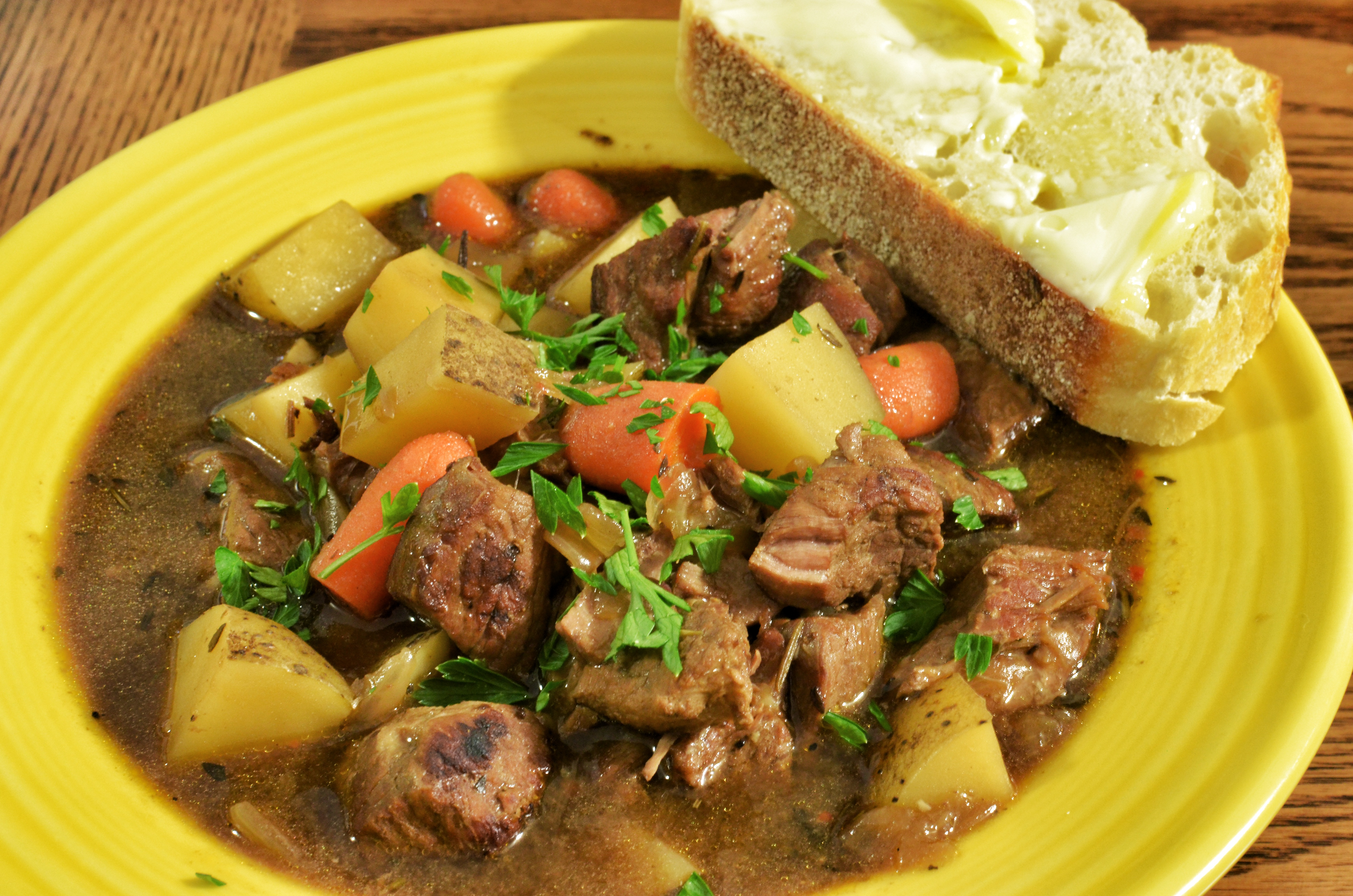
L'Irish stew.
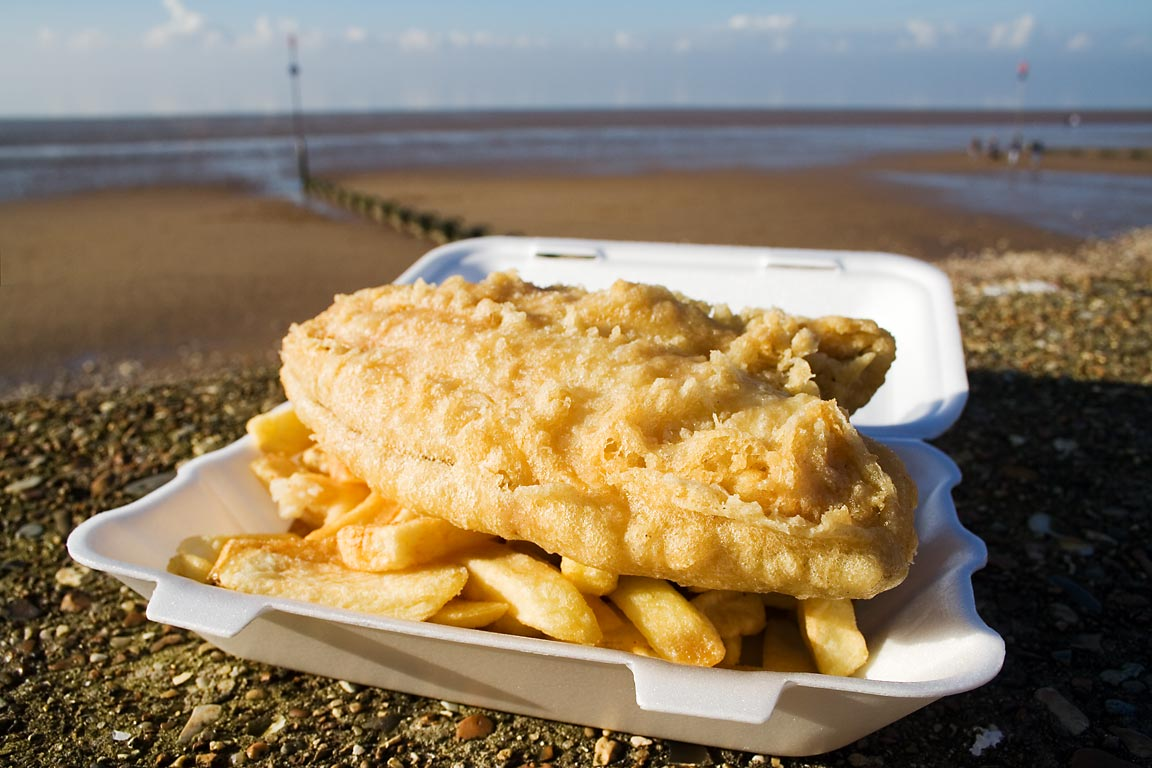
Le fish and chips.
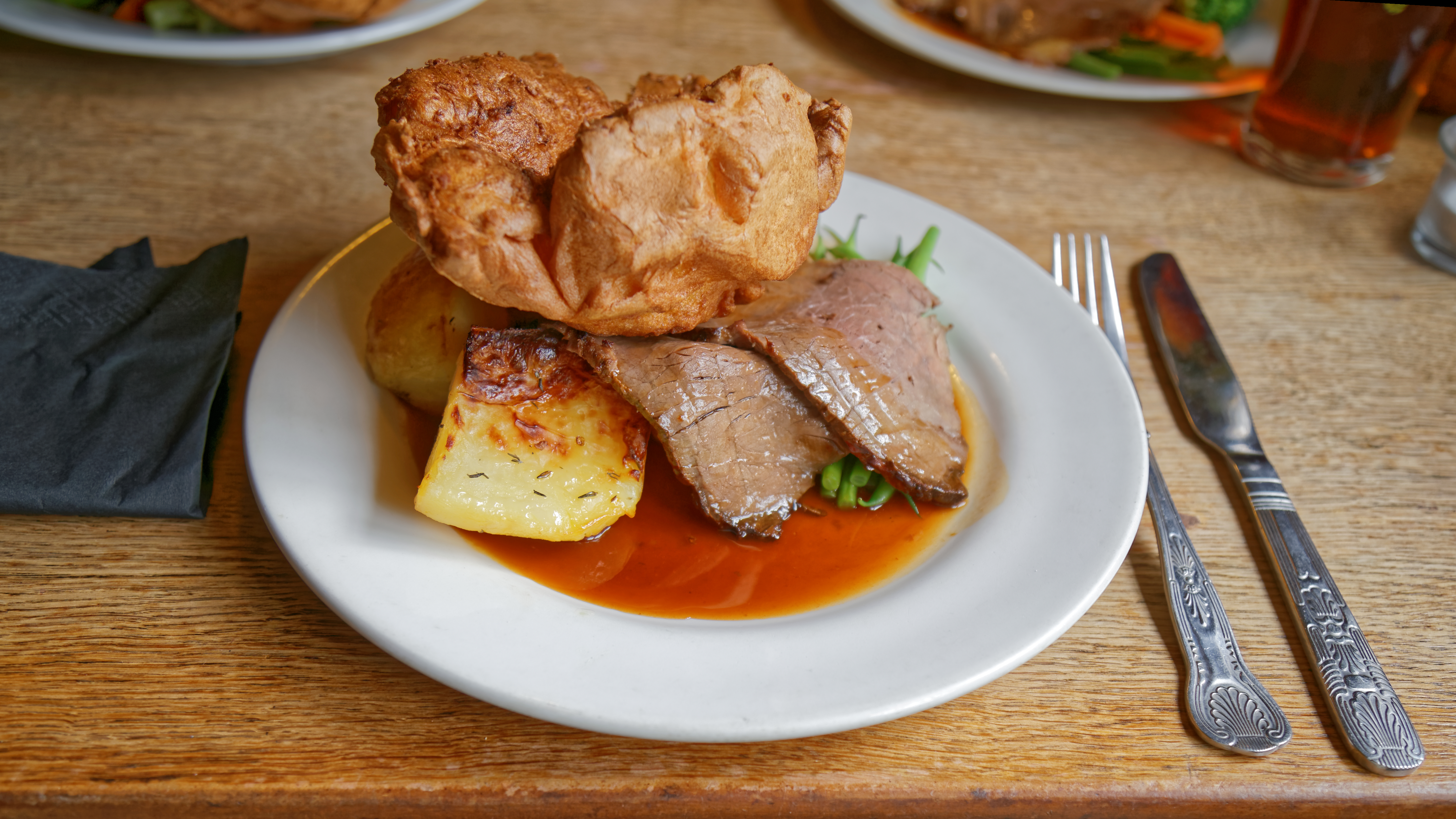
L'agneau fait partie de la gastronomie au Royaume-Uni.

## Noms officiels et symboles

### Noms officiels

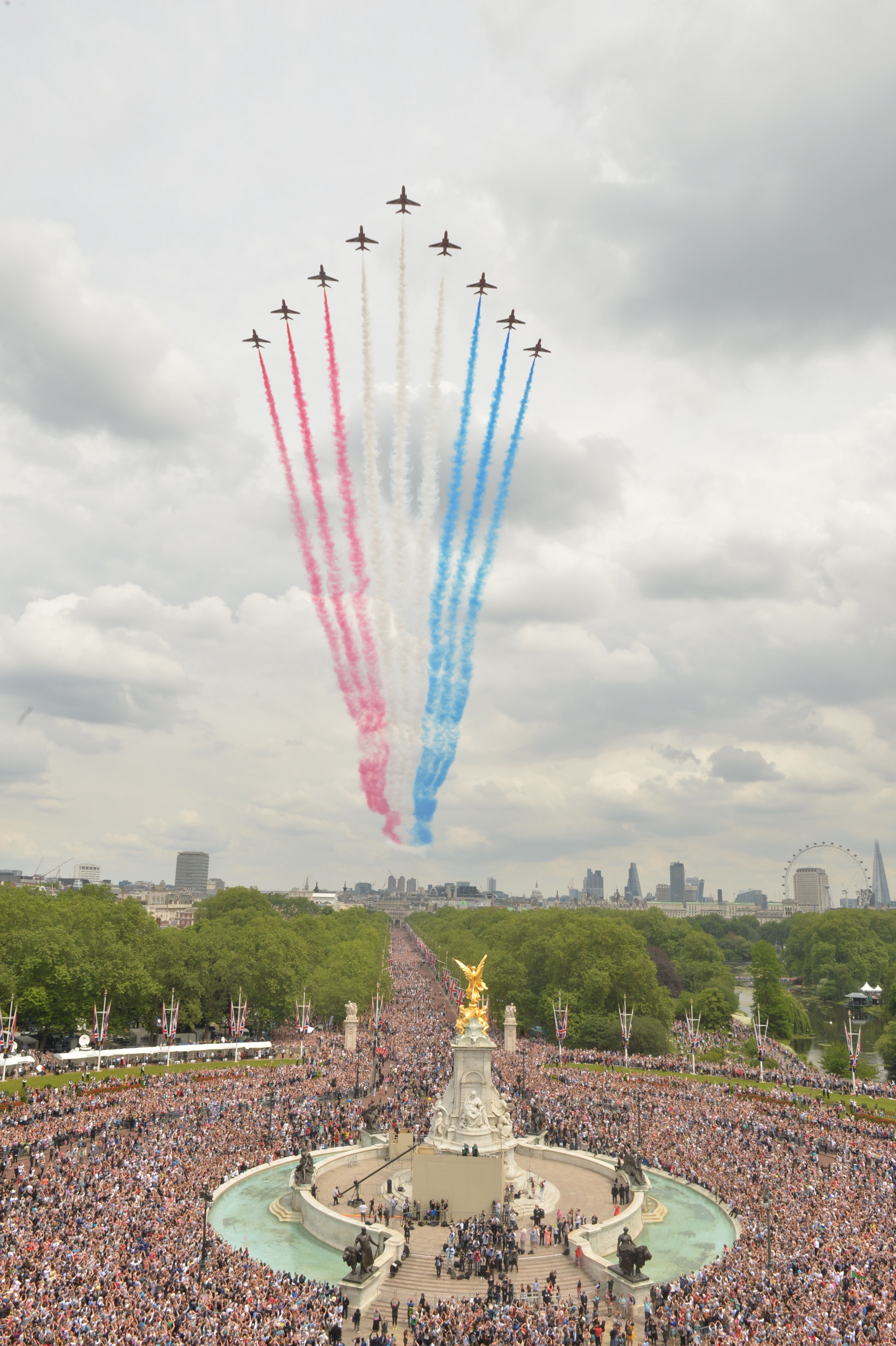
Les Red Arrows au-dessus du palais de Buckingham, en 2012.

Le nom officiel du Royaume-Uni est :
- Royaume-Uni de Grande-Bretagne et d'Irlande du Nord[g] en français ;
- United Kingdom of Great Britain and Northern Ireland, en anglais.

Aussi, la Charte européenne des langues régionales ou minoritaires reconnaît le gallois, le gaélique écossais, l'irlandais, le cornique et le scots comme langues régionales du Royaume-Uni respectivement nommé ainsi :
- Teyrnas Unedig Prydain Fawr a Gogledd Iwerddon en gallois ;
- An Rìoghachd Aonaichte na Breatainn Mhòr agus Eirinn a Tuath en écossais ;
- Ríocht Aontaithe na Breataine Móire agus Thuaisceart Éireann en irlandais ;
- An Rywvaneth Unys a Vreten Veur hag Iwerdhon Glédh en cornique ;
- Unitit Kinrick o Great Breetain an Northren Ireland en scots.

### Symboles
- Le drapeau du Royaume-Uni est le Union Flag aussi connu sous le nom de Union Jack. Si le mot Union est explicite, l'origine du mot Jack fait encore débat. Il est créé de la superposition de drapeaux de trois des composantes du Royaume-Uni :
  - Angleterre avec la croix de saint Georges (médiane rouge sur fond blanc ; saint Georges est le saint patron de l'Angleterre) ;
  - Écosse avec la croix de saint André (obliques blanches sur fond bleu outremer ; saint André est le saint patron de l'Écosse) ;
  - Irlande du Nord avec la croix de saint Patrick (obliques rouges sur fond blanc ; saint Patrick est le saint patron de l'Irlande).

| Drapeau                      | Région          | Saint patron  | Symbole            |
| ---------------------------- | --------------- | ------------- | ------------------ |
| Drapeau de l'Angleterre      | Angleterre      | Saint Georges | Rose               |
| Drapeau de l'Écosse          | Écosse          | Saint André   | Chardon            |
| Drapeau du pays de Galles    | Pays de Galles  | Saint David   | Poireau/Jonquille  |
| Drapeau de l'Irlande du Nord | Irlande du Nord | Saint Patrick | Trèfle/Lin cultivé |

- L'hymne national est God Save the King ou God save the Queen lorsque le monarque est une femme.
- Britannia est la personnification du Royaume-Uni donnée durant l'occupation romaine du Sud et du centre de la Grande-Bretagne. Elle est symbolisée par une jeune femme avec des cheveux soit châtain, soit blonds, coiffée d'un casque corinthien et d'une robe blanche. Elle possède un trident de Poséidon et un bouclier arborant le drapeau britannique. On la décrit parfois montant un lion. Britannia est souvent associée à la puissance maritime comme dans le chant patriotique : Rule, Britannia!.
- Le lion est aussi symbole du Royaume-Uni, il est présent dans les armes royales du Royaume-Uni. On en trouve un derrière Britannia sur les pièces de 50 pence et un autre est couronné sur celle de 10 pence. Les armoiries d'Angleterre sont « de gueules à trois léopards d'or », c'est-à-dire rouge avec trois lions jaunes regardant le spectateur d'où le lion comme emblème de l'équipe nationale de football anglaise et son célèbre hymne de football Three Lions. Les armoiries de l'Écosse ainsi que l'étendard royal d'Écosse présentent eux aussi un lion.
- On retrouve aussi le bulldog associé à Winston Churchill et sa féroce opposition à l'Allemagne nazie.
- La Grande-Bretagne, en particulier l'Angleterre, est souvent personnifiée à travers le personnage de John Bull, équivalent de l'Oncle Sam américain.
- Les vieux paysages britanniques, et particulièrement certains de ses éléments distinctifs comme le chêne et la rose, ont longtemps servi pour la représentation visuelle de l'identité britannique. La rose rouge est l'emblème à la fois de l'équipe d'Angleterre de rugby à XV et de la Rugby Football Union.
- En 2021, l’identification « GB » (pour Great Britain), sur les plaques de voitures britanniques a fait place à « UK » (pour United Kingdom), afin de symboliser la solidarité avec l’Irlande du Nord après le Brexit. Il est vrai que Grande-Bretagne faisait référence à la seule île principale, excluant celle d'Irlande dont la partie Ulster fait partie du Royaume Uni[116].